# Kalendarium inwazji Rosji na Ukrainę – grudzień 2023
| 2022        | 2023        | 2024        | 2025        |
| ----------- | ----------- | ----------- | ----------- |
| –           | styczeń     | styczeń     | styczeń     |
| luty        | luty        | luty        | luty        |
| marzec      | marzec      | marzec      | marzec      |
| kwiecień    | kwiecień    | kwiecień    | kwiecień    |
| maj         | maj         | maj         | maj         |
| czerwiec    | czerwiec    | czerwiec    | czerwiec    |
| lipiec      | lipiec      | lipiec      | lipiec      |
| sierpień    | sierpień    | sierpień    | sierpień    |
| wrzesień    | wrzesień    | wrzesień    | wrzesień    |
| październik | październik | październik | październik |
| listopad    | listopad    | listopad    | listopad    |
| grudzień    | grudzień    | grudzień    | grudzień    |

## Grudzień 2023

### 1 grudnia

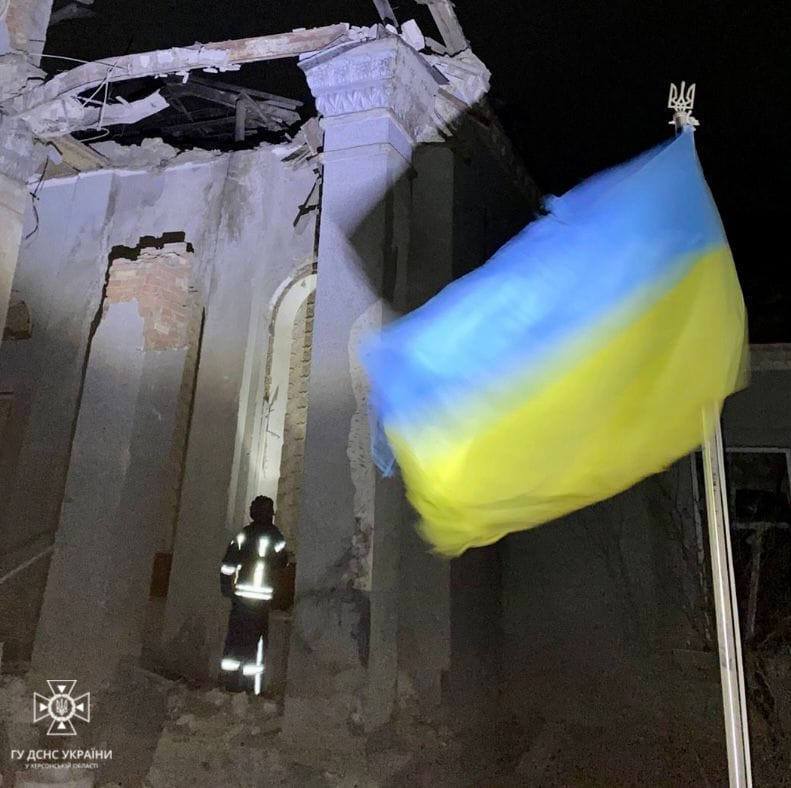
Dom kultury w obwodzie chersońskim po nocnym rosyjskim nalocie.

W wywiadzie dla Associated Press w Charkowie prezydent Wołodymyr Zełenski przyznał, że ukraińska kontrofensywa „nie przyniosła pożądanych rezultatów” ze względu na utrzymujące się niedobory broni i sił lądowych oraz stwierdził, że wraz z nadejściem sezonu zimowego wojna wkroczyła w nową fazę. Zełenski powiedział: „Chcieliśmy szybszych rezultatów. Z tego punktu widzenia niestety nie osiągnęliśmy pożądanych rezultatów. I to jest fakt. (...) Słuchajcie, nie cofamy się, jestem usatysfakcjonowany. Walczymy z drugą armią na świecie, jestem usatysfakcjonowany. Tracimy ludzi, nie jestem usatysfakcjonowany. Nie dostaliśmy całej broni, jakiej chcieliśmy, nie mogę być usatysfakcjonowany, ale nie mogę też zbytnio narzekać”. Ponadto stwierdził, że po słabym kontrataku na południu Ukrainy nakazał zmianę strategiczną skupiającą się na obronie oraz zapowiedział potrzebę zmian w mobilizacji. Rosyjskie media państwowe podały, że Marjinka została całkowicie zajęta przez wojska rosyjskie, jednak nie można było zweryfikować tych doniesień.
Sztab Generalny Ukrainy oświadczył, że kontynuowano ofensywę w kierunku Melitopola i utrzymywanie zajętych pozycji na lewym brzegu Dniepru. Rosja atakowała w kierunkach Kupiańska, Łymanu, Bachmutu, Awdijiwki, Marjinki i Zaporoża, gdzie doszło do 84 starć. W kierunku kupiańskim, łymańskim i bachmuckim Ukraińcy odparli 13 ataków w rejonie Sinkiwki i Stelmachiwki, osiem ataków w rejonie Lasu Serebriańskiego oraz 21 ataków w pobliżu Hryhoriwki, Bohdaniwki, Iwaniwskiego i Andrijiwki; siły ukraińskie kontynuowały ataki na południe od Bachmutu. W kierunku awdijiwskim i marjińskim siły rosyjskie kontynuowały próby otoczenia Awdijiwki, jednak wojska ukraińskie utrzymywały obronę, odpierając 21 ataków w okolicy Nowokałynowego, Stepowego, Awdijiwki, Siewiernego i Perwomajskiego. Odparto także ataki w rejonie Nowomychajliwki. W kierunku zaporoskim wojska rosyjskie przeprowadziły 12 nieudanych ataków w pobliżu Robotynego i Werbowego. W ciągu doby FR przeprowadziła dwa ataki rakietowe, 30 nalotów i 71 ostrzałów na pozycje ukraińskie i obszary zaludnione (odnotowano rannych wśród cywilów oraz zniszczoną infrastrukturę). Ukraińska artyleria zniszczyła trzy obszary koncentracji i pięć magazynów amunicji. Rzecznik Państwowej Straży Granicznej powiedział, że rosyjskie grupy dywersyjne coraz częściej próbowały przekraczać granicę ukraińską w kierunku obwodu charkowskiego.
Ukraina poinformowała, że siły rosyjskie wystrzeliły 25 dronów Shahed 136/131 (z Krymu i Primorsko-Achtarska i dwa pociski Ch-59 (z obwodu chersońskiego), z czego obrona przeciwlotnicza zniszczyła 18 dronów i rakietę na południu kraju. Obrona przeciwlotnicza działała w obwodach mikołajowskim, chersońskim, zaporoskim i dniepropetrowskim. Według władz regionalnych w ciągu ostatnich 24h Rosja zaatakowała 10 obwodów, zabijając co najmniej czterech cywilów i raniąc 16 kolejnych. Według ukraińskich danych od czasu rosyjskiej inwazji w lutym 2022 roku uszkodzonych lub zniszczonych zostało ponad 170 tys. budynków. Zniszczone budynki obejmowały ponad 20 tys. budynków mieszkalnych, 3500 placówek oświatowych oraz 420 budynków dużych i średnich firm. Ponadto zniszczeniom uległy lotniska, w tym cywilne, 344 mosty oraz 25 tys. dróg.
Ukraiński wywiad wojskowy podał, że partyzanci wysadzili w powietrze rosyjską wojskową stację tankowania w Melitopolu, zabijając kilku żołnierzy i uszkadzając sprzęt wojskowy. Ukraińska prawda podała, że wysadzenie pociągu 30 listopada zmusiło rosyjskie pociągi do obrania alternatywnej trasy, przez 35 m „Diabelski Most”. W związku z tym SBU dokonała kolejnego ataku bombowego na pociąg paliwowy przejeżdżający przez Diabelski Most kolejowy na głównej linii Bajkał–Amur w dalekowschodniej Buriacji. Materiały wybuchowe podłożone na moście eksplodowały w chwili, gdy przejeżdżał po nim pociąg. Był to drugi etap operacji SBU mającej na celu wyłączenie linii kolejowej Bajkał–Amur, kluczowej dla rosyjskiej logistyki wojskowej.
W opinii Institute for the Study of War (ISW) korzystanie przez rosyjskich żołnierzy z komunikatorów na Ukrainie stanowiło poważne zagrożenie dla bezpieczeństwa sił rosyjskich; m.in. znany rosyjski haktywista zwrócił uwagę, iż wszystkie wysyłane przez rosyjskich żołnierzy SMS-y i treści na WhatsAppie, w tym zrzuty ekranu czy dokumenty, były przechwytywane przez stronę ukraińską. Tymczasem prezydent Zełenski i naczelny dowódca Wałerij Załużny zasygnalizowali zamiar zwiększenia ukraińskiej obrony i fortyfikacji wokół ukraińskiego teatru działań, jednak nie uwzględnili obwodu zaporoskiego w dyskusjach na temat bieżących i przyszłych środków obronnych. Wojska rosyjskie kontynuowały ataki na linii Kupiańsk–Swatowe–Kreminna, w pobliżu Bachmutu i Awdijiwki, na zachód i południowy zachód od Doniecka oraz w zachodnim obwodzie zaporoskim, posuwając się naprzód w niektórych obszarach.
Według Ośrodka Studiów Wschodnich (OSW) 29 listopada siły rosyjskie zajęły graniczącą z Bachmutem miejscowość Chromowe. Poszerzyły też kontrolowany obszar w rejonie położonego na północny zachód od Bachmutu Zbiornika Berchiwskiego oraz na północ od Awdijiwki, w kierunku wsi Nowokałynowe. Na północny wschód od Kupiańska wyszły na obrzeża flankującej je Syńkiwki. Nieznaczne postępy Rosjanie poczynili na wschód od Kupiańska, na zachód od Kreminnej oraz na południowy zachód od Wełykiej Nowosiłki, na granicy obwodów donieckiego i zaporoskiego. Z kolei wojska ukraińskie odparły kolejne próby likwidacji przyczółku w Krynkach na lewym brzegu Dniepru i umocniły się w jej środkowej części. Działania obu stron na pozostałych kierunkach nie przyniosły większych zmian. W ocenie SG Ukrainy po spowolnieniu spowodowanym warunkami pogodowymi ponownie wzrosła intensywność ataków wroga, głównie w Awdijiwce i zachodnich obrzeżach Bachmutu. Zmniejszyła się liczba ataków na pozycje ukraińskie w zachodniej części Marjinki.
Prezydent Władimir Putin podpisał dekret zwiększający liczebność rosyjskiego personelu wojskowego o 170 tys., zwiększając ją do łącznej liczby ok. 1,32 mln żołnierzy. Ministerstwo Obrony Rosji jako przyczyny podało „trwającą ekspansję NATO”, wojnę na Ukrainie i rozwój potencjału nuklearnego NATO. 
Minister obrony Ukrainy Rustem Umierow mianował generała Anatolija Kazmirczuka na szefa Dowództwa Ukraińskich Sił Medycznych. Ukraiński rząd ogłosił mianowanie Jurija Mironenki na nowego szefa Państwowej Służby Łączności Specjalnej, która odpowiada za cyberbezpieczeństwo Ukrainy.
Polityk Nico Lange stwierdził, że przemysł obronny państw członkowskich NATO może zwiększyć produkcję artylerii jedynie do tego stopnia, aby do końca 2024 roku zaspokoić potrzeby własne i Ukrainy. Zdaniem Langego sytuacja mogłaby potoczyć się szybciej jedynie, gdyby rządy wydały gwarancje zakupu. Zdaniem eksperta wojskowego Międzynarodowego Instytutu Studiów Strategicznych Franza-Stefana Gady’ego, siły ukraińskie nie mają zasobów ludzkich i materialnych, aby w 2024 roku przeprowadzić kontrofensywy zakrojone na szeroką skalę. Według Der Spiegel o braku środków świadczyły oświadczenia ukraińskich dowódców. Zdaniem Gady’ego być może najważniejszym zadaniem wojsk ukraińskich w 2024 roku będzie odbudowa rezerw.
Niemcy przekazały Ukrainie pakiet pomocy wojskowej, który obejmował cztery ciągniki HX81 wraz z naczepami do transportu czołgów i ciężkiego sprzętu, osiem samochodów terenowych Zetros, cztery inne pojazdy, 15 karabinów precyzyjnych HLR 338 i 60 tys. szt. amunicji, pięć systemów do wykrywania dronów, dalmierze laserowe i ponad 4 tys. pocisków 155 mm. Wiceminister obrony Iwan Hawryluk oświadczył, że armia pomyślnie przetestowała i zaleciła wprowadzenie nowego produkowanego w kraju elektromagnetycznego systemu bojowego do ochrony żołnierzy przed bronią naprowadzaną radarowo i dronami.
Rosyjskie niezależne media Mediazona i BBC News Rosja potwierdziły nazwiska 38 261 rosyjskich żołnierzy zabitych od czasu inwazji Rosji na Ukrainę w lutym 2022 roku na podstawie źródeł publicznych, w tym nekrologów, krewnych, mediów regionalnych i władz lokalnych, dodając, że rzeczywista liczba zabitych może być znacznie wyższa.

### 2 grudnia
Ukraiński SG podał, że kontynuowano ofensywę w kierunku Melitopola i utrzymywanie zajętych pozycji na lewym brzegu Dniepru. Wojska rosyjskie atakowały w kierunkach Kupiańska, Łymanu, Bachmutu, Awdijiwki, Marjinki, Szachtarska i Zaporoża, gdzie doszło do 88 starć. W kierunku kupiańskim, łymańskim i bachmuckim Ukraińcy odparli siedem ataków w rejonie Sinkiwki, Petropawliwki, Iwaniwki i Stelmachiwki, cztery ataki w rejonie Lasu Serebriańskiego oraz 21 ataków w pobliżu Bohdaniwki, Iwaniwskiego, Andrijiwki i Kliszczijiwki; siły ukraińskie kontynuowały ataki na południe od Bachmutu. W kierunku awdijiwskim i marjińskim Rosjanie kontynuowali próby otoczenia Awdijiwki, jednak wojska ukraińskie utrzymywały obronę, odpierając 25 ataków w okolicy Nowobachmutiwki, Stepowego, Awdijiwki, Siewiernego, Tonenkego i Perwomajskiego. Odparto także 11 ataków w rejonie Marjinki i Nowomychailiwki. W kierunku szachtarskim i zaporoskim wojska rosyjskie przeprowadziły trzy nieudane ataki w pobliżu Wuhłedaru i Staromajorśkego oraz 12 razy próbowali odzyskać pozycje na południe od Robotynego, na zachód i północny zachód od Werbowego. W ciągu 24h Rosja przeprowadziła trzy ataki rakietowe, 20 nalotów i 53 ostrzały na pozycje ukraińskie i obszary zaludnione (odnotowano rannych wśród cywilów oraz zniszczoną infrastrukturę). Ukraińska artyleria zniszczyła dwa obszary koncentracji, stanowisko dowodzenia, trzy składy amunicji i cztery jednostki artylerii.
Ukraińskie Siły Powietrzne podały, że w godzinach nocnych zniszczono rakietę Ch-59 (wystrzeloną z obwodu zaporoskiego) i 10 z 11 dronów Shahed 136/131 (z Krymu), odpowiednio w obwodzie dniepropietrowskim i odeskim. Dron, który nie został zestrzelony, trafił w obiekt infrastruktury, powodując „pożar, który został szybko ugaszony przez strażaków. Ofiar i rannych nie było”. Gubernator Oleksandr Prokudin poinformował, że Rosjanie ostrzelali obwód chersoński 82 razy, wystrzeliwując 338 pocisków (38 wystrzelono w kierunku Chersonia) z moździerzy, artylerii, Gradów, PPK, czołgów, samolotów i dronów, atakując dzielnice mieszkalne zaludnionych obszarów. W wyniku ataków jedna osoba zginęła i jedna została ranna. Regionalna administracja wojskowa podała, że w wyniku ostrzału hromady semeniwskiej w obwodu czernihowskiego raniono ludność cywilną, w tym rodzinę z 4-letnim dzieckiem. Ukraińskie państwowe przedsiębiorstwo Energoatom oświadczyło, że okupowana przez Rosję Zaporoska Elektrownia Jądrowa została odcięta od głównej linii w czasie alarmu przeciwlotniczego, co spowodowało przerwę w dostawie prądu, podczas której zmuszona była polegać na generatorach Diesla, co zagroziło bezpieczeństwu elektrowni.
Według ISW złe warunki pogodowe w dalszym ciągu spowalniały tempo działań bojowych Ukrainy i Rosji na całej linii frontu, jednak ich całkowicie nie zatrzymały. Ministerstwo Obrony Rosji zasygnalizowało, że prawdopodobnie zamierza w dalszym ciągu polegać na programach rekrutacji w ramach kryptomobilizacji w przypadku potencjalnego zwiększenia liczebności rosyjskiej armii. Wojska rosyjskie kontynuowały ataki na linii Kupiańsk–Swatowe–Kreminna, w pobliżu Bachmutu i Awdijiwki, na zachód od Doniecka, na granicy obwodu donieckiego i zaporoskiego oraz w zachodnim obwodzie zaporoskim, posuwając się naprzód w okolicy Awdijiwki.
Generał broni Bundeswehry Andreas Malo powiedział, że druga grupa ukraińskich żołnierzy, licząca ok. 70 żołnierzy i oficerów, ukończyła szkolenie z obsługi niemieckiego systemu obrony powietrznej Patriot i była w stanie samodzielnie nim operować. Szef niemieckiej grupy Rheinmetall AG Armin Papperger wyjaśnił w rozmowie z WirtschaftsWoche, że firma planuje zbudować pierwsze czołgi na Ukrainie już pod koniec 2024 roku. Oczekuje zawarcia odpowiedniego kontraktu z Ukrainą na budowę kołowego transportera opancerzonego Fuchs i bojowego wozu piechoty Lynx najpóźniej na początku przyszłego roku. Produkcja „Fuchsa” na Ukrainie będzie możliwa późnym latem 2024 roku, a „Lynxa” – latem 2025 roku. Papperger chciał dostarczyć na Ukrainę nowo wybudowane czołgi dużo wcześniej.
Brytyjskie Ministerstwo Obrony podało, że wysiłki Rosji i Ukrainy, aby pokonać naziemne systemy przeciwlotnicze przeciwnika, były jednym z najważniejszych pól rywalizacji w trwającej wojnie. Po stronie rosyjskiej krytyczną i w większości skuteczną rolę odgrywa 9K330 Tor (NATO: SA-15), który cechuje się maksymalnym zasięgiem ok. 15 km i kontrastuje z innymi systemami krótkiego zasięgu, takimi jak Pancyr (NATO: SA-22). Zdaniem Ministerstwa „działając jako faktyczna pierwsza linia rosyjskiej sieci obrony powietrznej na Ukrainie, SA-15 jest szczególnie wykorzystywany do przeciwdziałania ukraińskim operacjom dronów. Jednym z kluczowych ograniczeń systemu w obecnej wojnie jest prawdopodobnie wytrzymałość jego załogi”. 
Kanał na Telegramie „DeepState” udostępnił nagranie filmowe przedstawiające rosyjskich żołnierzy strzelających do dwóch poddających się żołnierzy ukraińskich, wychodzących ze schronu prawdopodobnie w pobliżu Stepowego (pozycje 45 Batalionu Strzelców), niedaleko oblężonej Awdijiwki. Rzecznik armii ukraińskiej Ołeksandr Sztupun stwierdził, że „nagranie przechodzi odpowiednie procedury sprawdzające i dokumentacyjne. (...) Wszystkie dowody zostaną przekazane odpowiednim instytucjom międzynarodowym zajmującym się zbrodniami wojennymi”. Później Dyrekcja Łączności Strategicznej SZ Ukrainy potwierdziła autentyczność materiału filmowego. Prokuratura obwodu donieckiego wszczęła śledztwo w sprawie naruszenia zasad i zwyczajów wojennych. 4 grudnia br. rzecznik Ołeksandr Sztupun potwierdził, że rosyjscy żołnierze, którzy zastrzelili żołnierzy ukraińskich, zostali zlikwidowani podczas działań bojowych.

### 3 grudnia
Dowódca ukraińskiego Zgrupowania Tauryda Ołeksandr Tarnawski powiedział, że armia rosyjska zmniejszyła liczbę nalotów na Ukrainę, ale wzmocniła działania piechoty na froncie południowo-wschodnim. W ciągu ostatniej doby na tym obszarze doszło do 55 starć między obiema stronami; Rosja straciła 440 żołnierzy i 9 szt. sprzętu wojskowego. Aktywność rosyjskich myśliwców w tym rejonie była niewielka, ponieważ odnotowano tylko pięć nalotów. Według ISW wojska rosyjskie odnosiły postępy w walkach pod Awdijiwką; posuwały się naprzód na zachód od linii kolejowej przebiegającej na północ od Stepowego oraz na południowy zachód od Perwomajskego, 10 km na południowy zachód od Awdijiwki. Blogerzy wojenni twierdzili, że Rosjanie robili postępy w rejonie Nowokałynowego, na zachód od Krasnohoriwki oraz w rejonie Perwomajskego i Siewernego. Zdaniem mera Witalija Barabasza, siły rosyjskie otworzyły dwa nowe kierunki ataków na strefę przemysłową leżącą na południowy wschód od Awdijiwki, jak również z miejscowości Spartak. Działania te miały na celu odciągnięcie uwagi wojsk ukraińskich. Wojska rosyjskie kontynuowały ataki na linii Kupiańsk–Swatowe–Kreminna, w pobliżu Bachmutu i Awdijiwki, na zachód i południowy zachód od Doniecka, na granicy obwodu donieckiego i zaporoskiego oraz w zachodnim obwodzie zaporoskim, posuwając się naprzód w okolicy Awdijiwki.
SG Ukrainy podał, że kontynuowano ofensywę w kierunku Melitopola i utrzymywanie zajętych pozycji na lewym brzegu Dniepru. Rosja atakowała w kierunkach Kupiańska, Łymanu, Bachmutu, Awdijiwki, Marjinki, Szachtarska i Zaporoża, gdzie doszło do 68 starć. W kierunku kupiańskim, łymańskim i bachmuckim Ukraińcy odparli osiem ataków w rejonie Sinkiwki, trzy ataki w rejonie Lasu Serebriańskiego oraz 16 ataków w pobliżu Bohdaniwki, Iwaniwskiego, Andrijiwki i Kliszczijiwki; siły ukraińskie kontynuowały ataki na południe od Bachmutu. W kierunku awdijiwskim i marjińskim Rosjanie kontynuowali próby otoczenia Awdijiwki, jednak wojska ukraińskie utrzymywały obronę, odpierając 21 ataków w okolicy Nowokałynowego, Nowobachmutiwki, Stepowego, Awdijiwki, Siewiernego i Perwomajskiego. Odparto także osiem ataków w rejonie Marjinki i Nowomychailiwki. W kierunku szachtarskim i zaporoskim wojska rosyjskie przeprowadziły co najmniej siedem nieudanych ataków w pobliżu Staromajorśkego, Robotynego i Nowopokrowki. W ciągu dnia FR przeprowadziła jeden atak rakietowy, 45 nalotów i 49 ostrzałów na pozycje ukraińskie i obszary zaludnione (odnotowano ofiary wśród cywilów oraz zniszczoną infrastrukturę). Lotnictwo Ukrainy dokonało ośmiu nalotów na obszary koncentracji, dwóch na przeciwlotnicze kompleksy rakietowe i dwóch na składy amunicji, z kolei artyleria uszkodziła wyrzutnię TOS-1A i system przeciwlotniczy Pancyr.
Siły Powietrzne Ukrainy poinformowały, że w godzinach nocnych Rosja wystrzeliła na Ukrainę 12 dronów Shahed 136/131 z Primorsko-Achtarska i rakietę manewrującą Ch-59 z obwodu biełgorodzkiego; obrona przeciwlotnicza zniszczyła 10 dronów (większość w obwodzie mikołajowskim, a pozostałe w rejonie Starokonstantynowa), z kolei rakieta nie dotarła do celu. Według gubernatora Ołeksandra Prokudina, w wyniku rosyjskich ataków artyleryjskich na budynek mieszkalny, dwa szpitale i centrum Chersonia, co najmniej dwie osoby zginęły, a siedem zostało ciężko rannych. Prokuratura obwodu donieckiego stwierdziła, że Rosja przeprowadziła ataki na Awdijiwkę i Konstantynówkę, w wyniku których co najmniej jedna osoba zginęła, a dwie osoby zostały ranne. Według władz lokalnych w ciągu ostatnich 24h Rosja zaatakowała łącznie 10 obwodów, raniąc co najmniej trzech cywilów. W obwodzie sumskim zaatakowano ponad 100 miejscowości.
Ukraińskie Ministerstwo Energii stwierdziło, że z powodu trudnych warunków pogodowych w ponad 500 miejscowościach w kilkunastu obwodach doszło do przerw w dostawie prądu, w tym 422 miejscowości utraciło prąd w wyniku rosyjskich ataków i zakłóceń w sprzęcie. Najgorszą sytuację odnotowano w obwodach lwowskim, tarnopolskim, chmielnickim i iwanofrankiwskim. W samym obwodzie lwowskim bez prądu było 41 tys. gospodarstw domowych w 388 miejscowościach.
Ok. 23:00 w Moskwie wybuchł pożar na dużą skalę w budynku Moskiewskich Specjalistycznych Zakładów Samochodowych, jednego z wiodących producentów przyczep. Powierzchnia pożaru osiągnęła do 2 tys. m².
Rosyjskie Ministerstwo Obrony poinformowało, że siły rosyjskie uderzyły w ufortyfikowane stanowisko dowodzenia ukraińskiego centrum obrony powietrznej i ostrzegania „Wschód” w centrum Dniepru. Przeprowadzono połączone ataki lotnictwa operacyjno-taktycznego i wojskowego, dronów, sił rakietowych i artylerii. MON dodało także, że bomba uderzyła w składy paliwa w rejonie Mirhorodu i Chmielnickiego, skład amunicji w obwodzie mikołajowskim oraz siłę roboczą i sprzęt w 107 rejonach Ukrainy. Reuters nie był w stanie potwierdzić tych doniesień.
Brytyjskie Ministerstwo Obrony podało, że od początku inwazji Rosji na Ukrainę do listopada 2023 roku całkowita liczba ofiar po stronie rosyjskiej prawdopodobnie wyniosła ok. 70 tys. zabitych i 220–280 tys. rannych. Straty żołnierzy rosyjskich to ok. 50 tys. zabitych i od 180 tys. do 240 tys. rannych, natomiast w Grupie Wagnera to ok. 20 tys. zabitych i 40 tys. rannych. Szacunkowy zakres całkowitej liczby ofiar po stronie rosyjskiej wynosił od 290 tys. do 350 tys.

### 4 grudnia
Według brytyjskiego MON w ostatnich tygodniach siły rosyjskie posuwały się naprzód przez ruiny Marjinki i prawdopodobnie kontrolowały większość obszaru zabudowanego. Wojska ukraińskie utrzymywały kontrolę nad częścią terytorium na zachodnim skraju miasta. Zdaniem Ministerstwa „wznowione przez Rosję działania przeciwko Marjince były częścią jesiennej ofensywy, której priorytetem było rozszerzenie kontroli nad pozostałymi częściami obwodu donieckiego”. 
Sztab Ukrainy poinformował, że kontynuowano ofensywę w kierunku Melitopola i utrzymywanie zajętych pozycji na lewym brzegu Dniepru. FR atakowała w kierunkach Kupiańska, Łymanu, Bachmutu, Awdijiwki, Marjinki i Zaporoża, gdzie doszło do 73 starć. W kierunku kupiańskim, łymańskim i bachmuckim Ukraińcy odparli 10 ataków w rejonie Sinkiwki i Petropawliwki, 11 ataków w rejonie Lasu Serebriańskiego, Biłohoriwki i Terny oraz 11 ataków w pobliżu Bohdaniwki, Andrijiwki i Kliszczijiwki; siły ukraińskie kontynuowały ataki na południe od Bachmutu. W kierunku awdijiwskim i marjińskim Rosjanie kontynuowali próby otoczenia Awdijiwki, jednak wojska ukraińskie utrzymywały obronę, odpierając 18 ataków w okolicy Nowobachmutiwki, Stepowego, Awdijiwki i Siewiernego. Odparto także 18 ataków w rejonie Marjinki i Nowomychailiwki. W kierunku zaporoskim wojska rosyjskie próbowały odzyskać pozycje w pobliżu Robotynego. W ciągu 24h armia rosyjska przeprowadziła osiem ataków rakietowych, 68 nalotów i 87 ostrzałów na pozycje ukraińskie i obszary zaludnione (odnotowano ofiary wśród cywilów oraz zniszczoną infrastrukturę). Lotnictwo Ukrainy dokonało 10 nalotów na obszary koncentracji i dwóch na przeciwlotnicze kompleksy rakietowe, z kolei artyleria ostrzelała trzy obszary koncentracji, dwa systemy przeciwlotnicze i siedem jednostek artylerii.
SBU poinformowała, że przeprowadzono dwa ataki dronów, które zniszczyły rosyjskie składy amunicji i sprzętu w pobliżu Swatowego w okupowanym obwodzie ługańskim. Biuro dowódcy wojskowego w Ługańsku stwierdziło, że wczesnym rankiem ukraiński atak dronów spowodował pożar składów ropy. Rosyjskie Ministerstwo Sytuacji Nadzwyczajnych poinformowało, że wczesnym rankiem w fabryce samochodów w północnej Moskwie wybuchł pożar. Zakład zajmuje się produkcją części samochodowych, systemów medycznych i sprzętu przeciwpożarowego.
W nocy ukraińska obrona powietrzna zniszczyła 18 z 23 rosyjskich dronów Shahed 136/131 oraz rakietę Ch-59, które wystrzelono z Krymu i okupowanego obwodu chersońskiego. Obrona przeciwlotnicza Ukrainy działała w dziewięciu obwodach. Celem dronów była środkowa i zachodnia Ukraina aż po Zakarpacie. Szczątki dronów uderzyły w obiekty cywilne w rejonach chersońskim i berysławskim oraz w firmę rolniczą i linie energetyczne w rejonie basztańskim w obwodzie mikołajowskim. Według władz lokalnych w ciągu ostatniej doby Rosja zaatakowała łącznie 10 obwodów, w wyniku czego zginęło co najmniej trzech cywilów, a 11 zostało rannych. Gubernator Serhij Łysak poinformował, że wieczorem Rosjanie przeprowadzili atak rakietowy na rejon Krzywego Rogu, jednak nie odnotowano ofiar. Łysak powiedział także, że w ciągu 24h siły rosyjskie ostrzeliwały z artylerii Nikopol i Marganiec oraz terytorium hromady Czerwonogrigorowsk. W wyniku ostrzału uszkodzone zostały cztery budynki mieszkalne, trzy budynki gospodarcze, budynek gimnazjum oraz linie energetyczne. Gubernator Ołeksandr Prokudin powiedział, że o godzinie 11:00 armia rosyjska przeprowadziła atak artyleryjski na Chersoń, trafiając w przedszkole i raniąc co najmniej jednego cywila.
Według ISW Rosja w dalszym ciągu liczyła się z gospodarczymi konsekwencjami niedoborów siły roboczej, częściowo wynikających z wojny na Ukrainie. Wojska rosyjskie kontynuowały ataki na linii Kupiańsk–Swatowe–Kreminna, w pobliżu Bachmutu i Awdijiwki, na zachód i południowy zachód od Doniecka, na granicy obwodu donieckiego i zaporoskiego oraz w zachodnim obwodzie zaporoskim, posuwając się naprzód na niektórych obszarach.
Dyrektor Biura Budżetowego USA Shalanda Young zapowiedziała, że fundusze na pomoc wojskową dla Ukrainy wyczerpią się do końca roku i przesłała list do Kongresu, w którym stwierdziła, że jeśli Kongres nie podejmie działań, to w ciągu najbliższych kilku tygodni Stanom Zjednoczonym zabraknie środków na wsparcie Ukrainy. Nawet razem inne państwa nie byłyby w stanie zrekompensować pomocy Stanów Zjednoczonych. Young ostrzegła przed załamaniem ukraińskiej gospodarki, jeśli Kongres wkrótce nie zatwierdzi nowej pomocy: „Wtedy nie będą już mogli dalej walczyć”. Prezydent Bułgarii Rumen Radew zawetował umowę o przekazaniu darowizny w celu wysłania 100 transporterów opancerzonych na Ukrainę, odsyłając ustalenia do Zgromadzenia Narodowego w celu ponownego rozpatrzenia. NATO poinformowało, że ukraiński minister obrony Rustem Umierow złożył wizytę w Brukseli i spotkał się z sekretarzem generalnym Stoltenbergiem. Obie strony omówiły wojnę zimową, rozwój sytuacji na polu bitwy oraz pilne potrzeby wojskowe i reformy na Ukrainie.
Doradca prezydenta Zełenskiego, Mychajło Podolak, stwierdził, że: „niewątpliwie zima oraz analiza możliwości naszych i wroga wymaga dostosowania taktyk. Na froncie i w miastach przechodzimy do innej taktyki – na niektórych obszarach do defensywy, na innych do kontynuacji działań ofensywnych, a na Krymie i wodach Morza Czarnego do specjalnych operacji strategicznych”. Dodał także, że „wszystkie [ukraińskie] zasoby były kierowane na zwiększenie krajowej produkcji broni i przyspieszenie negocjacji z partnerami w celu zwiększenia dostaw kluczowego sprzętu na nowy etap operacji ofensywnych”. Według niego Ukraina potrzebuje systemów obrony rakietowej, pocisków dalekiego zasięgu, dronów i systemów walki radioelektronicznej. Rzecznik Sił Powietrznych Ukrainy Jurij Ihnat powiedział, że Rosja zgromadziła 870 rakiet różnych typów i odbudowywała swoje zapasy, w tym strategiczne. Według strony ukraińskiej siły rosyjskie posiadały 870 rakiet, w tym 165 Kalibrów, 160 rakiet Ch-101, Ch-55 i Ch-555, 290 pocisków Iskander-M i Iskander-K, 80 Kindżałów i 150 rakiet Ch-22/Ch-32.
Kancelaria Prezydenta Ukrainy poinformowała, że zgodnie z instrukcjami prezydenta Zełenskiego rozpoczęły się negocjacje z Unią Europejską w sprawie przyszłych zobowiązań wobec Ukrainy w zakresie bezpieczeństwa. 
Dziennik The Washington Post opublikował dwa materiały: pierwszy z nich dotyczył planowania kontrofensywy Ukrainy z udziałem Stanów Zjednoczonych, natomiast drugi przedstawiał przebieg kontrofensywy, w szczególności oczami jej bezpośrednich uczestników, oraz traktował o decyzjach ukraińskiego dowództwa wojskowego i sprzecznych propozycjach Stanów Zjednoczonych. W ciągu pierwszych 24h ofensywy SZ Ukrainy planowały dotrzeć do Robotynego w obwodzie zaporoskim, pokonując dystans ok. 14 km. Pierwszego dnia wojsko liczyło na dotarcie do północnej granicy miejscowości, zaś czwartego dnia na przejęcie kontroli nad całością osady i otaczającego go terenu. Atak ten miał być początkiem ruchu do Melitopola. Ostatecznie zajęcie Robotynego zajęło ok. 12 tygodni.

### 5 grudnia

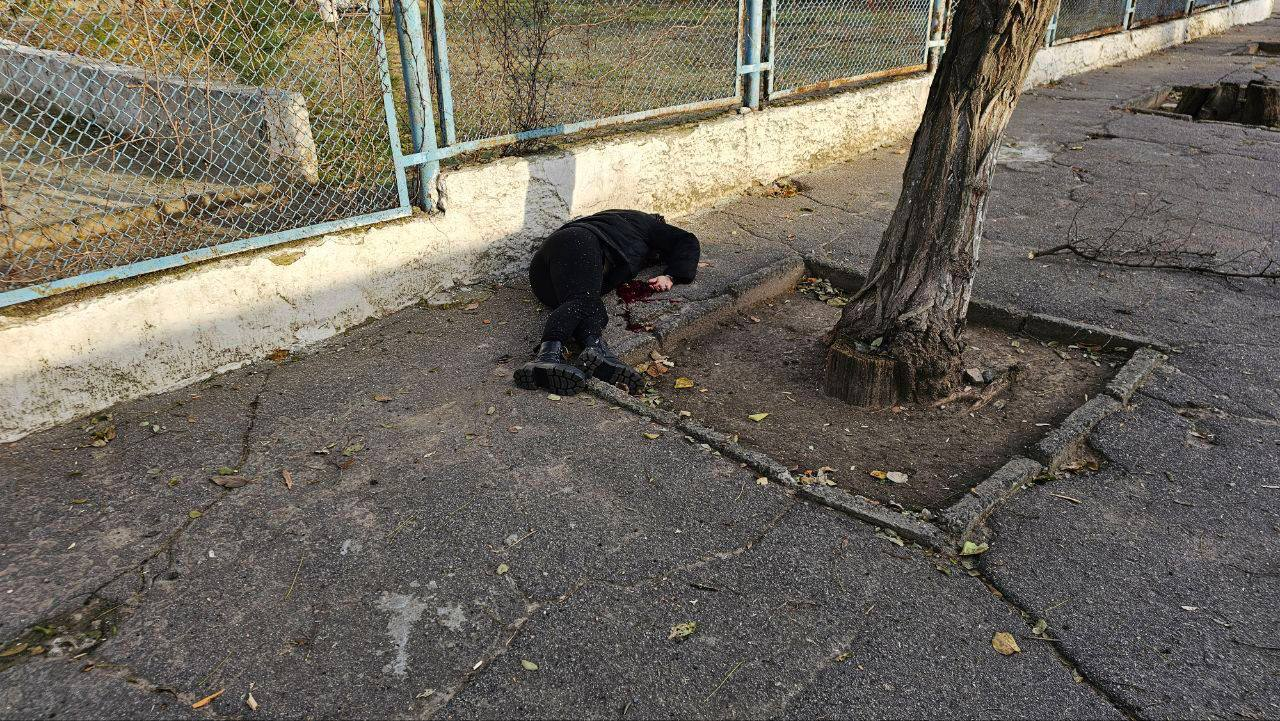
Obywatel Chersonia, który zginął w wyniku rosyjskiego ostrzału.

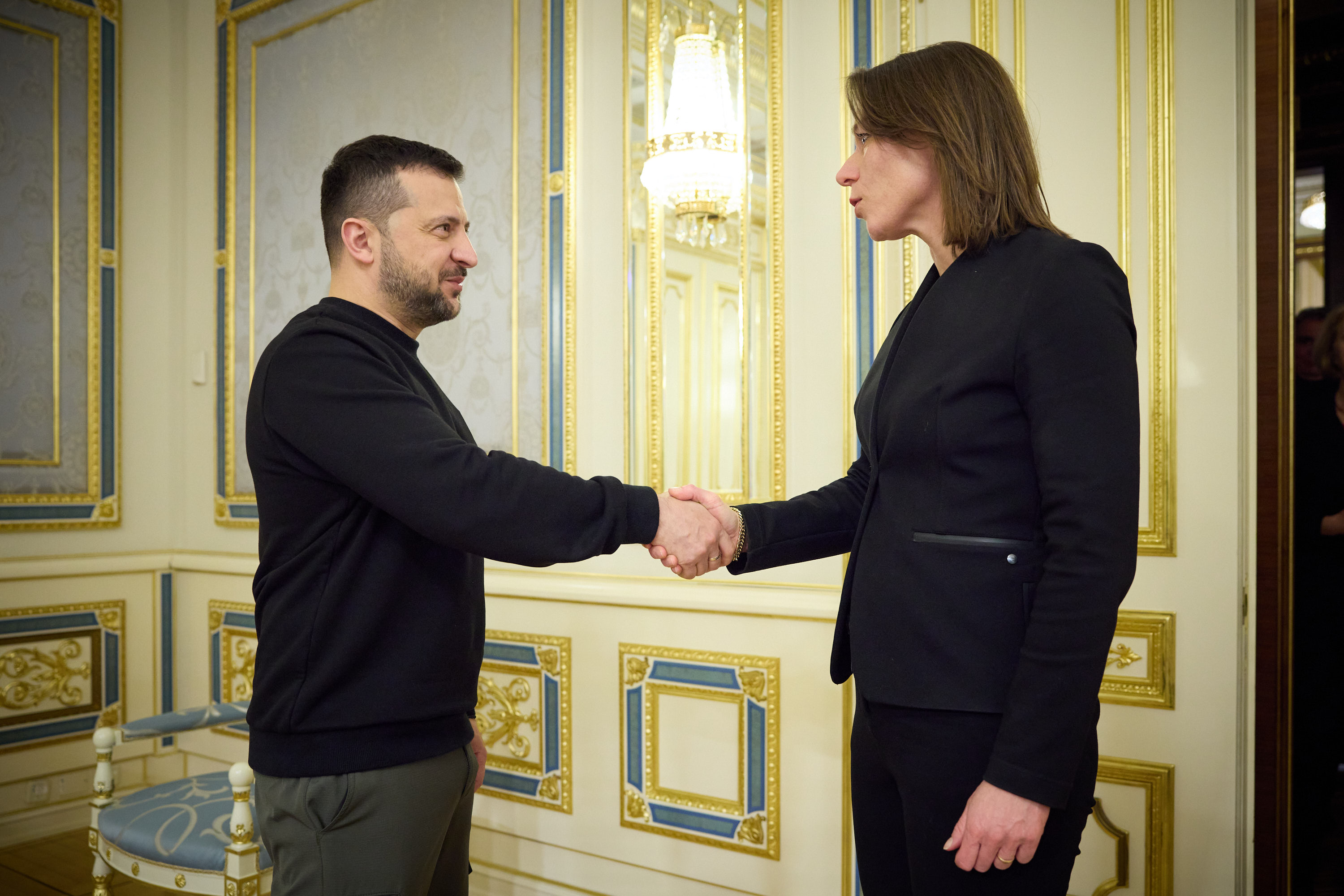
Spotkanie prezydenta Zełenskiego z ministrem spraw zagranicznych Holandii Hanke Bruins Slot.

Ukraińskie Siły Powietrzne poinformowały, że Rosja zaatakowała Ukrainę za pomocą 17 dronów Shahed 136/131 (z obwodu kurskiego i Primorsko-Achtarska), z których 10 zostało zniszczonych m.in. nad obwodami mikołajowskim, chersońskim i winnickim. Armia rosyjska wystrzeliła także sześć rakiet S-300 na obszary cywilne w obwodzie donieckim i chersońskim. Według władz lokalnych w ciągu 24h Rosjanie zaatakowali 10 obwodów Ukrainy, zabijając jedną osobę i raniąc dziewięć kolejnych. Gubernator Ołeksandr Prokudin poinformował, że w porannym rosyjskim ataku na Chersoń zginęły dwie osoby, a co najmniej jedna została ranna. Prokuratura regionalna podała, że siły rosyjskie uderzyły w Czasiw Jar za pomocą wyrzutni BM-21 Grad, zabijając 50-letnią kobietę i raniąc kolejnych pięć osób podczas przyjmowania pomocy humanitarnej. Podczas ataku uszkodzone zostały prywatne gospodarstwa domowe i samochód.
Ministerstwo Obrony Rosji stwierdziło, że ok. 6:00 czasu moskiewskiego zniszczono 26 i przechwycono 15 ukraińskich dronów nad Krymem i Morzem Azowskim. Wcześniej w nocy rosyjscy urzędnicy ogłosili zamknięcie Mostu Krymskiego, wzywając osoby, które utknęły na moście, aby „zachowały spokój i postępowały zgodnie z instrukcjami”. Później ukraińskie media, powołując się na źródła wywiadowcze, podały, że celem ataków, zorganizowanych przez SBU i wywiad wojskowy, były: Morski Terminal Naftowy w Teodozji, system radarowy Nebo-M w pobliżu wsi Baherowe, lotnisko dla helikopterów wojskowych w okolicy Strilkowego, kompleks radarowy P-18 Terek i przeciwlotniczy system kierowania rakietami Bajkał-1M; ataki spowodowały „dość znaczące” szkody. Zniszczono także rosyjski radar przeciwlotniczy na wschodzie Krymu w pobliżu Kerczu. Według mediów mieszkańcy Krymu zgłaszali odgłosy eksplozji. Generał porucznik Mykoła Ołeszczuk oświadczył, że rosyjski bombowiec Su-24M, przygotowujący się do nalotów w pobliżu Wyspy Wężowej, został zestrzelony za pomocą rakiety przeciwlotniczej z myśliwca Su-30SM. Wicepremier ds. innowacji, rozwoju edukacji, nauki i technologii Mychajło Fedorow poinformował, że w ciągu ostatniego tygodnia jednostki uderzeniowe w ramach projektu „Armia dronów” uderzyły w 132 jednostki rosyjskiego sprzętu, w tym osiem czołgów.
Według ISW rosyjska Duma Państwowa rozważała projekt ustawy uznającej Morze Azowskie za wewnętrzny rosyjski zbiornik wodny, prawdopodobnie ustalający warunki wymuszenia uznania nielegalnej aneksji przez Rosję okupowanego Krymu oraz obwodów chersońskiego, zaporoskiego i donieckiego. Wojska rosyjskie kontynuowały ataki na linii Kupiańsk–Swatowe–Kreminna, w pobliżu Bachmutu i Awdijiwki, na zachód i południowy zachód od Doniecka, na granicy obwodu donieckiego i zaporoskiego oraz w zachodnim obwodzie zaporoskim, posuwając się naprzód w okolicy Awdijiwki. Ponadto rosyjskie władze okupacyjne nasiliły konfiskatę ukraińskiego mienia w okupowanym Berdiańsku.
OSW podał, że na początku grudnia siły rosyjskie wyparły Ukraińców z południowo-zachodniej Marjinki. Większość miasta znajdowało się pod kontrolą rosyjską. Ukraińcy kontrolowali ok. 10% powierzchni miasta na północno-zachodnich obrzeżach. Rosjanie kontynuowali ataki na pozostałych kierunkach, a na części z nich przesunęli się naprzód o kilkaset metrów do 1 km. W ostatnich dniach odnotowali kolejne postępy na północny zachód od Kreminnej, posuwając się w kierunku Terny i Jampoliwki oraz na zachód od Bachmutu, wypierając Ukraińców z południowo-zachodnich przedmieść miasta w kierunku Iwaniwśkego. Na północ od Awdijiwki siły rosyjskie poszerzyły obszar kontrolowany na zachód od linii kolejowej, oskrzydlając Stepowe. 1 grudnia przekroczyły część ukraińskiej linii umocnień na zachód od miasta, oskrzydlając Siewerne i zbliżając się od zachodu do jednego z rejonów umocnionych w Awdijiwce, na obszarze tzw. dziewiątego kwartału. Na północny wschód od Kupiańska rejonem starć stała się Syńkiwka, lecz Ukraińcy nie dopuścili do umocnienia się Rosjan w jej północnej części. Bezskuteczne były rosyjskie próby wyparcia Ukraińców z centralnej części Krynek na lewym brzegu Dniepru. Siły ukraińskie przerzucały przez rzekę wzmocnienia i skutecznie kontratakowały. W związku z przesunięciem części sił ukraińskich operujących na południe od Orichiwa na inne kierunki 4 grudnia Rosjanie przeszli do ataku w rejonie Robotyne–Werbowe, lecz nie osiągnęli większych postępów.
Szef Kancelarii prezydenta Andrij Jermak przebywający w Waszyngtonie stwierdził, że opóźnienie omawianej w Kongresie USA pomocy dla Ukrainy może „stworzyć duże ryzyko, że możemy się znaleźć w takiej samej sytuacji, w jakiej jesteśmy obecnie. I oczywiście bardzo podniesie to prawdopodobieństwo tego, że nie będziemy w stanie nieustannie wyzwalać [kraju] i że przegramy tę wojnę”. Przywódca większości w Senacie USA, demokratyczny senator Chuck Schumer, powiedział, że prezydent Wołodymyr Zełenski nagle odwołał przemówienie internetowe z senatorami amerykańskimi zaplanowane na godzinę 22:00 czasu kijowskiego.
Minister obrony Antti Häkkänen powiedział, że Finlandia w najbliższej przyszłości rozpocznie produkcję amunicji artyleryjskiej dla Ukrainy. Prezydent Zełenski przedstawił dane, według których produkcja kołowego systemu artyleryjskiego 2S22 Bogdana wynosiła sześć egzemplarzy miesięcznie. Holenderska minister spraw zagranicznych Hanke Bruins Slot złożyła wizytę na Ukrainie i omówiła z Zełenskim kwestię korytarza czarnomorskiego, warunków walk na linii frontu, broni i pomocy wojskowej. Holandia ogłosiła także, że przeznaczy 8 mln euro na wsparcie Ukrainy w odbudowie odzyskanych terytoriów i prowadzeniu dochodzeń w sprawie rosyjskich zbrodni wojennych.
Brytyjskie MON podało, że od połowy 2023 roku Rosja prawdopodobnie uzupełnia dostarczane przez Iran drony Shahed podobną bronią produkowaną w kraju i próbuje wprowadzić ulepszenia do ich projektów w oparciu o doświadczenia operacyjne. Pod koniec listopada zestrzelono drona wyposażonego w ukraińską kartę SIM i modem 4G, co było rosyjską improwizowaną modyfikacją mającą na celu poprawę naprowadzania w czasie rzeczywistym przy użyciu masztów sieci komórkowych, aby zmniejszyć zależność od nawigacji satelitarnej. Była to również próba osłabienia skuteczności ukraińskiej walki radioelektronicznej. Ponadto niektóre rosyjskie drony otrzymały czarne wykończenie, co utrudniało wizualną identyfikację podczas lotu w nocy.
Dziennik The Kathmandu Post podał, że rząd Nepalu nalegał, aby Rosja zaprzestała werbowania obywateli nepalskich do armii rosyjskiej. W raporcie wskazano, że dotychczas rząd Nepalu potwierdził śmierć co najmniej sześciu swoich obywateli służących w armii rosyjskiej na Ukrainie, a jeden został schwytany. Ambasador Nepalu w Moskwie stwierdził, że w armii rosyjskiej służyło 200 obywateli Nepalu.

### 6 grudnia

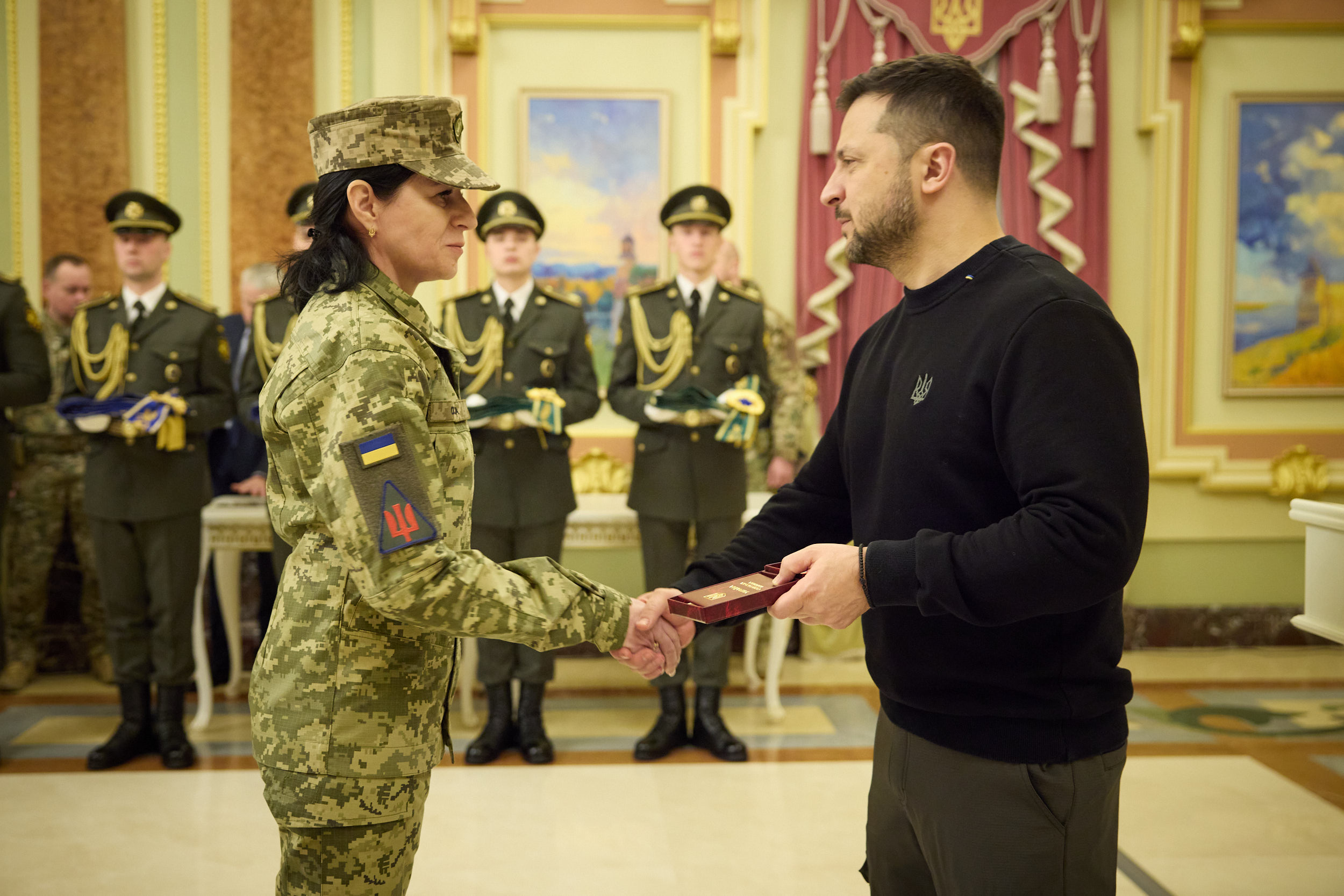
Prezydent Zełenski złożył żołnierzom gratulacje z okazji Dnia Sił Zbrojnych Ukrainy, wręczył odznaczenia państwowe, flagi bojowe, odznaki honorowe oraz nadał jednostkom wojskowym tytuły honorowe.

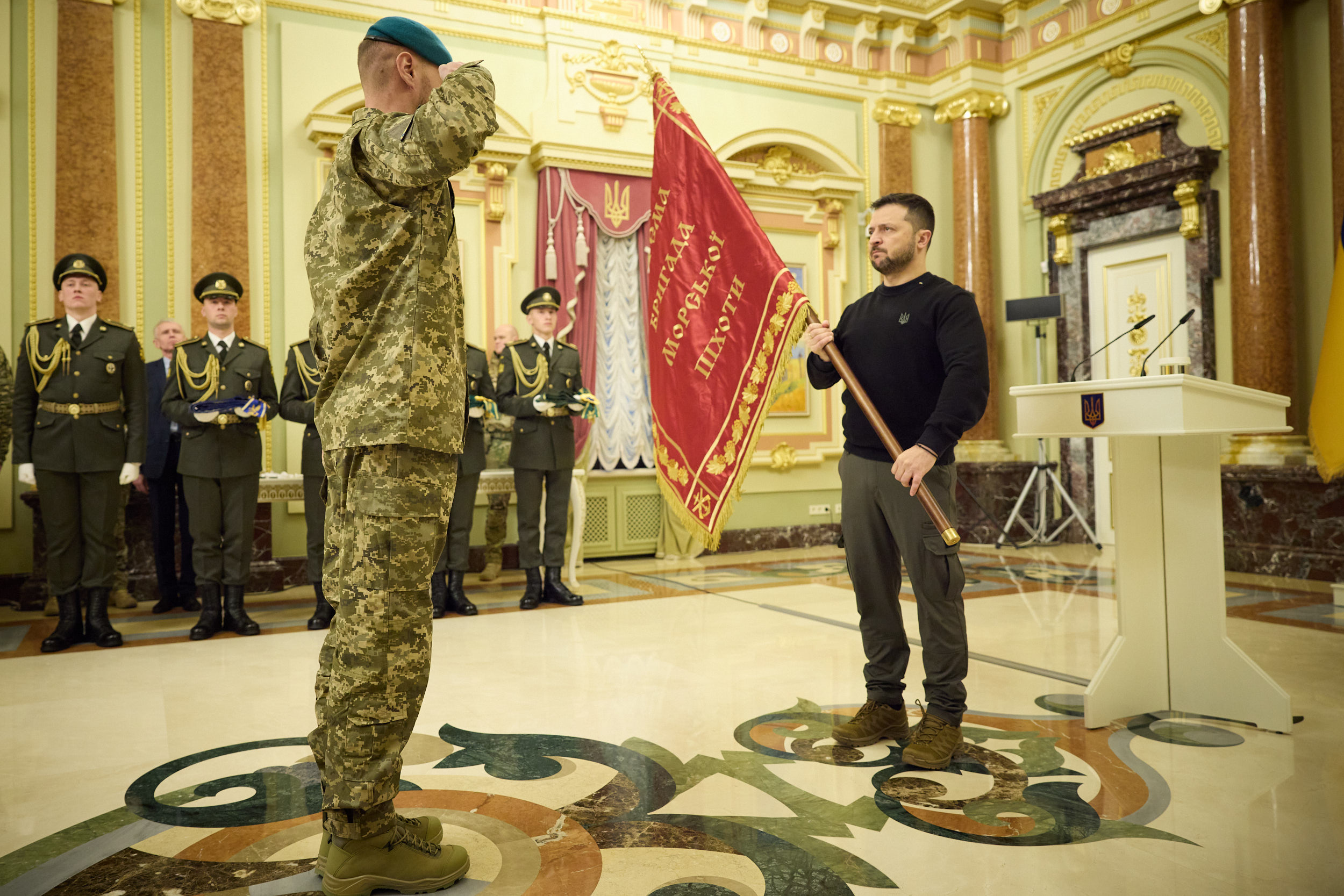
Prezydent Zełenski złożył żołnierzom gratulacje z okazji Dnia Sił Zbrojnych Ukrainy.

SG Ukrainy poinformował, że kontynuowano ofensywę w kierunku Melitopola i utrzymywanie zajętych pozycji na lewym brzegu Dniepru. Rosja atakowała w kierunkach Kupiańska, Łymanu, Bachmutu, Awdijiwki, Marjinki, Szachtarska i Zaporoża, gdzie doszło do 91 starć. W kierunku kupiańskim, łymańskim i bachmuckim Ukraińcy odparli siedem ataków w rejonie Sinkiwki, sześć ataków w rejonie Terny, Wesełego i Rozdoliwki oraz 12 ataków w pobliżu Bohdaniwki, Andrijiwki i Kliszczijiwki; siły ukraińskie kontynuowały ataki na południe od Bachmutu. W kierunku awdijiwskim i marjińskim Rosjanie kontynuowali próby otoczenia Awdijiwki, jednak wojska ukraińskie utrzymywały obronę, odpierając 34 ataki w okolicy Nowobachmutiwki, Stepowego, Awdijiwki, Siewiernego, Tonenkego i Perwomajskiego. Odparto także 17 ataków w rejonie Krasnohoriwki, Marjinki i Nowomychailiwki. W kierunku szachtarskim i zaporoskim wojska rosyjskie przeprowadziły siedem nieudanych ataków w okolicy Nowodoniecka, Werbowego, Nowopropowki i Robotyne. W ciągu doby FR przeprowadziła dwa ataki rakietowe, 80 nalotów i 85 ostrzałów na pozycje ukraińskie i obszary zaludnione (odnotowano ofiary wśród cywilów oraz zniszczoną infrastrukturę). Lotnictwo Ukrainy dokonało 11 nalotów na obszary koncentracji, jednego na stanowisko dowodzenia i trzech przeciwlotnicze kompleksy rakietowe, a artyleria zniszczyła system przeciwlotniczy, trzy obszary koncentracji, magazyn amunicji i dwie jednostki artylerii.
W nocy Rosjanie zaatakowali Ukrainę za pomocą 48 dronów Shahed 136/131, wystrzelonych z Krymu i obwodu kurskiego. Obrona przeciwlotnicza zniszczyła 41 dronów. Wybuchy było słychać m.in. w obwodzie chmielnickim. Dowództwo Sił Powietrznych Ukrainy poinformowało, że wieczorem obrona przeciwlotnicza zestrzeliła rakietę nad obwodem dniepropetrowskim. Według władz regionalnych w ciągu ostatniej doby w rosyjskich atakach zginęło czterech cywilów, a co najmniej 15 zostało rannych. Ołeksandr Prokudin podał, że siły rosyjskie zaatakowały kilka miejsc, w tym miasto Chersoń, zabijając trzy osoby i raniąc siedem kolejnych. Regionalna administracja wojskowa podała, że Rosjanie ostrzelali 9 hromad w obwodzie sumskim, raniąc dwóch cywilów w Seredynie-Budzie, gdzie odnotowano 26 eksplozji. Siły ukraińskie zniszczyły helikopter transportowy Mi-8, który wylądował w pobliżu miasta Łyman. Praca HIMARS została skorygowana przez Ukraińców przy pomocy drona.
W opinii ISW siły rosyjskie „nieznacznie posunęły się” w strefie przemysłowej na południowy wschód od oblężonej Awdijiwki. Wojska rosyjskie kontynuowały ataki na linii Kupiańsk–Swatowe–Kreminna, w pobliżu Bachmutu i Awdijiwki, na zachód i południowy zachód od Doniecka, na granicy obwodu donieckiego i zaporoskiego oraz w zachodnim obwodzie zaporoskim, posuwając się naprzód w okolicy Awdijiwki.
Ukraińskie media podały, że były ukraiński poseł, 46-letni Illa Kywa, który uciekł do Rosji po inwazji w 2022 roku, a następnie wzywał Putina do przeprowadzenia „uderzenia wyprzedzającego” na Ukrainę, został zastrzelony z karabinu myśliwskiego w trakcie specjalnej operacji SBU w Moskwie. Ciało znaleziono w obwodzie moskiewskim w kałuży krwi na terenie hotelu „Velichy Country Club” we wsi Suponewo w rojenie odintowskim. Poinformowano również, że Ołeh Popow, poseł do Zgromadzenia Obwodowego Ługańskiej Republiki Ludowej, zginął w zamachu bombowym zorganizowanym przez SBU w Ługańsku.
Ustawa zapewniająca Ukrainie, Izraelowi i Tajwanowi nową pomoc finansową na potrzeby bezpieczeństwa została zablokowana w Senacie USA, ponieważ Republikanie nalegali na daleko idące zaostrzenia w polityce imigracyjnej i większe środki na kontrolę imigracji na granicy amerykańsko-meksykańskiej. W głosowaniu, które umożliwiłoby rozpoczęcie debaty nad ustawą, głosy podzieliły się 45 „za” do 48 „przeciwko”, co oznaczało, że pakiet o wartości 110,5 miliarda dolarów nie uzyskał 60 głosów potrzebnych do przyjęcia. Prezydent Joe Biden ponownie wezwał Kongres do zatwierdzenia dodatkowych funduszy na pomoc Ukrainie. Podczas wystąpienia w Białym Domu ostrzegł polityków Partii Republikańskiej, że wstrzymując pomoc dla Kijowa pomagają Putinowi, stwierdzając: „znaleźliśmy się w punkcie, w którym Republikanie w Kongresie są gotowi dać Putinowi największy prezent, o jakim mógłby tylko marzyć. On nie poprzestanie na tym i będzie działać dalej. Powiedział to jasno. A jeśli Putin zaatakuje sojusznika NATO, a my zobowiązaliśmy się jako członek NATO, że będziemy bronić każdego centymetra terytorium NATO, wtedy będziemy mieli wojska amerykańskie walczące z wojskami rosyjskimi”. 
Przewodniczący Rady Najwyższej Ukrainy Rusłan Stefanczuk, szef Kancelarii prezydenta Andrij Jermak i minister obrony Rustem Umierow oraz asystent prezydenta USA ds. bezpieczeństwa narodowego James Sullivan spotkali się Waszyngtonie, w celu zorganizowania amerykańsko-ukraińskiego spotkania przemysłowego w dziedzinie obronności. Spotkanie bazowe miało na celu wzmocnienie współpracy przedsiębiorstw obronnych obu stron i zwiększenie produkcji broni. Jermak powiedział, że obie strony omówiły sytuację na linii frontu, potrzeby wojskowe i znaczenie zwycięstwa na Ukrainie. Tego samego dnia delegacja ukraińska spotkała się z sekretarzem obrony Austinem. Stany Zjednoczone zapowiedziały kolejny pakiet pomocy wojskowej dla Ukrainy o wartości 425 milionów dolarów, który obejmował m.in. pociski AIM-9M i AIM-7 dla obrony przeciwlotniczej, amunicję do M142 HIMARS, pociski artyleryjskie 155 mm i 105 mm, rakiety przeciwradarowe AGM-88 HARM, broń przeciwpancerną Javelin i AT-4 oraz pojazdy do transportu sprzętu. Premier Japonii Fumio Kishida ogłosił decyzję o udzieleniu Ukrainie dodatkowej pomocy o wartości miliarda dolarów. Według niego środki zostaną przeznaczone na pomoc humanitarną oraz wsparcie odbudowy i rekonstrukcji Ukrainy.

### 7 grudnia
W ocenie ISW Rosjanie kontynuowali masowy atak na Awdijiwkę, stosując taktykę „masowych ataków piechoty”. Wojska rosyjskie odnosiły postępy na niektórych kierunkach, jednak kosztem wielkich strat. Według materiałów geolokalizacyjnych siły rosyjskie zrobiły „marginalne” postępy na wschód od Stepowego, a także na południowy wschód od Awdijiwki. Zdaniem Instytutu siły rosyjskie ponosiły straty na całym froncie ukraińskim w tempie zbliżonym do tego, w jakim Rosja generowała nowe siły do walki. Tymczasem wojska rosyjskie kontynuowały ataki na linii Kupiańsk–Swatowe–Kreminna, w pobliżu Bachmutu i Awdijiwki, na zachód i południowy zachód od Doniecka, na granicy obwodu donieckiego i zaporoskiego, posuwając się nieznacznie w okolicy Awdijiwki.
Ukraiński Sztab podał, że kontynuowano ofensywę w kierunku Melitopola i utrzymywanie zajętych pozycji na lewym brzegu Dniepru. FR atakowała w kierunkach Kupiańska, Łymanu, Bachmutu, Awdijiwki, Marjinki i Zaporoża, gdzie doszło do 89 starć. W kierunku kupiańskim, łymańskim i bachmuckim Ukraińcy odparli siedem ataków w rejonie Sinkiwki, ataki w rejonie Terny oraz 24 ataki w pobliżu Bohdaniwki, Iwaniwskiego, Kliszczijiwki i Andrijiwki; siły ukraińskie kontynuowały ataki na południe od Bachmutu. W kierunku awdijiwskim i marjińskim Rosjanie kontynuowali próby otoczenia Awdijiwki, jednak wojska ukraińskie utrzymywały obronę, odpierając 30 ataków w okolicy Nowobachmutiwki, Awdijiwki, Tonenkego i Perwomajskiego. Odparto także 14 ataków w rejonie Marjinki i Nowomychailiwki. W kierunku zaporoskim wojska rosyjskie przeprowadziły osiem ataków na zachód od Werbowego i Robotyne. W ciągu 24h armia rosyjska przeprowadziła trzy ataki rakietowe, 57 nalotów i 47 ostrzałów na pozycje ukraińskie i obszary zaludnione (odnotowano rannych wśród cywilów oraz zniszczoną infrastrukturę). Lotnictwo Ukrainy dokonało pięciu nalotów na obszary koncentracji, a artyleria ostrzelała stację walki radioelektronicznej.
Siły Powietrzne Ukrainy poinformowały, że w nocy zniszczono 15 z 18 dronów Shahed 136/131 (wystrzelonych z Krymu), które zmierzały w kierunku obwodów odeskiego i chmielnickiego. Gubernator Ołeh Kiper poinformował, że zaatakowano infrastrukturę portową na Dunaju w mieście Izmaił, w wyniku czego zginął kierowca furgonetki w pobliżu magazynu. Według lokalnych doniesień, w nocy doszło także do eksplozji w obwodzie chmielnickim. Według władz lokalnych w ciągu dnia siły rosyjskie zaatakowały 11 ukraińskich obwodów, zabijając jedną osobę i raniąc osiem kolejnych. W ciągu doby Rosjanie przeprowadzili 17 ostrzałów terenów przygranicznych i miejscowości obwodu sumskiego, gdzie odnotowano 61 eksplozji. Pod ostrzałem znalazły się hromady Krasnopolsk, Biłopolsk, Chocińsk, Junakiwsk, wieś Mikołajów, Wielikopysariwsk, Esmańsk, Szałyginsk, Seredyna-Buda. Gubernator Wołodymyr Artiuch powiedział, że w związku z ciągłymi atakami transgranicznymi wojsk rosyjskich ewakuowano mieszkańców ok. 18 miejscowości granicznych w obwodzie sumskim. Władze obwodu chersońskiego oświadczyły, że Rosja przeprowadziła atak na obwód chersoński, raniąc co najmniej trzech cywilów i powodując wyciek amoniaku z fabryki w Chersoniu. Ministerstwo Energetyki poinformowało, że z powodu walk w pobliżu linii frontu i problemów technicznych z siecią energetyczną 408 miejscowości na całej Ukrainie zostało pozbawionych prądu. 
Ministerstwo Zdrowia Ukrainy podało, że od początku wojny Rosja uszkodziła 1474 placówki medyczne, z których 847 udało się naprawić. Ukraiński aktor Wasyl Kucharski zmarł w wyniku obrażeń odniesionych podczas wrześniowych walk na froncie. Rosyjskie władze okupacyjne ogłosiły, że 13 grudnia rozpoczną „dobrowolną ewakuację” ewakuację mieszkańców Nowej Kachowki, powołując się na bliskość miasta do terenów walk na wschodnim brzegu Dniepru. Głównym powodem miało być to, że część miejscowości w rejonie Nowej Kachowki znajdowała się w 15 km strefie działań wojennych.
Rzecznik amerykańskiej Rady Bezpieczeństwa Narodowego John Kirby powiedział, że Stanom Zjednoczonym pozostało kilka tygodni, po których zasoby potrzebne do pomocy Ukrainie wyczerpią się. Agencja Reuters poinformowała, że przedstawiciele Ministerstwa Obrony Ukrainy przedstawili nową „listę uzbrojenia potrzebnego siłom obronnym Ukrainy” podczas zamkniętej konferencji w Waszyngtonie, w której uczestniczyli urzędnicy państwowi i przedstawiciele przemysłu obronnego USA. Lista amerykańskiej broni, której Ukraina potrzebuje do walki obejmowała: czołgi M1 Abrams i artylerię 155 mm, F-16, rakiety ATACMS oraz system obrony powietrznej THAAD, myśliwce F/A-18 Hornet, drony (w tym MQ-9B), transportowce C-17 Globemaster i C-130 Super Hercules, oraz śmigłowce AH-64 Apache i UH-60 Black Hawk.

### 8 grudnia

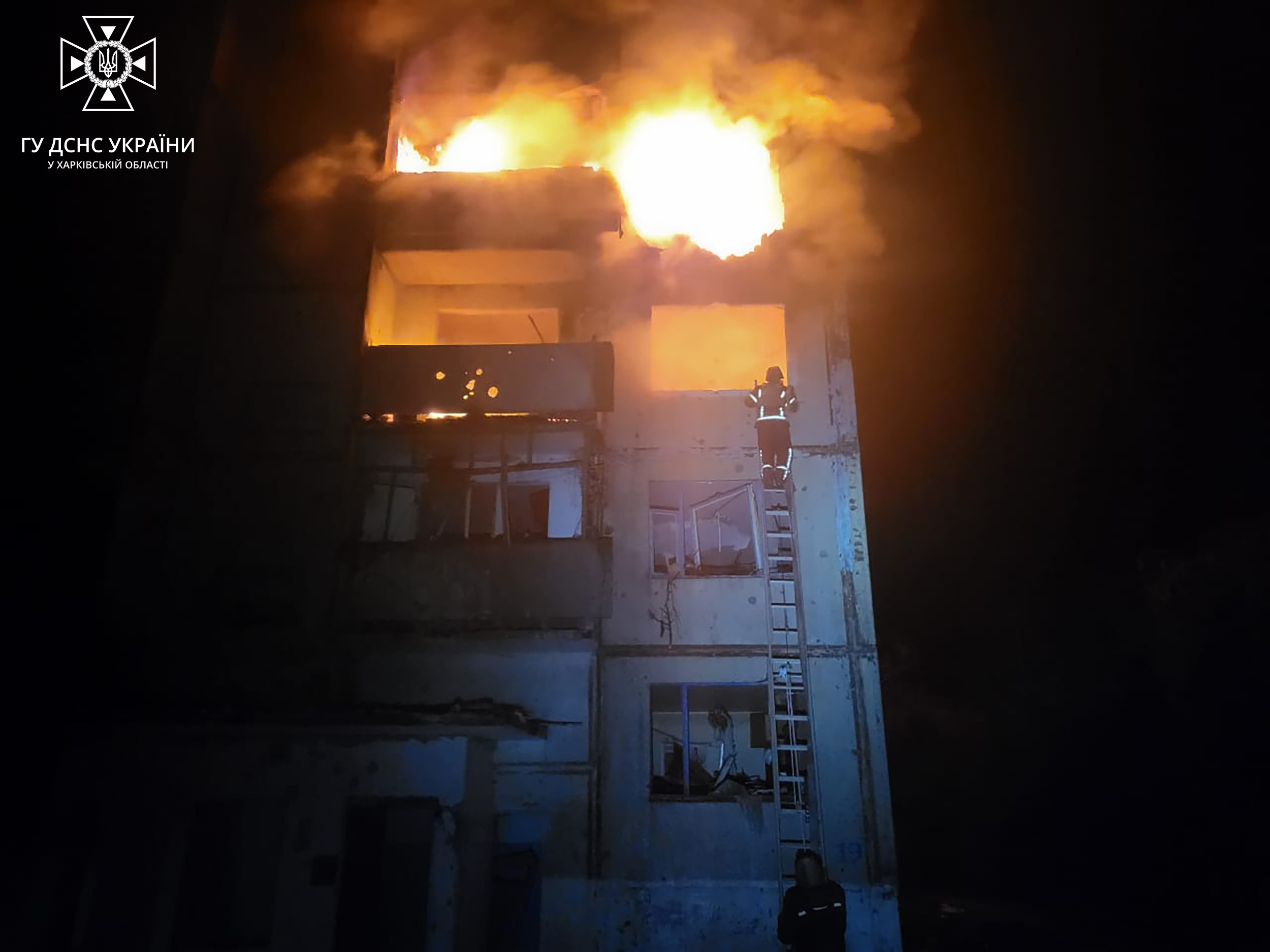
5-piętrowy budynek mieszkalny we wsi Kuryliwka, który zapalił się w nocy w wyniku eksplozji rosyjskiej bomby lotniczej.

Rzecznik ukraińskiej 47 Brygady stacjonującej na linii frontu w Awdijiwce powiedział, że Rosja w dalszym ciągu próbowała przejąć zakłady koksochemiczne, wykorzystując ataki małych grup piechoty w połączeniu z dużą liczbą dronów. Prezydent Zełenski oświadczył na regularnym posiedzeniu Sztabu Naczelnego Wodza, że głównym zadaniem kraju jest uniemożliwienie wojskom rosyjskim podejmowania aktywnych działań w okresie zimowym. W opinii ISW Rosjanie przejęli kontrolę nad oczyszczalnią ścieków w Awdijiwce, położoną ok. 5 km na północny zachód od miasta i na południe od Krasnohoriwki. Według rosyjskich źródeł wojska rosyjskie posunęły się do miejscowości Nowokałynowe oraz w okolice zakładów koksochemicznych na północny zachód od Awdijiwki i do strefy przemysłowej na południowy wschód od niej; według niektórych źródeł umacniali się także w Stepowym. Wojska rosyjskie kontynuowały ataki na linii Kupiańsk–Swatowe–Kreminna, w pobliżu Bachmutu i Awdijiwki, na zachód i południowy zachód od Doniecka, na granicy obwodu donieckiego i zaporoskiego oraz w zachodnim obwodzie zaporoskim; Rosjanie zrobili potwierdzone postępy w pobliżu Awdijiwki i w zachodnim obwodzie zaporoskim.
SG Ukrainy podał, że kontynuowano ofensywę w kierunku Melitopola i utrzymywanie zajętych pozycji na lewym brzegu Dniepru. Siły rosyjskie atakowały w kierunkach Kupiańska, Łymanu, Bachmutu, Awdijiwki, Marjinki, Szachtarska i Zaporoża, gdzie doszło do 95 starć. W kierunku kupiańskim, łymańskim i bachmuckim Ukraińcy odparli 11 ataków w rejonie Sinkiwki, Petropawliwki i Iwaniwki; atak w okolicy Spirnego oraz 13 ataków w pobliżu Bohdaniwki, Iwaniwskiego, Kliszczijiwki i Andrijiwki; siły ukraińskie kontynuowały ataki na południe od Bachmutu. W kierunku awdijiwskim i marjińskim Rosjanie kontynuowali próby otoczenia Awdijiwki, jednak wojska ukraińskie utrzymywały obronę, odpierając 35 ataków w okolicy Nowobachmutiwki, Stepowego, Awdijiwki, Tonenkego i Perwomajskiego. Odparto także 24 ataki w rejonie Krasnohoriwki, Marjinki, Pobiedy i Nowomychailiwki. W kierunku szachtarskim i zaporoskim wojska rosyjskie próbowały odzyskać pozycje w pobliżu Werbowego. W ciągu doby FR przeprowadziła 28 ataków rakietowych, 27 nalotów i 59 ostrzałów na pozycje ukraińskie i obszary zaludnione (odnotowano ofiary wśród cywilów oraz zniszczoną infrastrukturę). Ukraińska artyleria zaatakowała sześć obszarów koncentracji i stację walki radioelektronicznej.
W godzinach porannych po 79-dniowej przerwie Rosjanie przeprowadzili zmasowany atak rakietowy na Ukrainę za pomocą lotnictwa strategicznego. Wystrzelono 19 rakiet Ch-101, Ch-55 i Ch-555 z 10 bombowców Tu-95MS z obwodu saratowskiego. Ukraińska obrona przeciwlotnicza zniszczyła wszystkie 14 rakiet w obwodzie kijowskim i część w obwodzie dniepropietrowskim. Zniszczono również 5 z 7 dronów Shahed 136/131, wystrzelonych z Primorsko-Achtarska. Rosja przeprowadziła ataki rakietowe na dużą skalę na Ukrainę, zabijając co najmniej jedną osobę i raniąc co najmniej sześć kolejnych (w tym dwie cieżko) w ataku na rejon pawłohradzki w obwodzie dniepropietrowskim. Gubernator Serhij Łysak stwierdził, że uszkodzone zostało przedsiębiorstwo przemysłowe, 16 domów, pięć domków letniskowych, kościół i samochód. W nocy wojska rosyjskie ostrzelały Charków sześcioma rakietami S-300, uszkadzając budynki mieszkalne i 26 samochodów; jedna osoba została ranna. W rezultacie ostrzału rakietowego, budynek punktu dystrybucyjnego „Kharkivoblenergo” został znacznie uszkodzony, w wyniku czego prąd utraciło 165 gospodarstw domowych. Według gubernatora Jurija Małaszki siły rosyjskie zaatakowały Hulajpole, Robotyne, Małą Tokmaczkę i Stepowe za pomocą dronów. Stepnohirśk znalazł się pod ostrzałem wyrzutni rakiet, w wyniku czego zginęła 56-letnia kobieta.
Według OSW na północny zachód od Bachmutu siły rosyjskie wyparły Ukraińców z ostatnich terenów odzyskanych przez nich w trakcie prowadzonej kontrofensywy. Wyszły tam na obrzeża wsi Bohdaniwka, flankującej od północnego wschodu Czasiw Jar. Na południowy zachód od Bachmutu Rosjanie odzyskali kontrolę nad wzniesieniem dominującym nad Kliszczijiwką. Niewielkie postępy odnotowali na północ od Awdijiwki oraz na obrzeżach miasta, w okolicach Kombinatu Koksochemicznego oraz na południe od Orichiwa, gdzie odzyskali część utraconych w trakcie ukraińskiej kontrofensywy terenów w rejonie Robotyne i Werbowego. Ukraińcy bez większych sukcesów kontratakowali na południe od Orichiwa i na zachód od Kreminnej. Powstrzymali kolejne ataki rosyjskie w Marjince oraz na północny wschód od Kupiańska, gdzie główne walki toczyły się o Syńkiwkę. Na lewym brzegu Dniepru podjęli kolejną próbę poszerzenia przyczółku w Krynkach, skutecznie blokując próby jego likwidacji przez Rosjan. Wojska rosyjskie zmniejszyły presję w Marjince, a do największej liczby ataków dochodziło w rejonach Awdijiwki, Bachmutu i na zachód od Kreminnej.
Centrum Wywiadu Estońskich Sił Obronnych stwierdziło, że pomimo ciężkich strat armii rosyjskiej, w ciągu najbliższych tygodni Rosja zintensyfikuje ofensywę przeciwko Ukrainie. Mimo że na linii frontu nie zaszły większe zmiany, intensywność działań wojennych Rosji przeciwko Ukrainie wzrosła o ¼ w tym tygodniu, a Rosjanie przeszli z bezpośrednich ataków piechoty na ogień dalekiego zasięgu, co „znacznie skomplikowało przegrupowanie jednostek ukraińskich, utworzenie i wzmocnienie pozycji obronnych”. FR wywierała również presję na kierunku Bachmutu i Marjinki, gdzie odnotowano niewielkie postępy.
Niemcy przekazały Ukrainie pakiet pomocy wojskowej, który obejmował 11 dronów rozpoznawczych, sześć pojazdów ochrony granic, osiem terenowych ciężarówek Zetros, 100 tys. apteczek i innych materiałów medycznych, 33 automatyczne granatniki GMG i dodatkowe pociski artyleryjskie 155 mm. Bułgarski parlament ponownie zatwierdził zawetowaną wcześniej przez prezydenta umowę na dostawę 100 transporterów opancerzonych na Ukrainę.

### 9 grudnia
Rzecznik armii ukraińskiej Ołeksandr Sztupun poinformował, że 90% walk toczyło się w regionie taurdydzkim, gdzie Rosjanie skoncentrowali się na Awdijiwce i Marjince oraz prowadzili ataki artyleryjskie. W ciągu ostatniej doby nie przeprowadzili nalotów oraz zmniejszyła się liczba ataków dronów. Według Sztupuna w ciągu 24h w rejonie Awdijiwki i Marjinki odparto kilkadziesiąt ataków wroga; siły rosyjskie najpierw próbowały za pomocą artylerii wybić ukraińskich żołnierzy na ich pozycjach, a następnie, jeśli była taka możliwość, rzucano piechotę za pomocą pojazdów opancerzonych.
Ukraiński Sztab oświadczył, że kontynuowano ofensywę w kierunku Melitopola i utrzymywanie zajętych pozycji na lewym brzegu Dniepru. Rosja atakowała w kierunkach Kupiańska, Łymanu, Bachmutu, Awdijiwki, Marjinki, Szachtarska i Zaporoża, gdzie doszło do 60 starć. W kierunku kupiańskim, łymańskim i bachmuckim Ukraińcy odparli siedem ataków w rejonie Sinkiwki, Petropawliwki i Nowosielewskiego, jeden atak w okolicy Lasu Serebriańskiego oraz 14 ataków w pobliżu Bohdaniwki, Iwaniwskiego i Kliszczijiwki; siły ukraińskie kontynuowały ataki na południe od Bachmutu. W kierunku awdijiwskim i marjińskim Rosjanie kontynuowali próby otoczenia Awdijiwki, jednak wojska ukraińskie utrzymywały obronę, odpierając 19 ataków w okolicy Nowobachmutiwki, Awdijiwki, Tonenkego i Perwomajskiego. Odparto także osiem ataków w rejonie Marjinki, Pobiedy i Nowomychailiwki. W kierunku szachtarskim i zaporoskim wojska rosyjskie przeprowadziły pieć nieudanych ataków w rejonie Staromajorśkiego, Nowopokrowki i Robotyne. W ciągu dnia Rosja przeprowadziła jeden atak rakietowy, osiem nalotów i 34 ostrzały na pozycje ukraińskie i obszary zaludnione (odnotowano ofiary wśród cywilów oraz zniszczoną infrastrukturę). Ukraińska artyleria ostrzelała dwa obszary koncentracji i dwa magazyny paliw i smarów.
Prokuratura Generalna podała, że ok. 15:00 czasu lokalnego dwie osoby zginęły, a dwie zostały ranne w rosyjskim ataku rakietowym na Kupiańsk i pobliską wieś Podoły. Gubernator Ołeksandr Prokudin stwierdził, że jedna osoba zginęła, a druga została ranna w ataku rosyjskiego drona na Berysław. Administracja wojskowa poinformowła, że siły rosyjskie ostrzelały centralną część Chersonia, raniąc 61-letnią kobietę. Prokudin podał, że ciągu ostatniej doby Rosjanie 71 razy ostrzelali obwód chersoński za pomocą dział, moździerzy, wyrzutni Grad, czołgów i lotnictwa. Celami ostrzałów były budynki cywilne. W okupowanej Makiejewce doszło do eksplozji i potężnego pożaru w składzie ropy „Artemida”.
Według ISW siły rosyjskie podejmowały ofensywy na różnych odcinkach frontu pomimo niekorzystnych warunków pogodowych, chcąc przejąć inicjatywę przed wyborami prezydenckimi w Rosji w marcu 2024 roku. Wojska rosyjskie prowadziły ataki wzdłuż znacznej części frontu, w szczególności na granicy obwodów charkowskiego i ługańskiego, w pobliżu Bachmutu i Awdijiwki oraz obwodzie zaporoskim. Z kolei Ukraińcy wykorzystywali okres trudnych warunków pogodowych i trwające rosyjskie ofensywy do ustanowienia i skonsolidowania pozycji obronnych wzdłuż tych części linii frontu, gdzie nie prowadziły operacji kontrofensywnych, oszczędzając w ten sposób siłę roboczą i zasoby na przyszłe ataki. Wojska rosyjskie kontynuowały ataki na linii Kupiańsk–Swatowe–Kreminna, w pobliżu Bachmutu i Awdijiwki, na zachód i południowy zachód od Doniecka, na granicy obwodu donieckiego i zaporoskiego oraz w zachodnim obwodzie zaporoskim, robiąc postępy w Kreminnej. Brytyjskie Ministerstwo Obrony podało, że Rosja prawdopodobnie rozpoczęła nową kampanię uderzeń mających na celu degradację ukraińskiej infrastruktury energetycznej. W nocy z 7 na 8 grudnia Siły Powietrzne Rosji przeprowadziły falę ataków na Kijów i centralną Ukrainę przy użyciu ciężkich bombowców Tu-95, wystrzeliwując co najmniej 16 pocisków manewrujących Ch-101 (NATO: AS-23a Kodiak) z obszaru operacyjnego nad Morzem Kaspijskim.
Ukraina potępiła plany przeprowadzenia wyborów prezydenckich w Rosji w 2024 roku na okupowanych terytoriach ukraińskich. Prezydent Wołodymyr Zełenski zatrzymał się na terenie Republiki Zielonego Przylądka w drodze do Argentyny i spotkał się z premierem Ulissesem Correią e Silvą na międzynarodowym lotnisku Amilcar Gabral. Spotkanie było pierwszym spotkaniem przywódców obu krajów. Podczas rozmów premier Republiki Zielonego Przylądka ponownie zapewnił o swoim wsparciu dla Ukrainy.

### 10 grudnia
Dowódca Sił Lądowych Ukrainy generał Ołeksandr Syrski określił sytuację na wschodnim odcinku frontu jako „skomplikowaną”, stwierdzając, że wojska rosyjskie „nie przestawały prowadzić działań zaczepnych na całym froncie”. Syrski dodał, że omówił z dowódcami jednostek środki zapewniające trwałą obronę i życie żołnierzy. Dowódca Zgrupowania Tauryda generał Ołeksandr Tarnawski powiedział, że siły rosyjskie prowadziły mniej ataków na południowym wschodzie, lecz ponownie zintensyfikowali ataki powietrzne. Siły ukraińskie utrzymywały obronę Awdijewki pomimo niekończących się prób okrążenia miasta przez Rosjan. Tarnawski stwierdził także, że siły ukraińskie zabiły ponad 300 rosyjskich żołnierzy oraz zniszczyły trzy rosyjskie wozy piechoty BMD-4 i dwa składy paliwa.
W opinii ISW armia ukraińska kontynuowała działania zaczepne na lewym brzegu Dniepru, utrzymując pozycje w pobliżu Krynek i kontynuując walkę z siłami rosyjskimi. Według źródeł rosyjskich wojska ukraińskie posunęły się do przodu, zajmując nowe pozycje na wyspie Wełykyj Potiomkin na Dnieprze, kontrolując przy tym całą wysepkę. Tymczasem wojska rosyjskie kontynuowały ataki na linii Kupiańsk–Swatowe–Kreminna, w pobliżu Bachmutu i Awdijiwki, na zachód od Doniecka, na granicy obwodu donieckiego i zaporoskiego oraz w zachodnim obwodzie zaporoskim, posuwając się naprzód na niektórych obszarach. Ponadto władze rosyjskie kontynuowały długoterminowe wysiłki mające na celu indoktrynację ukraińskich studentów poprzez kierowanie środków finansowych do instytucji edukacyjnych na zajetej Ukrainie. Brytyjskie MON podało, że w ciągu ostatniego tygodnia Awdijiwka nadal była miejscem najbardziej intensywnych walk na całym froncie. Według ukraińskich danych, w niektórych dniach w tym niewielkim sektorze miało miejsce blisko 40% wszystkich starć. Rosyjskie działania ofensywne nadal opierały się głównie na atakach piechoty, często przeprowadzanych przez jednostki „Sztorm-Z”, z kolei siły ukraińskie prawdopodobnie przeprowadziły udane lokalne kontrataki, uniemożliwiając Rosjanom przejęcie pełnej kontroli nad wioską Stepowe, gdzie Rosja próbowała wykonać jeden z ruchów okrężnych, aby otoczyć Awdijiwkę i silnie bronioną strefę przemysłową.
SG Ukrainy podał, że kontynuowano walki w kierunku Melitopola i utrzymywanie zajętych pozycji na lewym brzegu Dniepru. FR atakowała w kierunkach Kupiańska, Łymanu, Bachmutu, Awdijiwki, Marjinki, Szachtarska i Zaporoża, gdzie doszło do 98 starć. W kierunku kupiańskim, łymańskim i bachmuckim Ukraińcy odparli cztery ataki w rejonie Sinkiwki i Petropawliwki, pięć ataków w okolicy Terny, Wesełego i Makiejewki oraz 13 ataków w pobliżu Hryhoriwki, Bohdaniwki, Iwaniwskiego, Kliszczijiwki i Andrijiwki; siły ukraińskie kontynuowały ataki na południe od Bachmutu. W kierunku awdijiwskim i marjińskim Rosjanie kontynuowali próby otoczenia Awdijiwki, jednak wojska ukraińskie utrzymywały obronę, odpierając 49 ataków w okolicy Nowobachmutiwki, Stepowego, Awdijiwki, Siewiernego, Tonenkego i Perwomajskiego. Odparto także 18 ataków w rejonie Marjinki i Nowomychailiwki. W kierunku szachtarskim i zaporoskim wojska rosyjskie przeprowadziły nieudane ataki w rejonie Wuhłedaru i Robotyne. W ciągu 24h siły rosyjskie przeprowadziły trzy ataki rakietowe, 61 nalotów i 67 ostrzałów na pozycje ukraińskie i obszary zaludnione (odnotowano rannych wśród cywilów oraz zniszczoną infrastrukturę). Ukraińska artyleria zniszczyła trzy obszary koncentracji i magazyny amunicji.
Gubernator Ołeh Syniehubow poinformował, że dwie starsze kobiety zginęły w wyniku rosyjskiego ostrzału w północno-wschodnim obwodzie charkowskim. W ciągu doby wojska rosyjskie ostrzelały ponad 22 miejscowości w obwodzie charkowskim. W nocy Rosjanie zniszczyli internat we wsi Wełykyj Burłuk. Rosjanie zaatakowali Ukrainę za pomocą rakiety manewrującej Ch-59 i drona Shahed 136/131; pocisk został zestrzelony przez obronę przeciwlotniczą, a dron nie dotarł do celu. Ministerstwo Energetyki Ukrainy podało, że w 455 miejscowościach w dziewięciu obwodach doszło do przerw w dostawie prądu z powodu pogody lub rosyjskich ataków, w tym 121 miejscowości na linii frontu w obwodzie donieckim nie miało prądu, a obwód chersoński utracił dostęp do energii w wyniku rosyjskich ataków, co spowodowało przerwy w dostawie prądu w 45 miejscowościach.
Ukraińskie dowództwo wojskowe podało, że negocjowało ze Szwecją w sprawie otrzymania myśliwców Saab JAS 39 Gripen. Rzecznik ukraińskich Sił Powietrznych Jurij Ihnat stwierdził, że „strona szwedzka mogłaby przekazać Ukrainie taką liczbę [myśliwców], jaką posiada”, nie podając jednak konkretnych liczb. Ukraińscy piloci przetestowali szwedzkie samoloty, jednakże Ukraina będzie wykorzystywać amerykańskie F-16 jako podstawę swoich przyszłych Sił Powietrznych.
Prezydent Zełenski przybył do Buenos Aires, aby wziąć udział w ceremonii inauguracji nowego prezydenta Argentyny Milei'a. Spotkał się w również z głowami państw Ameryki Południowej: Javierem Milei'em, Danielem Noboą (Ekwador), Luisem Alberto Lacalle Pou (Urugwaj) i Santiago Peñą (Paragwaj), z którymi omówił możliwości uregulowania konfliktu ukraińsko-rosyjskiego.

### 11 grudnia

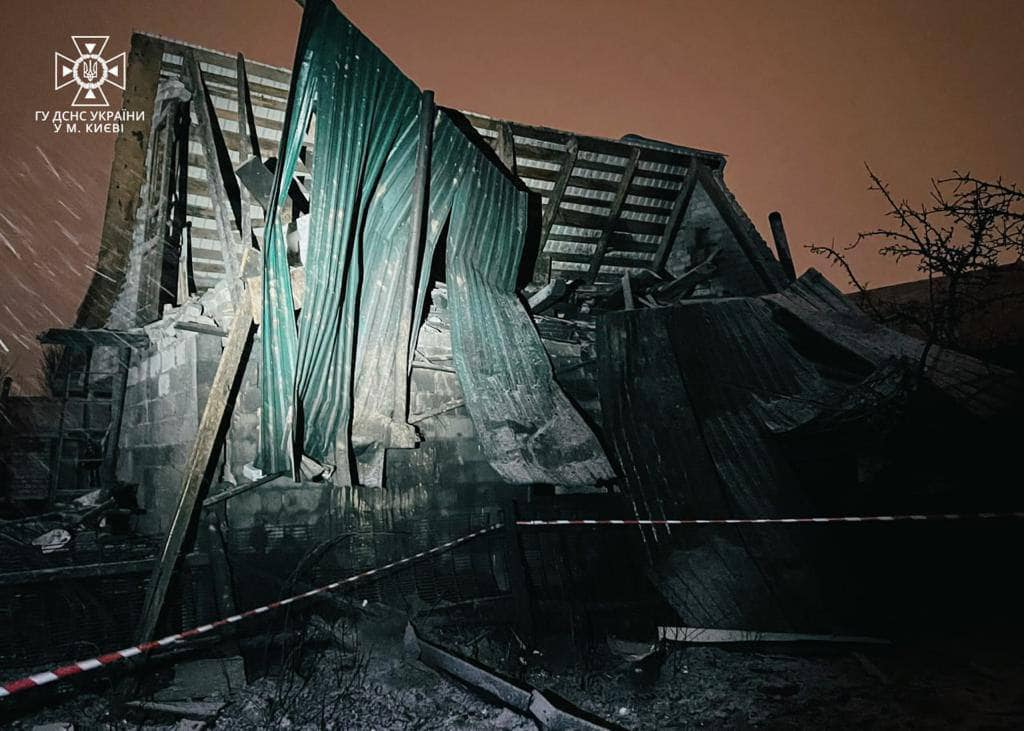
Zniszczenia w Kijowie spowodowane przez spadające szczątki rakiet po nocnym rosyjskim ataku dronami i rakietami balistycznymi.

Rzecznik SZ Ukrainy Ołekssandr Sztupun stwierdził, że siły rosyjskie „rozpoczęły zmasowane akcje szturmowe przy wsparciu pojazdów opancerzonych w kierunku Awdijiwki i Marjinki”. Dodał, że w ciągu ostatnich kilku tygodni linie frontu na wschodniej Ukrainie prawie się nie przesunęły, ale walki były intensywne. W ciągu ostatnich 24h odnotowano 610 ostrzałów artyleryjskich. Dowódca ukraińskich sił lądowych Ołeksandr Syrski powiedział, że Rosja próbowała zająć Sinkiwkę w obwodzie charkowskim, mając nadziej „utorować drogę” do pobliskiego Kupiańska. Stwierdził, że siły rosyjskie poniosły ciężkie straty w ostatnich atakach na wieś i zaczęły przemieszczać rezerwowe jednostki do tego sektora. Strona rosyjska przerzucała także wojska z Rosji, aby wzmocnić ataki w kierunku Żytliwki i Terny, dwóch wsi w pobliżu granicy obwodów ługańskiego i donieckiego.
Sztab Ukrainy poinformował, że kontynuowano walki w kierunku Melitopola i utrzymywanie zajętych pozycji na lewym brzegu Dniepru. Rosja atakowała w kierunkach Kupiańska, Łymanu, Bachmutu, Awdijiwki, Marjinki i Zaporoża, gdzie doszło do 89 starć. W kierunku kupiańskim, łymańskim i bachmuckim Ukraińcy odparli cztery ataki w rejonie Sinkiwki i Petropawliwki, osiem ataków w okolicy Spirnego i Wesełego oraz 14 ataków w pobliżu Bohdaniwki, Kliszczijiwki i Andrijiwki; siły ukraińskie kontynuowały ataki na południe od Bachmutu. W kierunku awdijiwskim i marjińskim Rosjanie kontynuowali próby otoczenia Awdijiwki, jednak wojska ukraińskie utrzymywały obronę, odpierając 42 ataki w okolicy Nowobachmutiwki, Awdijiwki, Siewiernego, Tonenkego, Perwomajskiego i Niewelskiego. Odparto także 14 ataków w rejonie Marjinki, Krasnohoriwki i Nowomychailiwki. W kierunku zaporoskim wojska rosyjskie przeprowadziły trzy nieudane ataki na północ od Pryjutnego i na zachód od Nowopokrowki. W ciągu doby FR przeprowadziła 10 ataków rakietowych, 18 nalotów i 60 ostrzałów na pozycje ukraińskie i obszary zaludnione (odnotowano ofiary wśród cywilów oraz zniszczoną infrastrukturę). Lotnictwo Ukrainy dokonało dwóch nalotów na miejsca koncentracji, z kolei artyleria zniszczyła trzy obszary koncentracji, dwa magazyny amunicji, stanowisko dowodzenia i jednostkę artylerii.
Ukraińskie Siły Powietrzne podały, że w ciągu nocy zniszczono wszystkie osiem rakiet balistycznych wystrzelonych z obwodu briańskiego i 18 dronów Shahed 136/131 z Krymu; drony zestrzelono głównie na obwodem mikołajowskim. Pociski balistyczne nieokreślonego typu oraz drony zostały wystrzelone przez Rosję w kierunku obwodu kijowskiego ok. 4:00 rano. Spadające szczątki rakiety spowodowały zniszczenia w mieście, powodując pożar w niedokończonym budynku mieszkalnym. Władze w Kijowie poinformowały, że w wyniku ataku 31-letni mężczyzna doznał obrażeń od odłamków, a trzy kobiety doznały ostrych reakcji ze stresu. Prokuratura obwodu chersońskiego podała, że w rosyjskich atakach na Chersoń i przedmieścia zginął mężczyzna, a trzy osoby zostały ranne. Według władz lokalnych siły rosyjskie przeprowadziły w ciągu ostatniej doby ataki na 11 obwodów Ukrainy, raniąc co najmniej sześć osób. Dowództwo Operacyjne Wschód poinformowało, że ok. 15:00 czasu lokalnego obrona przeciwlotnicza zestrzeliła rakietę manewrującą Ch-59 nad Krzywym Rogiem.
Według ISW wojska rosyjskie kontynuowały ataki na linii Kupiańsk–Swatowe–Kreminna, w pobliżu Bachmutu i Awdijiwki, na zachód i południowy zachód od Doniecka oraz w zachodnim obwodzie zaporoskim, posuwając się naprzód na niektórych obszarach. Ukraińscy wojskowi twierdzili, że Rosjanie zintensyfikowali ostatnio zmechanizowane ataki w pobliżu Awdijiwki. Według brytyjskiego Ministerstwa Obrony siły rosyjskie prawdopodobnie nadal miały problemy z walką w nocy, czego dowodziły liczne doniesienia żołnierzy, pojawiające się od początku wojny. Wynikało z to z braku odpowiedniego sprzętu i szkoleń. Gogle noktowizyjne często pojawiały się na listach wyposażenia, o które rosyjskie jednostki prosiły swoje rodziny i sympatyków, podczas gdy wojska ukraińskie były wyposażane w noktowizory od międzynarodowych partnerów.
Wielka Brytania i Norwegia ogłosiły utworzenie nowej koalicji w zakresie wzmocnienia bezpieczeństwa na Morzu Czarnym w obliczu wojny z Rosją. W związku z tym rząd brytyjski ogłosił przeniesienie na Ukrainę dwóch niszczycieli min typu Sandown z Królewskiej Marynarki Wojennej. Niemiecka minister do spraw europejskich Anna Lührmann potwierdziła zwiększenie pomocy dla Ukrainy w 2024 roku, z 4 do 8 miliardów euro. Międzynarodowy Fundusz Walutowy zatwierdził wypłatę 900 milionów dolarów dla Ukrainy w ramach programu kredytowego w wysokości 15,6 mld dolarów.
Prezydent Zełenski złożył oficjalną wizytę w Stanach Zjednoczonych i spotkał się z sekretarzem obrony USA Lloyd Austinem i Przewodniczącym Kolegium Połączonych Szefów Sztabów Markiem Milley'em.

### 12 grudnia

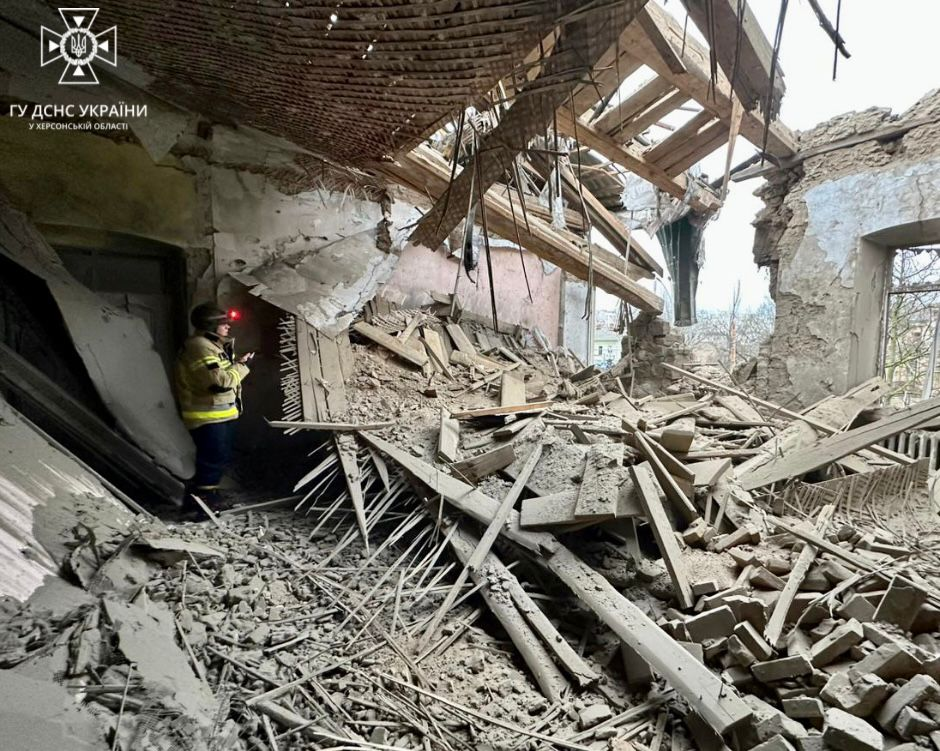
Gimnazjum nr. 20 w Chersoniu po rosyjskim ostrzale. Wcześniej było również kilkakrotnie atakowane.

SG Ukrainy poinformował, że kontynuowano walki w kierunku Melitopola i utrzymywanie zajętych pozycji na lewym brzegu Dniepru. Armia rosyjska atakowała w kierunkach Kupiańska, Łymanu, Bachmutu, Awdijiwki, Marjinki i Zaporoża, gdzie doszło do 95 starć. W kierunku kupiańskim, łymańskim i bachmuckim Ukraińcy odparli osiem ataków w rejonie Sinkiwki, Petropawliwki i Iwaniwki, dwa ataki w okolicy Makiejewki oraz pięć ataków w pobliżu Bohdaniwki, Iwaniwskiego, Kliszczijiwki i Andrijiwki. W kierunku awdijiwskim i marjińskim Rosjanie kontynuowali próby otoczenia Awdijiwki, jednak wojska ukraińskie utrzymywały obronę, odpierając 51 ataków w okolicy Nowobachmutiwki, Stepowego, Awdijiwki, Siewiernego, Tonenkego, Perwomajskiego i Niewelskiego. Odparto także 13 ataków w rejonie Nowomychailiwki. W kierunku zaporoskim wojska rosyjskie przeprowadziły osiem nieudanych ataków na północ od Pryjutnego, na zachód od Werbowego i na południe od Robotyne. W ciągu dnia FR przeprowadziła dwa ataki rakietowe, 13 nalotów i 63 ostrzały na pozycje ukraińskie i obszary zaludnione (odnotowano ofiary wśród cywilów oraz zniszczoną infrastrukturę). Ukraińska artyleria zniszczyła obszar koncentracji.
W godzinach nocnych Ukraina została zaatakowana przez Rosję za pomocą 15 dronów Shahed 136/131 (wystrzelony z rejonu Bałakławy) i dwóch rakiet manewrujących Ch-59. Obrona przeciwlotnicza zniszczyła 9 dronów oraz obie rakiety Ch-59 w obwodach zaporoskim i dniepropetrowskim. Ukraińskie dowództwo „Południe” poinformowało, że armia rosyjska przeprowadziła nocny atak dronów na Odessę, raniąc co najmniej dwóch cywilów. System obrony powietrznej działał przez ponad 2h. Zgłoszono także zniszczenia w infrastrukturze cywilnej. Prezydent Zełenski opublikował nagranie, w którym stwierdził, że 24 Brygada Zmechanizowana odbiła hałdę żużlu w pobliżu Gorłówki i zajęła tamtejsze rosyjskie pozycje.
Ministerstwo Obrony Rosji poinformowało, że we wczesnych godzinach porannych system przeciwlotniczy zestrzelił taktyczny pocisk balistyczny Toczka-U nad obwodem biełgorodzkim w zachodniej Rosji.  Gubernator Wiaczesław Gładkow powiedział, że obrona powietrzna zestrzeliła „cel” w pobliżu wsi Bessonowka, ok. 30 km od Biełgorodu i blisko 50 km od granicy z Ukrainą.
W ocenie ISW Rosjanie posunęli się na południe od Krynek i odepchnęli część ukraińskich jednostek, które budowały przyczółek po lewej stronie Dniepru. Rosyjscy żołnierze przeprowadzili skuteczne ataki na bliżej nieokreślone pozycje ukraińskie w pobliżu miejscowości, gdzie istniał jeden z przyczółków, który udało się zdobyć Ukraińcom i który utrzymywali od kilkunastu dni. Jednocześnie pojawiły się doniesienia o kolejnych, skutecznych przerzutach jednostek specjalnych Ukrainy na lewy brzeg Dniepru. Instytut podał także, że armia rosyjska straciła w ostatnim czasie tyle żołnierzy, ile była w stanie zrekrutować. Tymczasem wojska rosyjskie kontynuowały ataki na linii Kupiańsk–Swatowe–Kreminna, w pobliżu Bachmutu i Awdijiwki, na zachód i południowy zachód od Doniecka, na granicy obwodu donieckiego i zaporoskiego oraz w zachodnim obwodzie zaporoskim, posuwając się naprzód na niektórych obszarach. Brytyjskie MON poinformowało, że Rosja zaczęła wystrzeliwać drony z nowej lokalizacji na Krymie, co miało na celu utrudnienie Ukrainie obrony. 12 grudnia armia rosyjska wystrzeliła ok. 15 dronów Shahed z będącej częścią Sewastopola dzielnicy Bałakława na południu Krymu; było to piąte potwierdzone miejsce wystrzeliwania dronów obok przylądka Czauda, Jejska, Primorsko-Achtarska i Kurska.
Według OSW Rosjanie prawdopodobnie przełamali ukraińską linię obrony w południowej części Awdijiwki i wkroczyli do zabudowanej części miasta. Postępy poczynili także na jego północnych obrzeżach, w rejonie kombinatu koksochemicznego. Siły rosyjskie posunęły się także w Marjince oraz na południe od niej. Obszar pozostający pod kontrolą Ukraińców obejmował kilka kwartałów na zachodnich obrzeżach miasta i szacowano go na 3% całkowitej powierzchni. Rosjanie wznowili ataki w kierunku Siewierska, pomiędzy Bachmutem a Kreminną, uzyskując nieznaczne sukcesy na południowym odcinku łuku kontrolowanego przez Ukraińców. Kolejne nieznaczne postępy odnotowali również na zachód od Bachmutu oraz na południe od Orichiwa, gdzie próby ataków podejmowały także wojska ukraińskie. Ukraińcom udało się ustabilizować sytuację na zachód od Kreminnej i na północny wschód od Kupiańska, gdzie zaangażowane do walk rezerwy powstrzymały kolejne szturmy przeciwnika. Według SG Ukrainy Rosja bezskutecznie atakowała w okolicach Wuhłedaru. Bez zmian pozostawała sytuacja w Krynkach na lewym brzegu Dniepru, gdzie Ukraińcy kontrolowali środkową część miejscowości.
Prezydent Wołodymyr Zełenski spotkał się z przedstawicielami Senatu USA z Partii Republikańskiej w Waszyngtonie, aby omówić pakiet finansowania przed Kongresem USA, w kontekście blokowania przez Republikanów przedłużenia amerykańskiej pomocy wojskowej dla Ukrainy; Republikanie uzależnili zgodę na dalszą pomoc wojskową dla Ukrainy od zobowiązania się Demokratów do zaostrzenia polityki imigracyjnej. Zełenski spotkał się także z prezydentem Joe Bidenem, który stwierdził, że Stany Zjednoczone dołożą wszelkich starań, aby w dalszym ciągu dostarczać Ukrainie krytyczną broń i sprzęt, a następnie ogłosił nowy pakiet pomocy wojskowej dla Ukrainy o wartości 200 milionów dolarów, obejmujący m.in. pociski AIM-9M dla obrony przeciwlotniczej, elementy systemu przeciwlotniczego, amunicję do M142 HIMARS, pociski artyleryjskie 155 mm i 105 mm, rakiety przeciwradarowe AGM-88 HARM oraz broń przeciwpancerną Javelin i AT-4. Minister obrony narodowej Finlandii Antti Häkkänen zapowiedział podwojenie produkcji pocisków artyleryjskich, zarówno na potrzeby obrony wewnętrznej, jak i w celu zapewnienia dostaw na Ukrainę.
Sekretarz Rady Bezpieczeństwa Narodowego i Obrony Ukrainy Ołeksij Daniłow powiedział, że nadzieje Ukrainy dotyczące kontrofensywy nie spełniły się, ale to nie oznacza, że Kijów ostatecznie nie odniesie zwycięstwa; w obliczu gęstych rosyjskich sieci obronnych siłom ukraińskim udało się wyzwolić jedynie 14 wsi w obwodach donieckim i zaporoskim. Dodał jednak, że Ukraina będzie kontynuować wysiłki na rzecz wyzwolenia swojego terytorium spod okupacji rosyjskiej. Reuters, powołując się na odtajniony raport wywiadu USA, podał, że od początku inwazji na pełną skalę Rosja straciła na Ukrainie 315 tys. żołnierzy, co stanowiło prawie 90% personelu wojskowego rozmieszczonego wokół Ukrainy przed konfliktem w lutym 2022 roku. Dodatkowo armia ukraińska doprowadziła do tego, że straty osobowe, a także skala zniszczeń pojazdów opancerzonych cofnęły modernizację sił zbrojnych Rosji o 18 lat. Brytyjska minister ds. sankcji Anne-Marie Trevelyan stwierdziła, że gdyby nie sankcje międzynarodowe, Rosja miałaby ponad 400 miliardów dolarów więcej na sfinansowanie wojny, co wystarczyłoby na finansowanie inwazji przez kolejne cztery lata.
„Masowy” cyberatak spowodował zakłócenia w pracy największego ukraińskiego operatora telefonii komórkowej Kyivstar oraz Monobanku, jednego z największych banków w kraju. Władze podały, że w wyniku ataku miliony ludzi zostały pozbawione możliwości korzystania z komunikacji komórkowej i otrzymywania ostrzeżeń o nalotach w obwodzie kijowskim, sumskim i dniepropetrowskim. Do ataku przyznała się grupa hakerska „Solntsepek”. Strona ukraińska poinformowała o zaangażowaniu w incydent rosyjskiego wywiadu wojskowego. Z kolei ukraiński wywiad wojskowy podał, że jednostki cybernetyczne wraz z Ministerstwem Obrony włamały się do centralnego serwera Federalnej Służby Podatkowej Rosji, a także do 2300 serwerów regionalnych, wydobywając wrażliwe informacje i niszcząc całą bazę danych podatkowych złośliwym oprogramowaniem.

### 13 grudnia
Były rzecznik SG Ukrainy Władysław Selezniow podał, że w ciągu dwóch miesięcy Rosjanie przerzucili na linię frontu co najmniej 50 tys. dodatkowych żołnierzy i prowadzili ataki na niemal wszystkich kierunkach, podkreślając, że sytuacja wojsk ukraińskich stawała się coraz trudniejsza. Coraz częściej przy szturmach wykorzystywana była artyleria i pojazdy opancerzone. Dodał także, że Rosja zmieniła taktykę, atakując na całej 1350 km linii frontu oraz „starając się narzucić swój scenariusz i przejąć inicjatywę na wszystkich kierunkach”. Według Selezniowa „wróg atakował w kierunku Kupiańska i Łymanu. Na zachód od Bachmutu toczyły się zacięte walki. Okupanci próbowali wdrożyć taktykę oblężniczą Czasiw Jaru. Oznaczało to, że można ogłosić początek operacji obrony tej miejscowości, co było niezwykle ważne dla obrony aglomeracji Słowiańsk–Kramatorsk. (...) Kluczowym czynnikiem, który zdecyduje o zdolności armii ukraińskiej do stawienia oporu będzie dostępność zasobów wśród naszych żołnierzy”. Według portalu DeepState armia rosyjska posunęła się naprzód w Donbasie w rejonie Awdijiwki, Bachmutu i Marjinki, a na kierunku Kupiańska nie zaprzestawała ataków. Rosjanie przerzucali tam dodatkowe posiłki m.in. z Rostowa, wciąż jednak nie przerwali ukraińskich głównych linii obrony.
Ukraiński Sztab podał, że kontynuowano walki w kierunku Melitopola i utrzymywanie zajętych pozycji na lewym brzegu Dniepru. Rosja atakowała w kierunkach Kupiańska, Łymanu, Bachmutu, Awdijiwki, Marjinki i Zaporoża, gdzie doszło do 120 starć. W kierunku kupiańskim, łymańskim i bachmuckim Ukraińcy odparli 23 ataków w rejonie Sinkiwki i Petropawliwki, dwa ataki w okolicy Lasu Serebriańskiego oraz sześć ataków w pobliżu Iwaniwskiego, Kliszczijiwki i Andrijiwki. W kierunku awdijiwskim i marjińskim Rosjanie kontynuowali próby otoczenia Awdijiwki, jednak wojska ukraińskie utrzymywały obronę, odpierając 29 ataków w okolicy Nowobachmutiwki, Stepowego i Awdijiwki oraz 28 ataków na południe od Siewiernego, Perwomajskiego i Niewelskiego. Odparto także 19 ataków w rejonie Nowomychailiwki i Krasnohoriwki. W kierunku zaporoskim wojska rosyjskie przeprowadziły sześć nieudanych ataków w pobliżu Robotyne i na zachód od Werbowego. W ciągu 24h FR przeprowadziła 17 ataków rakietowych, 36 nalotów i 74 ostrzały na pozycje ukraińskie i obszary zaludnione (odnotowano ofiary wśród cywilów oraz zniszczoną infrastrukturę). Lotnictwo ukraińskie dokonało pięciu nalotów na miejsca koncentracji, a artyleria zaatakowała stanowisko dowodzenia, pięć obszarów koncentracji i skład amunicji.
Ukraińscy urzędnicy poinformowali, że ok. 3:15 Kijów i region Odessy stały się celem rosyjskiego ataku powietrznego. Mer Witalij Kłyczko podał, że w wyniku ataku na stolicę ok. 53 osoby zostały ranne, w tym 4 dzieci (20 trafiło do szpitala, w tym dwójka dzieci). Siły Powietrzne Ukrainy podały, że zniszczono wszystkie 10 rakiet balistycznych 48N6 z kompleksu S-400 (według innej wersji były to rakiety Iskander), wycelowanych w Kijów oraz 10 dronów Shahed 136/131 nad obwodem odeskim. Spadające szczątki pocisków spowodowały spowodowały zniszczenia i pożary w różnych częściach miasta. Uszkodzeniu uległ 9-piętrowy budynek, sąsiednie przedszkole, dwa domy prywatne, szpital, sieć wodociągowa oraz spłonęło osiem samochodów. Po eksplozjach ogłoszono alarm przeciwlotniczy. Według szefa Kancelarii Prezydenta Andrija Jermaka celem ataku był pewien obiekt infrastruktury krytycznej
. Prezydent Wołodymyr Zełenski powiedział, że Ukraina „zareaguje” na ataki rakietowe i dronowe Rosji na Kijów i inne miejsca. Dodał także, że FR po raz kolejny okazała się haniebnym krajem, wystrzeliwując rakiety nocą i zimą, na dzielnice mieszkalne, przedszkola i obiekty energetyczne. 
Władze regionalne podały, że w ciągu ostatniej doby siły rosyjskie przeprowadziły ataki na 12 obwodów Ukrainy, zabijając co najmniej jedną i raniąc co najmniej 63 osoby. Gubernator Ołeh Syniehubow powiedział, że w wyniku rosyjskich ataków na Kupiańsk zginął ok. 70-letni mężczyzna, a kolejny został poważnie ranny. Gubernator Ołeksandr Prokudin podał, że siły rosyjskie przeprowadziły 113 ataków na obwód chersoński, raniąc sześć osób. Z kolei gubernator Serhij Łysak poinformował, że rosyjska artyleria i ataki dronów na Nikopol raniły 70-letnią kobietę oraz uszkodziły centrum rekreacyjne, budynek administracyjny, przedszkole, dwa budynki firm i pięć wieżowców.
W opinii ISW Kreml powrócił do retoryki ekspansjonistycznej, którą ostatnio głosił przed inwazją Rosji na Ukrainę, próbując ponownie wydobyć na światło dzienne twierdzenia, że Ukraina jest historycznie częścią rosyjskiego terytorium. Źródła rosyjskie i ukraińskie nadal donosiły o wpływie trudnych warunków pogodowych na operacje ofensywne i rozpoznawcze na całym froncie, mimo że doniesienia o mroźnej i śnieżnej zimie na wschodniej Ukrainie stwarzały perspektywę lepszych warunków manewru. Wojska rosyjskie kontynuowały ataki na linii Kupiańsk–Swatowe–Kreminna, w pobliżu Bachmutu i Awdijiwki, na zachód i południowy zachód od Doniecka, na granicy obwodu donieckiego i zaporoskiego oraz w zachodnim obwodzie zaporoskim, posuwając się naprzód na niektórych obszarach. Ponadto władze okupacyjne kontynuowały wysiłki mające na celu zniszczenie ukraińskiej tożsamości narodowej i historycznej. Brytyjskie MON podało, że nowo sformowana 104 Gwardyjska Dywizja Powietrznodesantowa prawdopodobniej poniosła wyjątkowo ciężkie straty i nie osiągnęła celów podczas chrztu bojowego w obwodzie chersońskim na początku grudnia. Dywizja dołączyła do rosyjskiej Grupy Sił Dniepr i podjęła próbę zlikwidowania ukraińskiego przyczółku w pobliżu Krynek na lewym brzegu Dniepru, jednak była słabo wspierana przez lotnictwo i artylerię, a wielu żołnierzy było niedoświadczonych.
Zełenski udał się także z wizytą do Norwegii, gdzie spotkał się z premierem Jonasem Gahrem Størem, który ogłosił nowy plan pomocy dla Ukrainy, obejmujący sprzęt obrony powietrznej, pomoc humanitarną i zwiększoną produkcję amunicji oraz potwierdził, że jego kraj będzie wspierał Ukrainę także w 2024 roku. Norwegia przeznaczy łącznie 1,8 miliarda dolarów na pomoc dla Ukrainy do końca 2023 roku. Później Zełenski spotkał się także z premier Danii Mette Frederiksen, która zapowiedziała kolejny pakiet pomocy wojskowej dla Ukrainy o wartości ok. 1,1 miliarda dolarów, obejmujący czołgi, transportery opancerzone, pociski artyleryjskie, drony i broń strzelecką.

### 14 grudnia
Brytyjskie Ministerstwo Obrony podało, że trwały ciężkie walki o opanowanie zniszczonej Marjinki i jej okolic. Rosja prawdopodobnie jeszcze bardziej zmniejszyła obszar pozostający pod kontrolą sił ukraińskich. Jednym z celów operacyjnych Rosji na tym obszarze było prawdopodobnie zapewnienie kontroli nad drogami 00510 i N15, co mogło umożliwić dalszy atak na zachód w stronę Kurachowego. Zdaniem Ministerstwa „pomimo stałych postępów sił agresora, duży, znaczący pod względem operacyjnym przełom rosyjskiej armii na tym odcinku frontu pozostaje bardzo mało prawdopodobny”.
SG Ukrainy podał, że kontynuowano walki w kierunku Melitopola i utrzymywanie zajętych pozycji na lewym brzegu Dniepru. Siły rosyjskie atakowały w kierunkach Kupiańska, Łymanu, Bachmutu, Awdijiwki, Marjinki i Zaporoża, gdzie doszło do 110 starć. W kierunku kupiańskim, łymańskim i bachmuckim Ukraińcy odparli 15 ataków w rejonie Sinkiwki, atak w okolicy Terny oraz 11 ataków w pobliżu Iwaniwskiego, Kliszczijiwki i Andrijiwki. W kierunku awdijiwskim i marjińskim Rosjanie kontynuowali próby otoczenia Awdijiwki, jednak wojska ukraińskie utrzymywały obronę, odpierając 23 ataków w okolicy Nowobachmutiwki, Stepowego i Awdijiwki oraz 22 ataki na południe od Siewiernego, Perwomajskiego i Niewelskiego. Odparto także 17 ataków w rejonie Nowomychailiwki. W kierunku zaporoskim wojska rosyjskie przeprowadziły 9 nieudanych ataków na północ od Pryjutnego, na zachód i północny zachód od Werbowego. W ciągu doby Rosja przeprowadziła cztery ataki rakietowe, 50 nalotów i 56 ostrzałów na pozycje ukraińskie i obszary zaludnione (odnotowano ofiary wśród cywilów oraz zniszczoną infrastrukturę). Lotnictwo ukraińskie dokonało dwóch nalotów na miejsca koncentracji, z kolei artyleria zaatakowała dwa obszary koncentracji, punkt kontrolny i dwa składy amunicji.
Siły Powietrzne Ukrainy podały, że w nocy z 13 na 14 grudnia Rosja przeprowadziła masowy atak na Ukrainę za pomocą 42 dronów Shahed 136/131, wystrzelonych z Bałakławy i przylądka Chauda na Krymie oraz Primorsko-Achtarska; 41 dronów zostało zestrzelonych przez obronę przeciwlotniczą, większość w obwodzie odeskim. Atak powietrzny trwał 7h. W obwodzie odeskim odnotowano znaczne zniszczenia od spadających szczątków dronów. W wyniku spadających fragmentów 11 osób zostało rannych, w tym troje dzieci. Ponadto zniszczeniu uległ akademik, a 11 budynków zostało uszkodzonych. Później rumuńskie MON podało, że na terytorium w pobliżu Grindu, ok. 20 km od portu Reni na Ukrainie, odnaleziono krater i szczątki rosyjskiego drona. Uważano, że dron został zestrzelony poprzedniej nocy, gdy kierował się w stronę celu w obwodzie odeskim. Ministerstwo „zdecydowanie potępia” ataki na infrastrukturę portową Ukrainy, stwierdzając, że stanowią one naruszenie prawa międzynarodowego. Siły Obronne Południowej Ukrainy podały, że Rosjanie zaatakowali w nocy obwód chersoński przy pomocy sześciu rakiet S-300, w wyniku czego zginęła starsza kobieta. Zniszczeniu uległ dom i sąsiednie budynki w miejscowości Myrolubiwka, ok. 32 km na północny zachód od Chersonia.
Rosyjskie Ministerstwo Obrony podało, że zestrzelono dziewięć ukraińskich dronów nad obwodami kałuskim i moskiewskim. Nie odnotowano żadnych ofiar ani uszkodzeń infrastruktury.
W opinii ISW wojska rosyjskie kontynuowały ataki na linii Kupiańsk–Swatowe–Kreminna, w pobliżu Bachmutu i Awdijiwki, na zachód i południowy zachód od Doniecka, na granicy obwodu donieckiego i zaporoskiego oraz w zachodnim obwodzie zaporoskim, posuwając się naprzód na niektórych obszarach.
Niemcy przekazały Ukrainie drugi kompleks rakiet przeciwlotniczych Patriot oraz dodatkową pomoc wojskową, w tym: dziewięć gąsienicowych pojazdów terenowych Bandvagn 206, 7390 szt. amunicji artyleryjskiej 155 mm, trzy bezzałogowe maszyny do rozminowywania, 14 systemów wykrywania dronów, osiem ciężarówek Mercedes-Benz Zetros, cztery przyczepy do ciągników 8x8 HX81, osiem ciągników Zetros i ponad 47 tys. szt. amunicji 40 mm do granatników.
Po raz pierwszy od początku wojny prezydent Rosji Władimir Putin zwołał doroczną konferencję prasową. Podczas niej powtórzył, że celem „specjalnej operacji wojskowej” jest „denazyfikacja, demilitaryzacja i kapitulacja” Ukrainy, a negocjować z nią będzie dopiero, „kiedy osiągniemy nasze cele”. Wyśmiał ukraińską armię, która twierdziła, że przeprowadziła zmasowany kontratak, ale nie przyniosła ona żadnych rezultatów, a nawet straciła 747 czołgów i ponad 2300 pojazdów opancerzonych. Stwierdził także, że sytuacja poprawiła się na całej linii frontu, a kolejna mobilizacja nie będzie niepotrzebna, ponieważ na Ukrainie walczyło „617 tys.” żołnierzy rosyjskich. Przedstawiciel ukraińskiego wywiadu wojskowego Andrij Czerniak zakwestionował wypowiedź Putina, twierdząc, że na Ukrainie znajdowało się wówczas 433 tys. żołnierzy rosyjskich i ok. 30 tys. wojskowych Rosgwardii.
Według ukraińskich doniesień z frontu, rosyjska piechota wykorzystywała ukraińskich jeńców wojennych jako żywe tarcze podczas ataków na Awdijiwkę. Później pojawiły się nagrania z dronów, które pokazywały rosyjskich żołnierzy w obwodzie zaporoskim, którzy w trakcie ataku używali ukraińskich jeńców wojennych jako żywych tarcz, co jest sprzeczne z Konwencjami genewskimi, które regulują traktowanie jeńców wojennych. Na jednym z nagrań było widać, jak jeden z nich zginął.

### 15 grudnia

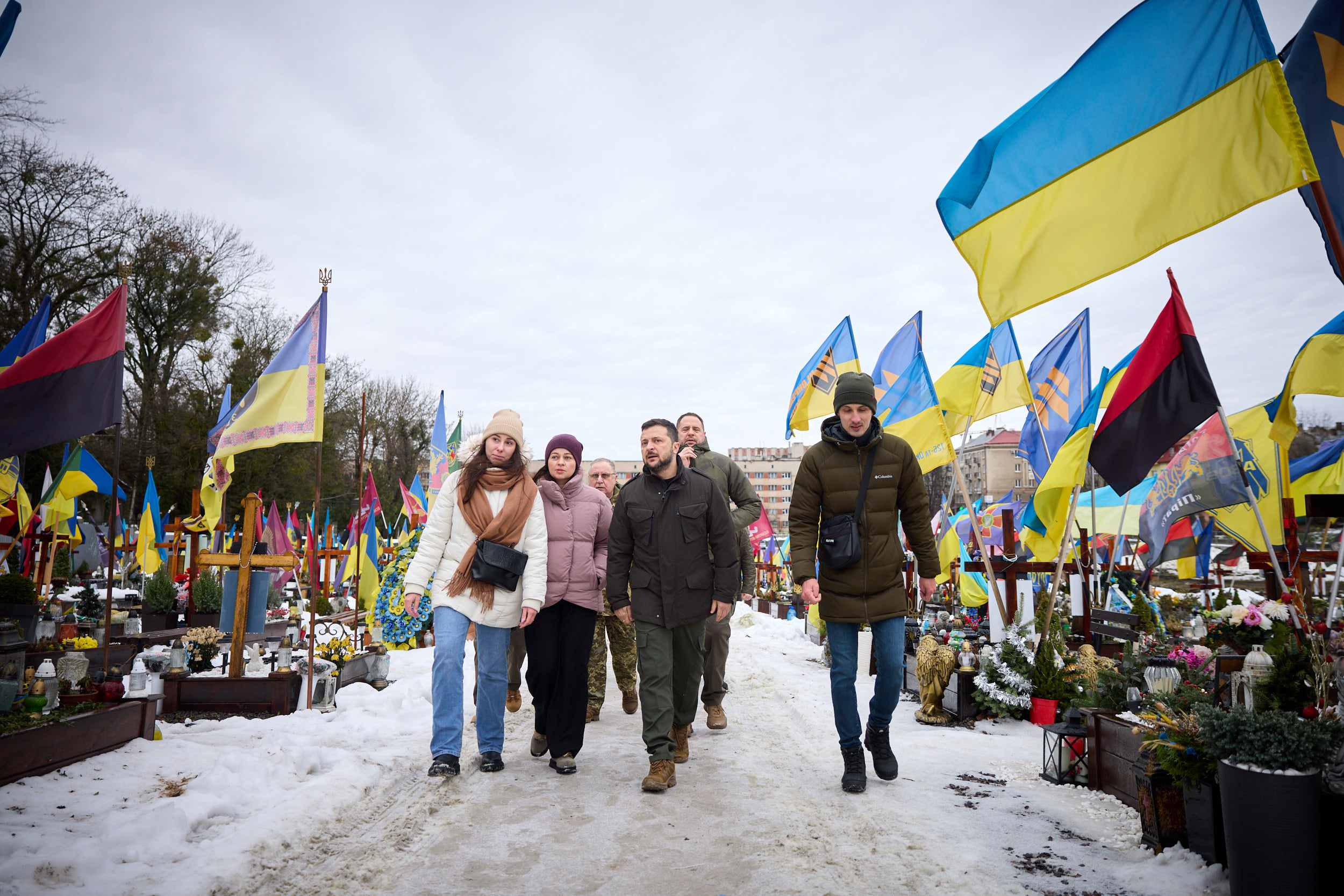
Prezydent Zełenski uczcił pamięć poległych obrońców Ukrainy na Cmentarzu Łyczakowskim we Lwowie.

Sztab Ukrainy oświadczył, że kontynuowano walki w kierunku Melitopola i utrzymywanie zajętych pozycji na lewym brzegu Dniepru. FR atakowała w kierunkach Kupiańska, Łymanu, Bachmutu, Awdijiwki, Marjinki, Szachtarska i Zaporoża, gdzie doszło do 96 starć. W kierunku kupiańskim, łymańskim i bachmuckim Ukraińcy odparli 9 ataków w rejonie Sinkiwki, pięć ataków w okolicy Terny, Jampoliwki i Makiejewki oraz 18 ataków w pobliżu Bohdaniwki, Iwaniwskiego, Kliszczijiwki i Andrijiwki. W kierunku awdijiwskim i marjińskim Rosjanie kontynuowali próby otoczenia Awdijiwki, jednak siły ukraińskie utrzymywały obronę, odpierając 20 ataków w okolicy Nowobachmutiwki i Awdijiwki oraz 14 ataków na południe od Stepowego, Siewiernego, Perwomajskiego i Niewelskiego. Odparto także 13 ataków w rejonie Krasnohoriwki, Marjinki i Nowomychailiwki. W kierunku szachtarskim i zaporoskim wojska rosyjskie przeprowadziły 10 nieudanych ataków w pobliżu Staromajorśkiego, na zachód od Nowopokrowki i na południe od Robotyne. W ciągu doby Rosja przeprowadziła dwa ataki rakietowe, 23 nalotów i 40 ostrzałów na pozycje ukraińskie i obszary zaludnione (odnotowano ofiary wśród cywilów oraz zniszczoną infrastrukturę). Lotnictwo ukraińskie dokonało siedmiu nalotów na miejsca koncentracji, z kolei artyleria ostrzelała cztery obszary koncentracji i dwa magazyny amunicji.
Dowódca SZ Ukrainy generał porucznik Serhij Najew powiedział, że w ciągu ostatnich dwóch tygodni rosyjscy dywersanci siedmiokrotnie próbowali przedostać się na terytorium Ukrainy, jednak wojska ukraińskie zapobiegły co najmniej pięciu próbom. Według niego grupy dywersyjne zostały zmuszone do wycofania się po poniesieniu strat. Portal Sprotyw, prowadzony przez Siły Operacji Specjalnych ukraińskiej armii, poinformował o udanej akcji partyzantów, którzy o 8:00 rano wysadzili rosyjski pociąg przewożący amunicję i paliwo z Krymu do Melitopola oraz rudę, zboże i uszkodzony sprzęt w drugą stronę. W eksplozji zostały uszkodzone tory, lokomotywa i wagony.
Siły Powietrzne Ukrainy poinformowały, że w godzinach nocnych terytorium Ukrainy zostało zaatakowane przez 14 rosyjskich dronów Shahed 136/131 (wystrzelonych Primorsko-Achtarska), z których wszystkie zostały zestrzelone przez mobilne grupy ogniowe w obwodach mikołajowskim, chersońskim, chmielnickim i połtawskim. Gubernator Ołeksandr Prokudin powiedział, że rejon dnieproski w Chersoniu został ostrzelany przez wojska rosyjskie, w wyniku czego ranne zostały co najmniej dwie osoby. Gubernator Serhij Łysak stwierdził, że w wyniku rosyjskich ataków artyleryjskich na Nikopol ranne zostały 83-letnia kobieta i jej 16-letnia wnuczka. W ciągu doby Rosja cztery razy zaatakowała centrum miasta, niszcząc sklep, 14 domów, 10 budynków gospodarczych, trzy garaże, siedem szklarni, linie energetyczne i gazociąg. Według mediów w magazynie ropy naftowej w okupowanym Doniecku wybuchł pożar, prawdopodobnie w wyniku ostrzału. Agencja TASS stwierdziła, że do zdarzenia doszło rzekomo w wyniku ataku armii ukraińskiej. 
Ministerstwo Obrony Rosji stwierdziło, że zestrzelono 10 dronów, w tym cztery nad obwodem kurskim i sześć nad Krymem, gdzie zgłoszono liczne eksplozje. Gubernator Roman Starowojt powiedział, że w obwodzie kurskim słychać było eksplozje oraz uszkodzone zostały linie energetyczne.
Według OSW 13–15 grudnia Rosjanie wyparli Ukraińców z ostatnich pozycji w Marjince. Upadek miasta i wycofanie się z jego pozostałości potwierdziły lokalne źródła ukraińskie. Doniesieniom tym zaprzeczył dowódca zgrupowania Tauryda generał Ołeksandr Tarnawski, uznając je za prowokację oraz twierdząc, że Rosjanie nie zajęli całej miejscowości, a jej obrona trwa. Utratę miasta pośrednio potwierdził SG Ukrainy, według którego do walk w rejonie Marjinki dochodziło na południe oraz na północ od niej. Nieznaczne siły ukraińskie pozostawały w północno-zachodnich obrzeżach miasta, lecz już poza pozostałościami obszaru zabudowanego. Rosja zrobiła postępy na północ od Awdijiwki, umacniając się po zachodniej stronie linii kolejowej w okolicach Stepowego, a także na południe od Siewierska i północny zachód od Bachmutu. Na pozostałych kierunkach Ukraińcom udało się utrzymać dotychczasowe pozycje lub postępy rosyjskie były nieznaczne. Charkowska Obwodowa Administracja Wojskowa poinformowała, że trwała budowa linii obrony wokół Kupiańska i leżącego na południe węzła kolejowego Kupiańsk–Wuzłowy.
Niemiecki dziennik Bild podał, że „Rosja pracuje nad wdrożeniem nowego średnioterminowego planu wojennego przeciw Ukrainie, który przewiduje podbój dużych obszarów sąsiedniego kraju”, „licząc na dalszy spadek poparcia Zachodu dla Ukrainy”. Rosyjski plan zakłada, że cały Donbas znajdzie się pod rosyjską kontrolą do końca 2024 roku, a Rosjanie dotrą aż do rzeki Oskoł w obwodzie charkowskim. W 2025 i 2026 roku planuje podbić dużą część obwodów zaporoskiego, dniepropetrowskiego i charkowskiego, „w miarę możliwości łącznie z miastem Charków”. „W ciągu 36 miesięcy całe wschodnie terytoria na lewo od Dniepru mają zostać podbite". Według ISW przedstawiony przez gazetę Bild rosyjski plan dalszego zajmowania ukraińskich ziem był zbieżny z prowadzonymi przez Rosję miejscowymi operacjami ofensywnymi. Tymczasem wojska rosyjskie kontynuowały ataki okolicach Kupiańska, w pobliżu Bachmutu i Awdijiwki, na zachód i południowy zachód od Doniecka, na granicy obwodu donieckiego i zaporoskiego oraz w zachodnim obwodzie zaporoskim, dokonując potwierdzonych postępów na niektórych obszarach.
Ministerstwo Obrony Litwy ogłosiło, że pierwsza partia czołgów Leopard 2 została naprawiona i wróci na linię frontu. Dwa z naprawionych czołgów Leopard 2 zostały przetestowane i miały wrócić na Ukrainę w styczniu 2024 roku.
Unia Europejska, z wyjątkiem Węgier, przeprowadziła głosowanie w sprawie „porozumienia”, które zdecydowało o rozpoczęciu rozmów akcesyjnych z Ukrainą. Węgry zablokowały jednak czteroletni pakiet finansowania Ukrainy o wartości 50 miliardów euro, ponieważ premier Viktor Orbán stwierdził, że Ukraina nie jest częścią UE.

### 16 grudnia
Prezydent Wołodymyr Zełenski powiedział, że w zeszłym tygodniu Rosja wystrzeliła 112 dronów Shahed 136/131, z których armia ukraińska zestrzeliła 104. Wraz z nadejściem zimy Rosja zaczęła wzmagać ataki na ukraińskie miasta i infrastrukturę, powtarzając strategię z 2022 roku, jednak z mniejszym powodzeniem. Dodał również, że „w tym tygodniu zestrzeliliśmy także rakiety balistyczne. Patriot, NASAMS, Gepard i inne systemy dostarczone przez partnerów działają doskonale”. Rzecznik sił ukraińskich Wołodymyr Fito stwierdził, że Rosja wzmagała wysiłki mające na celu zajęcie Kupiańska, w związku z czym przeniesiono w ten rejon oddziały rezerwy w celu uzupełnienia ciężkich strat. Według Fito Rosja wykorzystywała znaczną ilość sprzętu i personelu do ofensywy na miasto, twierdząc, że „sprzęt jest lepiej chroniony” niż rosyjscy żołnierze, których masowo używano się do ataków i rozpoznania bojowego. Siły Obrony Terytorialnej przedstawiły dokument dotyczący wszystkich typów dronów, których Rosjanie używali podczas wojny z Ukrainą.
Ukraiński SG oświadczył, że kontynuowano walki w kierunku Melitopola i utrzymywanie zajętych pozycji na lewym brzegu Dniepru. Rosja atakowała w kierunkach Kupiańska, Łymanu, Bachmutu, Awdijiwki, Marjinki i Zaporoża, gdzie doszło do 89 starć. W kierunku kupiańskim, łymańskim i bachmuckim Ukraińcy odparli 14 ataków w rejonie Sinkiwki i Stelmachiwki, sześć ataków w okolicy Lasu Serebriańskiego i Terny oraz 12 ataków w pobliżu Bohdaniwki, Iwaniwskiego, Kliszczijiwki i Andrijiwki. W kierunku awdijiwskim i marjińskim Rosjanie kontynuowali próby otoczenia Awdijiwki, jednak siły ukraińskie utrzymywały obronę, odpierając 17 ataków w okolicy Nowobachmutiwki, Stepowego i Awdijiwki oraz 13 ataków w pobliżu Niewelskiego i Perwomajskiego. Odparto także 12 ataków w rejonie Marjinki, Pobiedy i Nowomychailiwki. W kierunku zaporoskim wojska rosyjskie przeprowadziły 12 nieudanych ataków na zachód od Nowopokrowki i Robotyne. W ciągu 24h FR przeprowadziła cztery ataki rakietowe, 72 naloty i 92 ostrzały na pozycje ukraińskie i obszary zaludnione (odnotowano ofiary wśród cywilów oraz zniszczoną infrastrukturę). Lotnictwo ukraińskie dokonało 21 nalotów na miejsca koncentracji, z kolei artyleria zniszczyła siedem obszarów koncentracji, punkt kontroli, dwa systemy przeciwlotnicze, 13 jednostek artylerii, dwa magazyny amunicji oraz magazyn paliw i smarów.
Siły Powietrzne Ukrainy podały, że w ciągu nocy w 11 obwodach zniszczono 30 z 31 rosyjskich dronów, wystrzelonych z Krymu, obwodu briańskiego i kurskiego. Był to szósty atak powietrzny na Kijów w tym miesiącu. Szef administracji wojskowej Serhij Popko powiedział, że „Dziś wieczorem, po trzech dniach zagrożeń balistycznych, wróg ponownie wystrzelił Shahedy na stolicę. Drony atakowały grupami, falami i z różnych kierunków”, jednak nie odnotowano ofiar ani większych zniszczeń. W obwodzie dniepropietrowskim szczątki drona spadły na budynek prywatnego przedsiębiorstwa w rejonie synelnykowskim. Gubernator Ołeksandr Prokudin poinformwował, że w nocy wojska rosyjskie zaatakowały Chersoń i obwód chersoński, w wyniku czego co najmniej cztery osoby zostały ranne. Według Prokudina w ciągu ostatnich 24h Rosjanie przeprowadzili 83 ataki na obwód, wystrzeliwując 483 pociski (36 pocisków trafiło w Chersoń) z moździerzy, artylerii, Gradów, PPK, czołgów, lotnictwa i dronów, w tym trzech Shahed. Gubernator Serhij Łysak powiedział, że Rosja przeprowadziła ostrzał artyleryjski i ataki dronów na Nikopol, raniąc co najmniej trzech cywilów. Prorosyjski urzędnik obwodu chersońskiego Wołodymyr Saldo podał, że dwie osoby zginęły, a dwie zostały ranne w ukraińskim ataku rakietowym HIMARS „podczas dostarczania pomocy humanitarnej” w Nowej Majaczce.
W opinii ISW Rosja kontynuowała operacje w przestrzeni informacyjnej, mające na celu stworzenie konfliktu wśród kierownictwa Ukrainy. Moskwa próbowała wywołać napięcie pomiędzy prezydentem Zełenskim i naczelnym dowódcą genenerałem Wałerijem Załużnym. Siły ukraińskie kontynuowały działania na wschodnim brzegu Dniepru w obliczu trudnych warunków na tym obszarze, w ramach wysiłków mających na celu ustalenie warunków dla przyszłych operacji ukraińskich. Wojska rosyjskie kontynuowały ataki na linii Kupiańsk–Swatowe–Kreminna, w pobliżu Bachmutu i Awdijiwki, na zachód i południowy zachód od Doniecka, na granicy obwodu donieckiego i zaporoskiego oraz w zachodnim obwodzie zaporoskim, posuwając się naprzód na niektórych obszarach.
Według ukraińskich ekspertów wojskowych „sytuacja na ukraińskim froncie nie była dobra dla Ukrainy, ale nie była tragiczna” oraz były „widoczne braki sprzętowe i zmęczenie prawie dwuletnimi walkami”. Zdaniem analityka wojskowego Jana Matwijewa, nie należy przeceniać „sukcesów” rosyjskich, z kolei ekspert wojskowy Ołeksandr Kowalenko stwierdził, że każdy atak Rosji kończy się śmiercią setek, a nawet tysięcy żołnierzy; „Oni oczywiście mogą posuwać się do przodu, bo mają ogromne zasoby. Jednak straty, jakie przy tym ponoszą, są również kolosalne”.

### 17 grudnia
Sztab Ukrainy podał, że kontynuowano walki w kierunku Melitopola i utrzymywanie pozycji na lewym brzegu Dniepru. Armia rosyjska atakowała w kierunkach Kupiańska, Łymanu, Bachmutu, Awdijiwki, Marjinki i Zaporoża, gdzie doszło do 64 starć. W kierunku kupiańskim, łymańskim i bachmuckim Ukraińcy odparli dziewięć ataków w rejonie Sinkiwki i Petropawliwki, osiem ataków w okolicy Makiejewki i Terny oraz pięć ataków w pobliżu Bohdaniwki, Kliszczijiwki i Andrijiwki. W kierunku awdijiwskim i marjińskim Rosjanie kontynuowali próby otoczenia Awdijiwki, jednak siły ukraińskie utrzymywały obronę, odpierając 16 ataków w okolicy Nowobachmutiwki, Stepowego i Awdijiwki oraz 11 ataków w pobliżu Tonenkego, Niewelskiego i Perwomajskiego. Odparto także cztery ataki w rejonie Nowomychailiwki. W kierunku zaporoskim wojska rosyjskie przeprowadziły cztery nieudane ataki na zachód od Werbowego i Robotyne. W ciągu doby Rosja przeprowadziła dwa ataki rakietowe, 29 nalotów i 47 ostrzałów na pozycje ukraińskie i obszary zaludnione (odnotowano ofiary wśród cywilów oraz zniszczoną infrastrukturę). Lotnictwo ukraińskie dokonało jednego nalotu na miejsce koncentracji i dwóch na przeciwlotnicze kompleksy rakietowe, natomiast artyleria zniszczyła cztery obszary koncentracji oraz składy artylerii i amunicji. Narodowe Centrum Oporu Ukrainy oświadczyło, że zwiększyła się liczba rosyjskich sił specjalnych i personelu wojskowego patrolujących okupowany obwód chersoński. Rosjanie zintensyfikowali działania „antysabotażowe” w całym regionie, zastraszając mieszkańców przekazujących informacje ukraińskiej armii oraz próbowali zlokalizować źródła promieniowania za pomocą telefonów satelitarnych.
W nocy Rosjanie przez 5h atakowali za pomocą dronów południowe regiony Ukrainy. Obrona przeciwlotnicza zniszczyła 20 dronów Shahed 136/131 (z Primorsko-Achtarska i Krymu) nad obwodami odeskim, chersońskim, zaporoskim i chmielnickim oraz jeden pocisk manewrujący Ch-59, z kolei rakieta balistyczna Iskander-K nie dotarła do celu. Gubernator Ołeh Kiper oświadczył, że 54-letni mężczyzna zginął w Odessie przez szczątki rosyjskiego drona, który został zestrzelony w dzielnicy mieszkalnej, dodając, że uszkodzonych zostało kilka domów. Według doniesień zestrzelono w regionie łącznie dziewięć dronów. Władze regionalne poinformowały, że ok. 10:20 czasu lokalnego w rosyjskim ataku na Chersoń zginął 81-letni mężczyzna. Ponadto sześciu funkcjonariuszy policji zostało rannych, gdy siły rosyjskie ostrzelały wioskę Darjiwka, ok. 23 km od Chersonia. Prokuratura Generalna Ukrainy podała, że ok. 12:50 siły rosyjskie zaatakowały Krasnopole, zabijając 69-letnią kobietę. Uszkodzona została także nieokreślona liczba domów i pojazdów. 
Ukraiński wywiad podał, że proukraiński i antyputinowski Legion Wolność Rosji przeprowadził transgraniczny atak na rosyjską wioskę Tieriebrieno w obwodzie biełgorodzkim. Wcześniej gubernator Wiaczesław Gładkow poinformował, że w miejscowości trwały walki; „Według wstępnych informacji na granicy wsi miała miejsce strzelanina. W kilku wioskach uszkodzone zostały linie energetyczne”. Rosyjscy urzędnicy podali, że zniszczono ok. 33 ukraińskich dronów nad obwodami lipieckim, rostowskim i wołgogradzkim. Ukraińskie media, powołując się na anonimowe źródła armii ukraińskiej, donosiły, że baza sił powietrznych w Mrozowsku została zaatakowana przez ukraińskiego drona.
Prezydent Władimir Putin odpowiedział na uwagi prezydenta USA Joe Bidena o tym, że jeśli Putin wygra na Ukrainie, wojsko amerykańskie może być zmuszone do walki z armią rosyjską. Putin zaprzeczył, jakoby miał plany ataku na którekolwiek państwo NATO, twierdząc, że jest „kompletna bzdura – i myślę, że prezydent Biden to rozumie”, a Rosja nie ma powodu ani interesu, aby walczyć z krajami NATO. Stwierdził jednak, że Finlandia, która niedawno dołączyła do NATO, „będzie teraz napotykać problemy” i obiecał, że Rosja utworzy „Leningradzki Okręg Wojskowy” na granicy z Finlandią i skoncentruje tam siły. W opinii ISW wypowiedzi Putina, że Rosja nie jest zainteresowana inwazją na NATO, były bardzo podobne do oświadczeń Kremla z przełomu 2021 i 2022 roku, kiedy Putin stwierdził, że Rosja nie ma zamiaru atakować Ukrainy. Wojska rosyjskie kontynuowały ataki na linii Kupiańsk–Swatowe–Kreminna, w pobliżu Bachmutu i Awdijiwki, na zachód i południowy zachód od Doniecka, na granicy obwodu donieckiego i zaporoskiego oraz w zachodnim obwodzie zaporoskim, posuwając się naprzód na niektórych obszarach. Ponadto władze rosyjskie kontynuowały próby rozbudowy infrastruktury politycznej na okupowanej Ukrainie w celu dalszej integracji zajętych terytoriów z Rosją.
Służba Bezpieczeństwa Ukrainy wszczęła postępowanie karne w związku z odkryciem urządzenia technicznego w jednym z potencjalnych miejsc pobytu naczelnego dowódcy SZ Ukrainy Wałerija Załużnego. Postępowanie zostało wszczęte na podstawie art. 359 ust. 2 (nielegalne pozyskiwanie, sprzedaż lub wykorzystanie specjalnych środków technicznych do pozyskiwania informacji) ukraińskiego kodeksu karnego. Według doniesień urządzenie podsłuchowe odkryto także w biurze osobistego asystenta Załużnego, Kostiantyna Buszujewa.

### 18 grudnia
Dowódca wojsk Tauryda generał Ołeksandr Tarnawski powiedział, że z powodu niedoborów amunicji artyleryjskiej 152 mm i 122 mm z czasów sowieckich i braku wsparcia Zachodu siły ukraińskie ograniczyły niektóre działania ofensywne; „Woluminy, które mamy dzisiaj, nie są dla nas wystarczające, biorąc pod uwagę nasze potrzeby. Zatem dokonujemy ich redystrybucji. Przeplanowujemy zadania, które sobie wyznaczyliśmy i zmniejszamy je, ponieważ musimy je zapewnić”. Stwierdził również, że siły rosyjskie miały podobne braki w amunicji artyleryjskiej. Według niego zmęczone wojska ukraińskie na froncie południowo-wschodnim przeszły do defensywy na niektórych obszarach, ale w innych próbują atakować.
SG Ukrainy poinformował, że kontynuowano walki w kierunku Melitopola i utrzymywanie pozycji na lewym brzegu Dniepru. FR atakowała w kierunkach Kupiańska, Łymanu, Bachmutu, Awdijiwki, Marjinki i Zaporoża, gdzie doszło do 105 starć. W kierunku kupiańskim, łymańskim i bachmuckim Ukraińcy odparli pięć ataków w rejonie Sinkiwki i Petropawliwki, 10 ataków w okolicy Makiejewki, Terny i Spirnego, oraz pięć ataków w pobliżu Bohdaniwki, Kliszczijiwki i Andrijiwki. W kierunku awdijiwskim i marjińskim Rosjanie nadal atakowali Awdijiwkę, jednak siły ukraińskie utrzymywały obronę, odpierając 11 ataków w okolicy Awdijiwki oraz 13 ataków w pobliżu Siewiernego, Tonenkego, Perwomajskiego i Niewelskiego. Odparto także 13 ataków w rejonie Nowomychailiwki. W kierunku zaporoskim wojska rosyjskie przeprowadziły 17 nieudanych ataków na zachód od Nowopokrowki i Robotyne. W ciągu 24h Rosjanie przeprowadzili jeden atak rakietowy, sześć nalotów i 62 ostrzały na pozycje ukraińskie i obszary zaludnione (odnotowano ofiary wśród cywilów oraz zniszczoną infrastrukturę). Artyleria ukraińska zniszczyła dwa obszary koncentracji i jednostkę artylerii.
W godzinach nocnych armia rosyjska zaatakowała Ukrainę pięcioma dronami Shahed 136/131, wystrzelonymi Primorsko-Achtarska; obrona przeciwlotnicza zniszczyła wszystkiego drony w obwodach mikołajowskim, dniepropetrowskim, winnickim i chmielnickim. Gubernator Ołeksandr Prokudin powiedział, że w wyniku rosyjskiego ataku artyleryjskiego na „prywatne przedsiębiorstwo w jednej z dzielnic mieszkalnych” Chersonia zginął 40-letni ochroniarz.
W ocenie ISW połączenie niedoborów amunicji artyleryjskiej i opóźnień w zapewnianiu zachodniej pomocy wojskowej prawdopodobnie spowoduje, że siły ukraińskie będą gromadzić sprzęt oraz może opóźnić przyszłe ukraińskie operacje kontrofensywne. Tymczasem wojska rosyjskie kontynuowały ataki na linii Kupiańsk–Swatowe–Kreminna, w pobliżu Bachmutu i Awdijiwki, na zachód i południowy zachód od Doniecka oraz w zachodnim obwodzie zaporoskim, dokonując potwierdzonego postępu na południowy zachód od Doniecka. Według brytyjskiego MON pierwszy raz od wielu miesięcy Rosjanie zaatakowali środkową Ukrainę za pomocą hipersonicznego pocisku Kindżał (NATO: AS-24 Killjoy). Celem prawdopodobnie było ukraińskie lotnisko wojskowe. 
Dyrektor finansowy Departamentu Obrony USA Michael McCord napisał do Komisji Obrony Kongresu, w którym stwierdził, że jeśli Kongres nie przekaże dodatkowych funduszy, to Departamentowi Obrony do 30 grudnia zabraknie środków na uzupełnienie broni i sprzętu dla Ukrainy. McCord stwierdził, że w przypadku braku działań Kongresu Pentagon będzie mógł przekazać tylko jeden dodatkowy pakiet pomocy dla Ukrainy. Ministrowie obrony Szwecji (Pål Jonson) i Danii (Troels Lund Poulsen) podpisali memorandum w sprawie przekazania Ukrainie kolejnych bojowych wozów piechoty CV90. Zgodnie z deklaracją Dania wniesie 264 miliony dolarów, które pomogą sfinansować rozpoczętą już dostawę 50 CV90 oraz wesprą produkcję nowych pojazdów, a także części zamienne, amunicję i konserwację. Niemcy ogłosiły kilka kontraktów o wartości ok. 400 milionów dolarów na dostawy pocisków artyleryjskich dla Ukrainy. Zamówienia zostały złożone w Rheinmetall i niezidentyfikowanej firmie francuskiej. BAE Systems podpisało umowę na naprawę i konserwację systemów artyleryjskich podarowanych przez Wielką Brytanię przy wykorzystaniu ukraińskich pracowników mieszkających na Ukrainie. Ukraińska armia otrzymała pierwszą partię dalekosiężnych, wyprodukowanych w kraju dronów AQ-400 „Scythe”, mogące przenosić ponad 30 kg ładunki wybuchowe na odległość 750 km. Producent poinformował, że wówczas był w stanie wyprodukować do 100 szt. miesięcznie, jednak zamierza zwiększyć produkcję do 500 szt. na miesiąc.
Wicepremier Ukrainy Iryna Wereszczuk stwierdziła, że Rosjanie zamierzają zmusić do przyjęcia obywatelstwa rosyjskiego 85% ukraińskich mieszkańców okupowanych terytoriów. Natomiast w 2023 roku zamierzają przeprowadzić głosowanie okupowanych terytoriach Ukrainy, w tym w Autonomicznej Republice Krymu i Sewastopolu oraz w części obwodów donieckiego, ługańskiego, zaporoskiego i chersońskiego.

### 19 grudnia

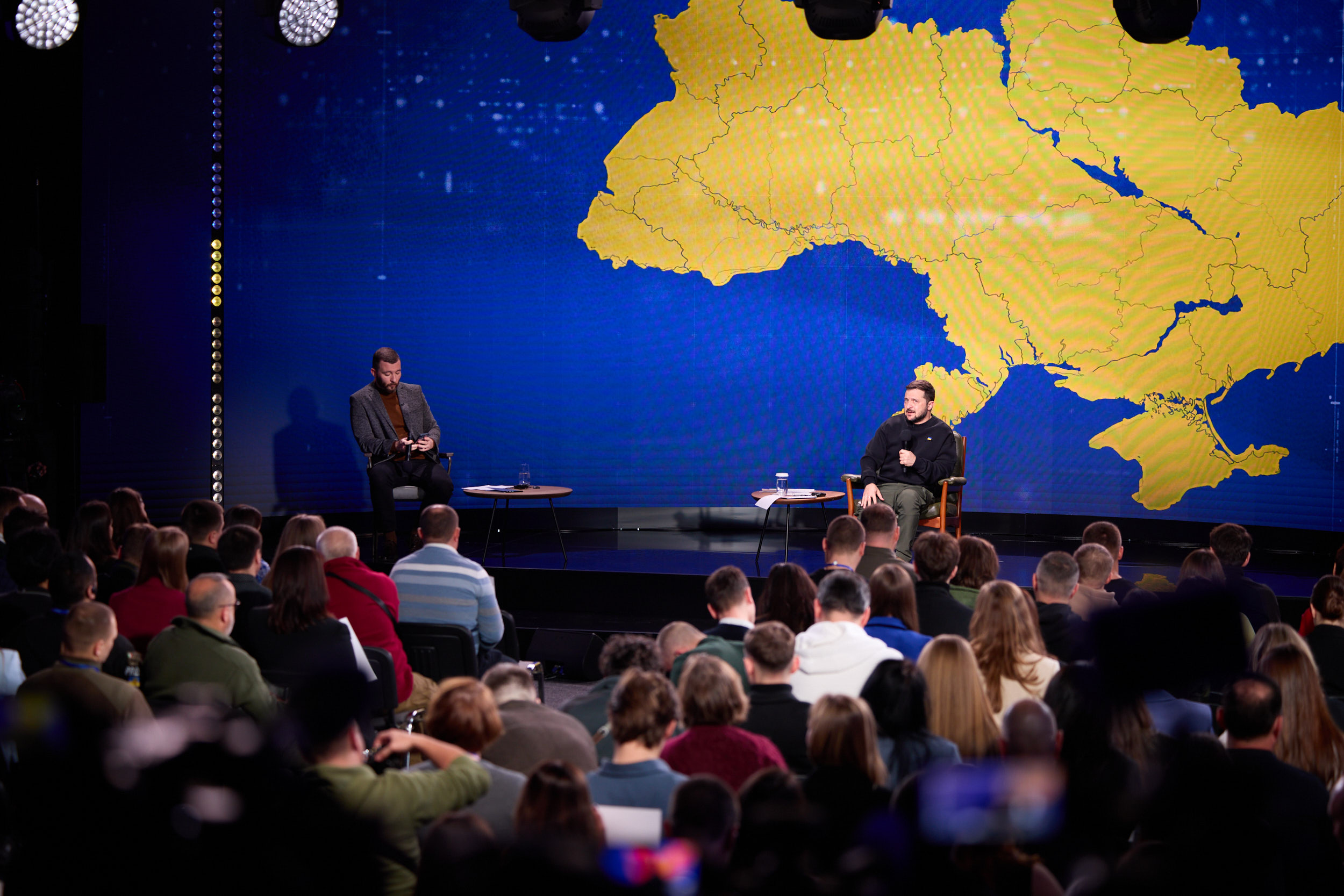
Konferencja prasowa prezydenta Zełenskiego na zakończenie 2023 roku.

Według brytyjskiego MON w ostatnich tygodniach Ukraina wzmogła polowe prace fortyfikacyjne, ponieważ siły ukraińskie przestawiły się na działania defensywne wzdłuż dużej części linii frontu. Nastąpiło to po wezwaniu prezydenta Zełenskiego z końca listopada do wzmacniania fortyfikacji wzdłuż kluczowych sektorów. Według stanu na połowę grudnia, Ukraina wzmacniała m.in. umocnienia na granicy z Białorusią, gdzie stawiano „zęby smoka” i zasieki z drutu kolczastego oraz kopano rowy przeciwczołgowe. Zdaniem Ministerstwa „Rosja kontynuowała lokalne ofensywy w różnych sektorach, ale poszczególne ataki rzadko były prowadzone przez oddziały większe niż pluton. Duży rosyjski przełom był mało prawdopodobny, a front określono jako statyczny”. W ocenie ISW siły rosyjskie poczyniły potwierdzone postępy na północny wschód od Kupiańska, na północ od Bachmutu, na południowy zachód od Awdijiwki, na południowy zachód od Doniecka i na wschód od Nowopropokopiwki oraz kontynuowały walki pozycyjne wzdłuż całej linii frontu. Ponadto władze rosyjskie kontynuowały próby wykorzystania poboru do wojska na okupowanej Ukrainie do wzmożenia wysiłków w zakresie generowania sił i legitymizacji nielegalnej aneksji Krymu przez Rosję.
SG Ukrainy poinformował, że kontynuowano walki w kierunku Melitopola i działania mające na celu rozbudowę przyczółku na lewym brzegu Dniepru, gdzie odparto osiem ataków. Rosja atakowała w kierunkach Kupiańska, Łymanu, Bachmutu, Awdijiwki, Marjinki i Zaporoża, gdzie doszło do 87 starć. W kierunku kupiańskim, łymańskim i bachmuckim Ukraińcy odparli trzy ataki w rejonie Sinkiwki, sześć ataków w okolicy Lasu Serebriańskiego, oraz 12 ataków w pobliżu Bohdaniwki, Kliszczijiwki i Andrijiwki. W kierunku awdijiwskim i marjińskim Rosjanie nadal próbowali otoczyć Awdijiwkę, jednak Ukraińcy utrzymywali obronę, odpierając 26 ataków w okolicy Nowobachmutiwki, Stepowego i Awdijiwki oraz 9 ataków w pobliżu Siewiernego, Perwomajskiego i Niewelskiego. Odparto także 13 ataków w rejonie Krasnohoriwki, Marjinki i Nowomychailiwki. W kierunku zaporoskim wojska rosyjskie przeprowadziły 12 nieudanych ataków na zachód od Nowopokrowki i Robotyne. W ciągu dnia FR przeprowadziła jeden atak rakietowy, 26 nalotów i 87 ostrzałów na pozycje ukraińskie i obszary zaludnione (odnotowano ofiary wśród cywilów oraz zniszczoną infrastrukturę). Ukraińskie lotnictwo dokonało sześciu nalotów na miejsca koncentracji, a artyleria ostrzelała trzy obszary koncentracji, punkt kontrolny, trzy jednostki artylerii i cztery składy amunicji. Ponadto ze względu na niewystarczającą ilość amunicji własnej produkcji Rosjanie zmuszeni byli używać niskiej jakości ładunków artyleryjskich i moździerzowych dostarczanych z Korei Północnej. Ze względu na niezadowalający stan amunicji odnotowano rzadkie przypadki jej wybuchu bezpośrednio w lufach dział i moździerzy, co prowadziło do strat w sprzęcie i personelu. Stacja CNN podała, że wojska rosyjskie zaczęły wykorzystywać na froncie na Ukrainie gaz łzawiący, który był rozpylany z dronów w celu wywołania paniki, a po jego uwolnieniu następował konwencjonalny ostrzał lub atak z użyciem dronów szturmowych.
Ukraińskie Siły Powietrzne poinformowały, że zniszczono nad obwodem chmielnickim dwa rosyjskie drony Shahed 136/131, wystrzelone z  Primorsko-Achtarska. Według wstępnych informacji szczątki dronów nie spowodowały żadnych uszkodzeń ani ofiar. Rosjanie przeprowadzili 82 ostrzały obwodu chersońskiego, wystrzeliwując 356 pocisków (w tym 36 pocisków stronę Chersonia) oraz uderzając w infrastrukturę krytyczną, instytucje oświatowe i inne obiekty cywilne. Rannych zostało 16 osób, w tym czworo dzieci. Z kolei według doniesień cztery drony zostały zestrzelone nad obwodami kałuskim i briańskim, a piąty został przechwycony w pobliżu Moskwy, co spowodowało zamknięcie tamtejszych lotnisk (Domodiedowo, Wnukowo i Żukowskij). Ministerstwo Obrony Rosji stwierdziło, że drony należały do armii ukraińskiej.
Według OSW w ostatnich dniach na południowo-wschodniej Ukrainie panowały trudne warunki. Opady śniegu i deszczu oraz temperatura przekraczająca zero stopni sprawiły, że pola i drogi gruntowe zamieniły się w grzęzawiska. Pomimo tego Rosja kontynuowała ataki, stosując przeważnie taktykę małych grup piechoty. Najcięższe starcia trwały pod Awdijiwką, gdzie na obu skrzydłach zgrupowania ukraińskiego trwał nieustanny napór piechoty rosyjskiej, czasem wspieranej przez czołgi. Postępy terenowe atakujących były minimalne. Do walki wprowadzono kolejną rosyjską brygadę odwodową (pod Awdijiwką zaangażowane były 2 i 41 Armia Ogólnowojskowa oraz większa część 1 Donieckiego Korpusu Armijnego). Rosjanie kontynuowali także ataki niedaleko Marjinki, koncentrując się na likwidacji ukraińskiego wyłomu w zgrupowaniu wokół Nowomychajliwki. Armia rosyjska utrzymywała inicjatywę na pozostałych odcinkach frontu, ale bez większych sukcesów. Najgorzej sytuacja dla Ukraińców wyglądała pod Bachmutem, gdzie atakujący wyrównali całą linię frontu od okolic Orichowa-Wasyliwki po Kliszczijiwkę; walki toczyły się już o sąsiednie, panujące nad Kliszczijiwką wzgórza.
Prezydent Wołodymyr Zełenski na corocznej konferencji prasowej w Kijowie odpowiadał na pytania mediów lokalnych i zagranicznych oraz stwierdził, że Ukraina zrealizowała w 2023 roku wszystkie swoje cele i zadania, jednak nie można przewidzieć, czy wojna rosyjsko-ukraińska zakończy się w 2024 roku. Negocjacje z Rosją nie były sprawą pilnej wagi. Dodał także, że Ukraina w 2024 roku wyprodukuje 1 milion dronów, opracuje pociski artyleryjskie 155 mm na potrzeby wojsk frontowych, oraz poinformował, że otrzymał propozycję od dowództwa, aby przeprowadzić mobilizację 450–500 tys. żołnierzy w celu uzupełnienia sił zbrojnych do obrony przed rosyjską inwazją, jednak podkreślił potrzebę przedstawienia większej liczby argumentów na poparcie tej prośby, poruszając takie kwestie, jak równość, zdolności obronne i finansowanie. Oświadczył także, że Ukraina w dalszym ciągu wzmacniała linię frontu, a w północno-wschodnim obwodzie charkowskim zbudowano najpotężniejszą obronę. Pod koniec listopada powołano grupę roboczą, której zadaniem było „koordynowanie wysiłków wszystkich władz i wojska w sprawach budowy fortyfikacji”.
Wysoki Komisarz Narodów Zjednoczonych ds. Praw Człowieka stwierdził, że istnieją dowody na to, że od początku inwazji wojska rosyjskie dokonały egzekucji 142 ukraińskich cywilów na okupowanych terenach, wskazując, że rzeczywista liczba może być wyższa oraz zauważając, że Organizacja Narodów Zjednoczonych na Ukrainie w dalszym ciągu monitorowała poważne naruszenia międzynarodowego prawa dotyczącego praw człowieka, międzynarodowego prawa humanitarnego i innych zbrodni wojennych, zwłaszcza przez rosyjskie wojsko.

### 20 grudnia

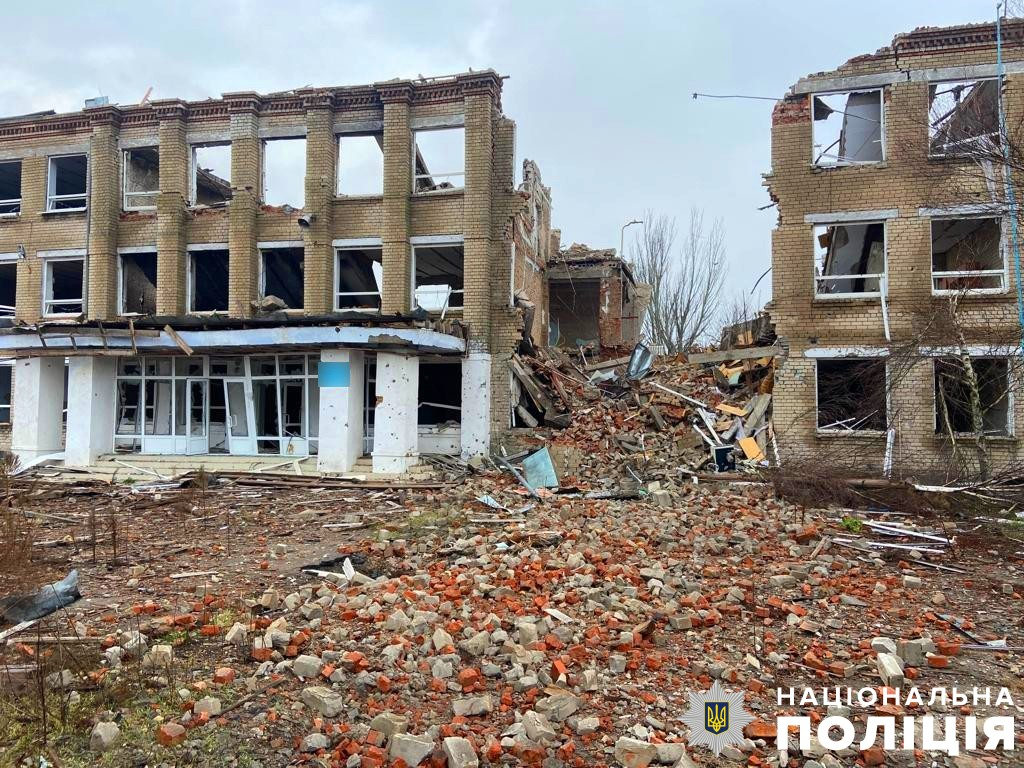
Liceum Naukowe – szkoła z internatem we wsi Olhiwka (rejon berysławski) po uderzeniu rosyjską bombą lotniczą.

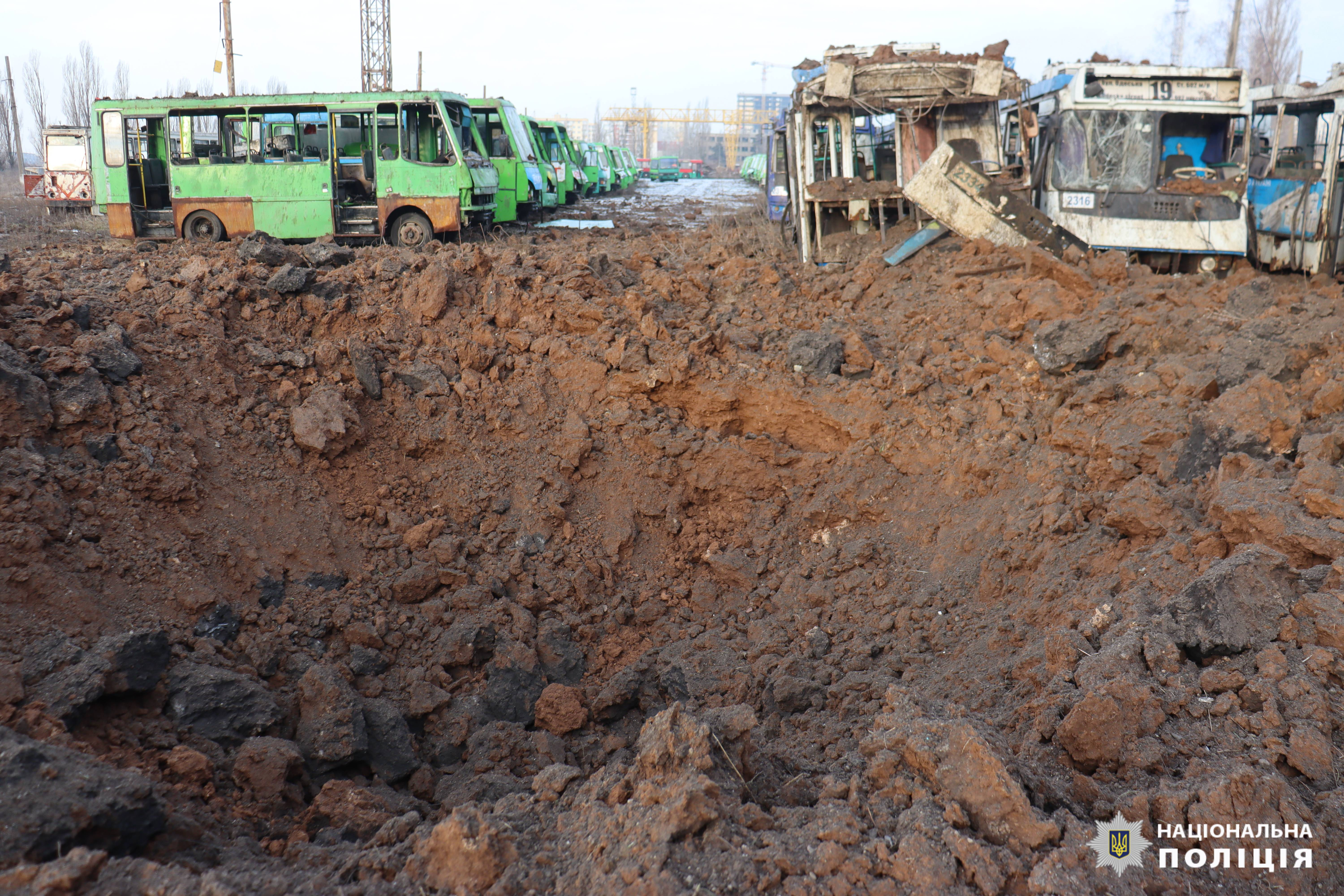
Zajezdnia w rejonie saltiwskim w Charkowie po nocnym rosyjskim ataku rakietowym. Zajezdnia była już wcześniej wielokrotnie atakowana.

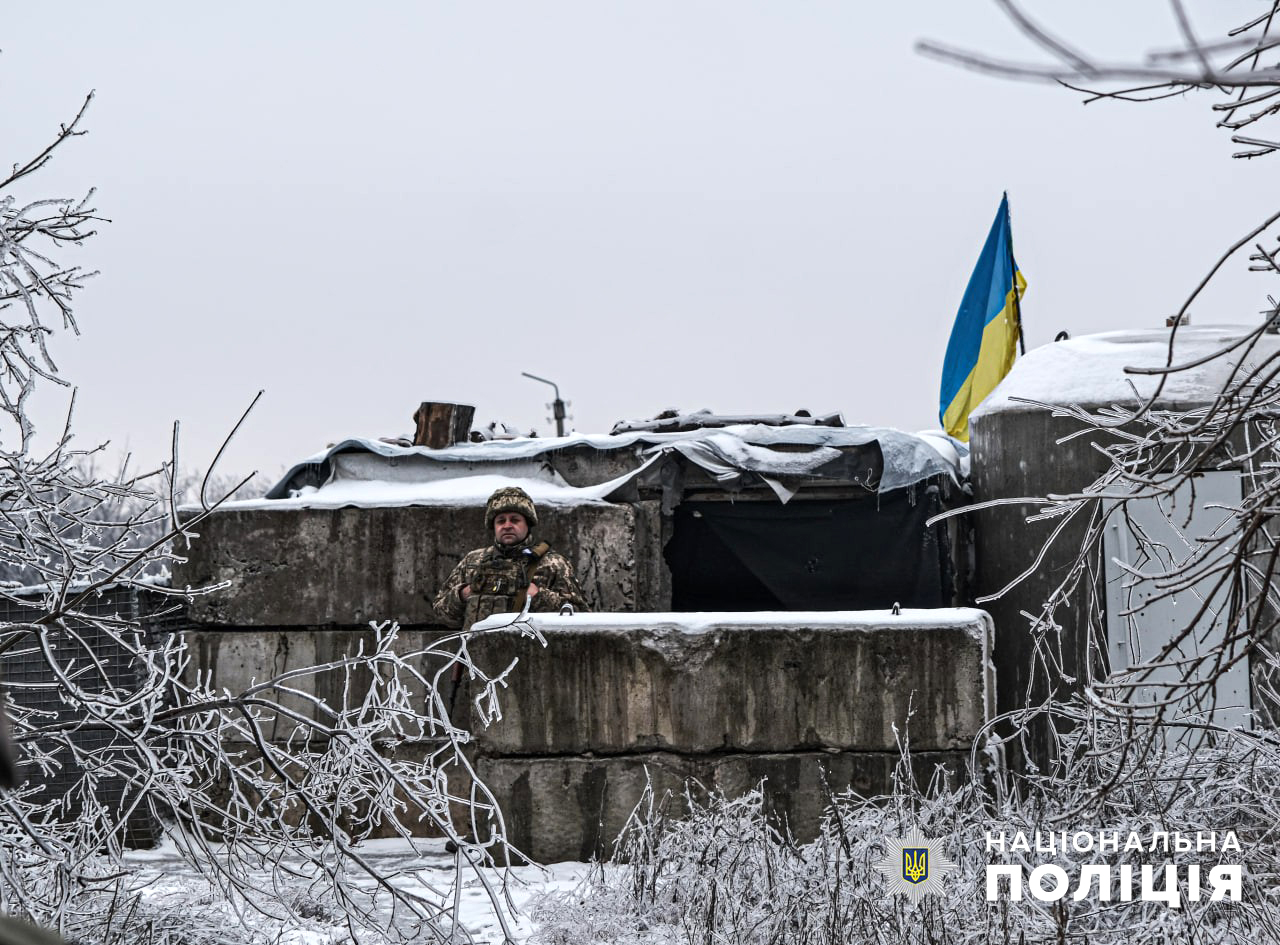
Ukraiński żołnierz w punkcie kontrolnym w Czasiw Jarze, niecały 1 km od linii frontu. Miasto było nieustannie ostrzeliwane; zamieszkiwało je 800 osób z przedwojennych 12 tys.

Rzecznik armii ukraińskiej Ołeksandr Sztupun podał, że w ciągu ostatnich dwóch miesięcy siły rosyjskie posunęły się o 1,5–2 km w pobliżu Awdijiwki, kosztem ok. 20 tys. zabitych i rannych, ok. 200 czołgów i ponad 400 pojazdów opancerzonych. Dzień wcześniej mer Awdijiwki Witalij Barabasz powiedział, że Rosja zmieniła taktykę w sektorze, koncentrując swoje ataki w konkretnych kierunkach, a nie na całej linii. Według ISW wojska rosyjskie zrobiły potwierdzone postępy na północ od Bachmutu i kontynuowały ataki pozycyjne na całej linii frontu.
Sztab Ukrainy podał, że kontynuowano walki w kierunku Melitopola i działania mające na celu rozbudowę przyczółku na lewym brzegu Dniepru, gdzie odparto 30 ataków. Armia rosyjska atakowała w kierunkach Kupiańska, Łymanu, Bachmutu, Awdijiwki, Marjinki i Zaporoża, gdzie doszło do 99 starć. W kierunku kupiańskim, łymańskim i bachmuckim Ukraińcy odparli 16 ataków w rejonie Sinkiwki, Petropawliwki i Iwaniwki, 13 ataków w okolicy Biłohoriwki, Terny i Spirnego, oraz siedem ataków w pobliżu Bohdaniwki, Kliszczijiwki i Andrijiwki. W kierunku awdijiwskim i marjińskim Rosjanie nadal próbowali otoczyć Awdijiwkę, jednak Ukraińcy utrzymywali obronę, odpierając 14 ataków w okolicy Nowokałynowego, Nowobachmutiwki i Awdijiwki oraz 22 ataki w pobliżu Siewiernego, Perwomajskiego i Niewelskiego. Odparto także 10 ataków w rejonie Marjinki, Pobiedy i Nowomychailiwki. W kierunku zaporoskim wojska rosyjskie przeprowadziły sześć nieudanych ataków na zachód od Werbowego i na południe od Robotyne. W ciągu 24h Rosja przeprowadziła pięć ataków rakietowych, 68 nalotów i 88 ostrzałów na pozycje ukraińskie i obszary zaludnione (odnotowano ofiary wśród cywilów oraz zniszczoną infrastrukturę). Ukraińskie lotnictwo dokonało 16 nalotów na miejsca koncentracji i jednego na przeciwlotniczy kompleks rakietowy, z kolei artyleria zniszczyła pięć obszarów koncentracji, skład amunicji i sześć jednostek artylerii.
W godzinach nocnych Rosjanie zaatakowali Ukrainę za pomocą dronów Shahed 136/131, wystrzelonych z Krymu. Obrona przeciwlotnicza zniszczyła 18 z 19 dronów w obwodzie kirowohradzkim, chmielnickim, kijowskim, czernihowskim, winnickim, dniepropetrowskim, odeskim i chersońskim. Armia rosyjska uderzyła w Charków dwoma rakietami S-300, uszkadzając zajezdnię transportową w rejonie saltiwskim. Według funkcjonariuszy organów ścigania na miejscu uderzenia znajdowały się kratery o wymiarach 9×3,5 m. W pobliżu Dniepru zestrzelono rakietę Ch-59. Gubernator Serhij Łysak powiedział, że Rosja przeprowadziła ataki artyleryjskie i dronów na Nikopol, raniąc co najmniej dwóch cywilów. Podczas nocnego ostrzału Rosjanie całkowicie zniszczyli magazyn z pomocą humanitarną chersońskiego oddziału Ukraińskiego Czerwonego Krzyża i organizacji pozarządowej Szczedryk. Organizacja Narodów Zjednoczonych potępiła atak na organizację.
Minister Przemysłu Strategicznego Ukrainy Ołeksandr Kamyszyn, zapowiedział plany na 2024 rok dotyczące zwiększenia produkcji dronów. Ukraina planuje w szczególności wyprodukować 1 milion dronów FPV, ponad 10 tys. dronów uderzeniowych średniego zasięgu i ponad 1 tys. dronów o zasięgu 1000 km. Rząd Zjednoczonych Emiratów Arabskich przekazał Ukrainie 50 ambulansów w celu wsparcia infrastruktury medycznej kraju. Przekazanie pierwszych 14 samochodów odbyło się przy wsparciu Ambasady Ukrainy w Zjednoczonych Emiratach Arabskich. Federalny rząd Szwajcarii ogłosił nadzwyczajny pakiet zimowy dla Ukrainy o wartości prawie 30 milionów dolarów; prawie dwukrotnie większa kwota pomocy udzielonej w 2022 roku.
Ukraińskie media podały, że ukraińska grupa hakerska „Blackjack” przy wsparciu SBU przeprowadziła cyberatak na rosyjskie przedsiębiorstwo wodociągowe Rosvodokanal, uzyskując dostęp do 1,5 TB danych i usuwając kolejne 6 TB.

### 21 grudnia
Według ISW bez zachodniego wsparcia dla Ukrainy Putin osiągnie swoje maksymalistyczne cele. Zadaniem, które stawia przed sobą Kreml, jest podporządkowanie lub nawet zniszczenie państwa ukraińskiego. Chociaż Rosji do tej pory nie udało się zrealizować maksymalistycznych zapowiedzi, to taka groźba wciąż istnieje, a impas wojny pozycyjnej może być przełamany na korzyść Rosji. Tymczasem wojska rosyjskie poczyniły potwierdzone postępy w pobliżu Kreminnej, Bachmutu i Awdijiwki oraz kontynuowały walki pozycyjne na całej linii frontu.
Sztab Ukrainy podał, że kontynuowano walki w kierunku Melitopola i działania mające na celu rozbudowę przyczółku na lewym brzegu Dniepru, gdzie odparto 12 ataków. FR atakowała w kierunkach Kupiańska, Łymanu, Bachmutu, Awdijiwki, Marjinki i Zaporoża, gdzie doszło do 95 starć. W kierunku kupiańskim, łymańskim i bachmuckim Ukraińcy odparli 19 ataków w rejonie Sinkiwki i Stelmachiwki, cztery ataki w okolicy Terny, oraz siedem ataków w pobliżu Bohdaniwki, Kliszczijiwki i Andrijiwki. W kierunku awdijiwskim i marjińskim Rosjanie nadal próbowali otoczyć Awdijiwkę, jednak Ukraińcy utrzymywali obronę, odpierając 22 ataki w okolicy Nowokałynowego, Nowobachmutiwki i Awdijiwki oraz 13 ataków w pobliżu Perwomajskiego. Odparto także 15 ataków w rejonie Marjinki i Nowomychailiwki. W kierunku zaporoskim wojska rosyjskie przeprowadziły siedem nieudanych ataków na zachód od Werbowego i na południe od Robotyne. W ciągu doby Rosja przeprowadziła jeden atak rakietowy, 61 nalotów i 71 ostrzałów na pozycje ukraińskie i obszary zaludnione (odnotowano ofiary wśród cywilów oraz zniszczoną infrastrukturę). Ukraińskie lotnictwo dokonało 16 nalotów na miejsca koncentracji i jednego na przeciwlotniczy kompleks rakietowy, z kolei artyleria zniszczyła 9 obszarów koncentracji, trzy składy amunicji i artylerię.
Ukraińskie Siły Powietrzne podały, że w nocy z 20 na 21 grudnia Rosja przeprowadziła atak dronów na Ukrainę. Obrona przeciwlotnicza zestrzeliła 34 z 35 dronów Shahed 136/131 wystrzelonych z trzech kierunków: Krymu, Primorsko-Achtarska i Kurska. Drony atakowały falami w różnym czasie, od 20:00 do 3:30. Odnotowano zniszczenia spowodowane spadającymi szczątkami. Szef MSW Ihor Kłymenko poinformował, że w wyniku rosyjskich nalotów (podczas których użyto czterech bomb lotniczych) na dwie kopalnie w Torećku trzy osoby zginęły, a pięć zostało rannych. „Budynki administracyjne i urządzenia zostały uszkodzone”. Gubernator Serhij Łysak stwierdził, że dwie osoby zginęły i jedna została ranna w wyniku rosyjskiego ostrzału w Nikopolu. Do ataków użyto ciężkiej artylerii. Podczas ataku uszkodzono kilka domów i innych budynków cywilnych.
W rozmowie z niemieckimi mediami minister obrony Rustem Umierow powiedział, że Ukraina będzie rekrutować Ukraińców, którzy wyemigrowali za granicę oraz może nałożyć kary na tych, którzy nie stawili się w biurach rekrutacyjnych. Później rzecznik prasowy Ministerstwa Obrony Illarion Pawliuk stwierdził, że komentarze Umerowa zostały wyrwane z kontekstu. Według niego Umerow mówił ogólnie o tym, jak komunikować Ukraińcom, w tym mieszkającym za granicą, o znaczeniu przystąpienia do armii. Rzecznik Sił Powietrznych Ukrainy podał, że od czasu inwazji Rosji na Ukrainę w lutym 2022 roku siły rosyjskie użyły łącznie 7400 rakiet (w tym S-300, S-400, Ch-22 i Iskander-M) i 3700 dronów Shahed 136/131 przeciwko Ukrainie. Spośród nich ukraińska obrona przeciwlotnicza była w stanie zestrzelić 1600 rakiet i 2900 dronów.
Finlandia zapowiedziała pakiet pomocy wojskowej dla Ukrainy o wartości 106 milionów euro. Polski rząd przekazał Ukrainie 5 tys. terminali Starlink w ramach pomocy humanitarnej. Minister Transformacji Cyfrowej Ukrainy Mychajło Fiodorow powiedział, że część terminali zostanie wysłana w celu zapewnienia nieprzerwanej komunikacji na terenach pierwszej linii frontu, natomiast reszta do obiektów infrastruktury krytycznej. Przewodnicząca Komisji Europejskiej Ursula von der Leyen ogłosiła, że UE przekazała Ukrainie ostatnią transzę pomocy finansowej w wysokości 1,6 mld dolarów na rok 2023, aby pomóc Ukrainie w opłaceniu podstawowych usług publicznych, utrzymaniu stabilności gospodarczej i odbudowie gospodarki zniszczonej przez rosyjskie ataki. Niemieckie MSZ ogłosiło, że przekaże Ukrainie dodatkowe 94 miliony dolarów pomocy, aby pomóc Ukrainie przetrwać zimę i bronić się przed rosyjskimi atakami na infrastrukturę krytyczną.
Wiceminister spraw zagranicznych Rosji Siergiej Riabkow ostrzegł, że Rosja może zerwać stosunki dyplomatyczne ze Stanami Zjednoczonymi. Ponadto administracja amerykańska, wobec coraz poważniejszych trudności z finansowaniem wysiłku wojennego Ukrainy, sprawdzała możliwość wykorzystania przejętych rosyjskich aktywów do finansowania sił ukraińskich. Wartość rosyjskich funduszy przejętych przez kraje zachodnie szacowano na ok. 300 miliardów dolarów.
Premier Węgier Viktor Orbán powiedział na dorocznej konferencji prasowej w Budapeszcie, że „inwazja Rosji na Ukrainę” nie jest wojną, lecz zamiast tego użył rosyjskiego określenia „akcja militarna”, wskazując, że między obydwoma krajami nie wypowiedziano wojny; dopiero gdy Rosja to zrobi, będzie można mówić o wojnie.

### 22 grudnia

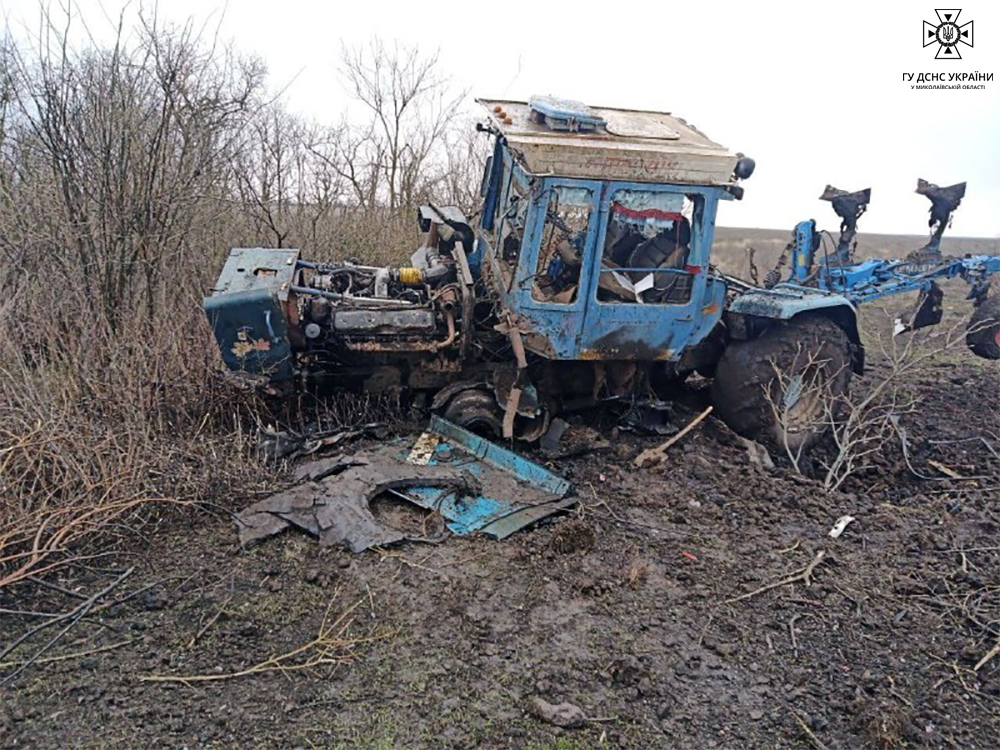
Ciągnik eksplodował na nieznanym materiale wybuchowym w pobliżu Nowopietriwki (obwód mikołajowski). Kierowca został ranny.

W opinii ISW siły rosyjskie poczyniły potwierdzone postępy na północny wschód i południowy zachód od Bachmutu oraz na południowy zachód od Awdijiwki, i kontynuowały walki pozycyjne na całej linii frontu. Urzędnik ukraińskiego wywiadu poinformował, że Rosjanie zintensyfikowali wysiłki w zakresie generowania sił do walki w celu utrzymania trwającej operacji ofensywnej na froncie, mimo dużych strat w sile żywej.
Ukraiński SG podał, że kontynuowano walki w kierunku Melitopola i działania mające na celu rozbudowę przyczółku na lewym brzegu Dniepru, gdzie odparto 17 ataków. Rosja atakowała w kierunkach Kupiańska, Bachmutu, Awdijiwki, Marjinki, Szachtarska i Zaporoża, gdzie doszło do 75 starć. W kierunku kupiańskim i bachmuckim Ukraińcy odparli 16 ataków w rejonie Sinkiwki oraz siedem ataków w pobliżu Bohdaniwki, Iwaniwskiego, Kliszczijiwki i Andrijiwki. W kierunku awdijiwskim i marjińskim Rosjanie nadal próbowali otoczyć Awdijiwkę, jednak Ukraińcy utrzymywali obronę, odpierając 22 ataki w okolicy Nowobachmutiwki, Stepowego i Awdijiwki oraz 17 ataków w pobliżu Perwomajskiego i Newelskiego. Odparto także cztery ataki w rejonie Marjinki i Pobiedy. W kierunku szachtarskim i zaporoskim wojska rosyjskie przeprowadziły nieudane ataki na zachód od Staromajorskiego, na zachód od Werbowego i Robotyne. W ciągu 24h FR przeprowadziła jeden atak rakietowy, 40 nalotów i 57 ostrzałów na pozycje ukraińskie i obszary zaludnione (odnotowano ofiary wśród cywilów oraz zniszczoną infrastrukturę). Ukraińskie lotnictwo dokonało 12 nalotów na miejsca koncentracji, z kolei artyleria zniszczyła pięć obszarów koncentracji, dwa składy amunicji i dwa punkty kontrolne.
Rosja przeprowadziła kolejny atak dronów na Ukrainę. Według Sił Powietrznych Ukrainy wystrzelono 28 dronów (z Krymu, Primorsko-Achatarska i Kurska), z których 24 zostały zniszczone nad kilkoma obwodami, w tym żytomierskim, chmielnickim i rówieńskim. Władze lokalne podały, że szczątki drona uderzyły w budynek mieszkalny w Kijowie, raniąc co najmniej dwie osoby. Uszkodzeniu uległ 26-piętrowy budynek i 2-piętrowy dom prywatny. Doniecka Prokuratura Okręgowa poinformowała, że w wyniku rosyjskiego nalotu w obwodzie donieckim zginęła jedna osoba, a sześć zostało rannych. W obwodzie mikołajowskim dron uderzył w obiekt infrastruktury. W obwodzie odeskim Rosjanie bezskutecznie próbowali zaatakować infrastrukturę w pobliżu portu. Szczątki drona spadły na spichlerz, w którym doszło do pożaru. Ukraińskie Dowództwo Południe poinformowało, że obrona przeciwlotnicza zestrzeliła siedem dronów. Główna elektrownia cieplna DTEK produkująca energię elektryczną doznała znacznych uszkodzeń w wyniku rosyjskiego ataku powietrznego.
Dowódca Sił Powietrznych Mykoła Oleszczuk podał, że siły ukraińskie zestrzeliły trzy rosyjskie samoloty myśliwsko-bombowe Su-34 nad obwodem chersońskim. Według rosyjskich kanałów na Telegramie, samoloty zostały zniszczone za pomocą systemu Patriot dostarczonego przez Niemcy. Ministerstwo Obrony Rosji poinformowało, że obrona przeciwlotnicza zestrzeliła ukraińskiego drona niedaleko Podolska w obwodzie moskiewskim. Mer Moskwy Sergiej Sobianin stwierdził, że „na miejscu katastrofy nie było żadnych uszkodzeń ani ofiar”. Później MON Rosji podało, że zestrzelono trzy drony nad obwodem kałuskim i cztery drony nad obwodem briańskim.
Według OSW w dniach 19–22 grudnia na całym froncie trwały walki pozycyjne, które nie zmieniły większy sposób położenia obu armii. Najcięższe walki miały miejsce w rejonie Bachmutu, Awdijiwki i Marjinki. Na południe od Marjinki – w Nowomychajliwce i jej okolicy – Rosjanie próbowali zająć pozycje ukraińskie, tworzące klin wbijający się w ich ugrupowanie na głębokość ok. 4 km.
Brytyjskie MON podało, że siły rosyjskie i ukraińskie w ostatnich tygodniach zaczęły zmagać się z wyjątkowo dotkliwą plagą szczurów i myszy na niektórych odcinkach frontu. Tegoroczna łagodna jesień, wraz z dużą ilością pożywienia z pól pozostawionych odłogiem z powodu walk, prawdopodobnie przyczyniła się do wzrostu liczebności gryzoni. Pogoda stała się chłodniejsza, dlatego zwierzęta szukały schronienia w pojazdach wojskowych i na pozycjach obronnych.
Premier Mark Rutte ogłosił, że Holandia dostarczy na Ukrainę 18 myśliwców F-16. Z kolei Niemcy przekazały pakiet pomocy wojskowej obejmujący m.in. amunicję do czołgów Leopard, trzy systemy przeciwlotnicze Gepard i dwa czołgi do usuwania min Wisent. Japonia zgodziła się przekazać Stanom Zjednoczonym rakiety dla systemów Patriot. Jednakże rakiety mogły być wysłane wyłącznie do USA, a wysłanie ich do państwa trzeciego wymagało zgody Japonii. Wobec tego wyprodukowane w Japonii rakiety Patriot mogłyby uzupełnić zapasy amerykańskie, podczas gdy Waszyngton przekazałby amerykańskie rakiety na Ukrainę.
Dziennik The Wall Street Journal, powołując się na zachodnie agencje wywiadowcze i byłych oficerów wywiadu rosyjskiego, podał, że zabójstwo właściciela Grupy Wagnera Jewgienija Prigożyna zostało zorganizowane przez Sekretarza Rady Bezpieczeństwa Rosji Nikołaja Patruszewa, przy braku sprzeciwu ze strony prezydenta Władimira Putina. Przedstawiciel wywiadu ukraińskiego Wadym Skibicki podał, że Rosjanie werbowali dziennie 1000–1200 osób, w wyniku czego nie planowali ogłaszać powszechnej mobilizacji przed wyborami prezydenckimi w 2024 roku.
Sekretarz generalny NATO Jens Stoltenberg stwierdził, że Rosja nie jest już w stanie osiągnąć swoich celów w wojnie z Ukrainą, mimo ogromnego wysiłku wojennego. Głównym celem rosyjskiej napaści było powstrzymanie Ukrainy przed integracją z NATO i Unią Europejską, jednak po prawie dwóch latach wojny, Ukraina jest bliżej tych organizacji niż kiedykolwiek.

### 23 grudnia
Sztab Ukrainy podał, że kontynuowano działania mające na celu rozbudowę przyczółku na lewym brzegu Dniepru, gdzie odparto 17 ataków. Armia rosyjska atakowała w kierunkach Kupiańska, Bachmutu, Awdijiwki, Marjinki i Zaporoża, gdzie doszło do 81 starć. W kierunku kupiańskim i bachmuckim Ukraińcy odparli 17 ataków w rejonie Sinkiwki oraz 11 ataków w pobliżu Bohdaniwki, Iwaniwskiego, Kliszczijiwki i Andrijiwki. W kierunku awdijiwskim i marjińskim Rosjanie nadal próbowali otoczyć Awdijiwkę, jednak Ukraińcy utrzymywali obronę, odpierając 25 ataki w okolicy Nowobachmutiwki, Stepowego i Awdijiwki oraz 15 ataków w pobliżu Siewiernego, Perwomajskiego i Newelskiego. Odparto także cztery ataki w rejonie Marjinki i Nowomychajliwki. W kierunku zaporoskim wojska rosyjskie przeprowadziły nieudane ataki w rejonie Robotyne i na północny zachód od Werbowego. W ciągu dnia Rosja przeprowadziła 11 ataków rakietowych, 34 naloty i 62 ostrzały na pozycje ukraińskie i obszary zaludnione (odnotowano ofiary wśród cywilów oraz zniszczoną infrastrukturę). Ukraińskie lotnictwo dokonało 18 nalotów na miejsca koncentracji i pięciu na przeciwlotnicze kompleksy rakietowe, natomiast artyleria zniszczyła sześć obszarów koncentracji, stację radiolokacyjną, dwie jednostki artylerii, trzy składy amunicji i punkt dowodzenia.
Rzecznik Sił Powietrznych Ukrainy Jurij Ihnat powiedział, że Rosja wystrzeliła rakiety balistyczne z okupowanego Krymu, aby zaatakować Kropywnyckie w obwodzie kirowohradzkim, jednak „pociski nie osiągnęły celów”. Gubernator Serhij Łysak podał, że w pobliżu Dniepru zestrzelono rosyjską rakietę. Eksplozje odnotowano w Dnieprze, Krzywym Rogu i Kropywnickim. Ukraińskie lotnictwo podało, że „od 18:00 wieczorem 22 grudnia do północy 23 grudnia 2023 rosyjscy najeźdźcy zaatakowali dronami typu Shahed” z Bałaklawy i Primorsko-Achtarska. Obrona przeciwlotnicza zestrzeliła wszystkie dziewięć dronów w obwodach odeskim i chmielnickim. Gubernator Ołeksandr Prokudin podał, że ok. 16:40 w ataku rosyjskiego drona na wieś Stanisław, położoną na południowy zachód od Chersonia, zginął 69-letni mężczyzna. Ok. 18:00 Rosjanie zaatakowali Chersoń, uderzając w sieć gazową miasta; siedem osób zostało rannych. Rosja uderzyła w elektrownię cieplną DTEK na południu, w wyniku czego pięciu pracowników branży energetycznej zostało rannych. Prokuratura Generalna podała, że wojska rosyjskie zaatakowały Kurachowe, raniąc co najmniej pięciu cywilów. Gubernator Serhij Łysak stwierdził, że armia rosyjska użyła artylerii i dronów do ataku na Nikopol, raniąc co najmniej jednego cywila.
Według ISW The New York Times donosił, że prezydent Władimir Putin wykorzystuje kanały dyplomatyczne oraz pośredników aby zasygnalizować swoje zainteresowanie zawieszeniem broni, pomimo swoich niedawnych publicznych oświadczeń, które były temu przeciwne. Prawdopodobnie był to ruch mający na celu raczej opóźnienie i zniechęcenie do dalszej zachodniej pomocy wojskowej dla Ukrainy, niż poważne zainteresowanie zakończeniem wojny inaczej niż pełnym zwycięstwem Rosji. Tymczasem wojska rosyjskie poczyniły potwierdzone postępy w pobliżu Kupiańska i Kreminnej, na północny wschód od Bachmutu, na południowy zachód od Doniecka oraz we wschodnim obwodzie chersońskim i kontynuowały walki pozycyjne wzdłuż całej linii frontu. ISW, powołując się na oświadczenia rosyjskiej 810 Brygady Piechoty Morskiej, ocenił, że siły rosyjskie zaczęły używać broni chemicznej przeciwko siłom ukraińskim w Krynkach, 30 km od Chersonia. Brygada na Telegramie opisała swoją „radykalną zmianę taktyki” oraz opublikowała nagranie, na którym rzekomo zrzucała granaty K-51 (wypełnione gazem CS) z dronów na pozycje ukraińskie.
Minister obrony Rustem Umierow powiedział, że Ministerstwo Obrony rozważa wysyłanie przez internet wezwań wojskowych do Ukraińców w kraju i za granicą w celu rekrutacji większej liczby osób do armii. Dziennik The Washington Post donosił o coraz trudniejszej sytuacji Ukraińców, m.in. w oddziałach artyleryjskich, które wystrzeliwały dobowo znacznie mniej pocisków niż kilka miesięcy wcześniej. Jeden z żołnierzy 128 Górskiej Brygady Szturmowej stwierdził: „Nasi strzelcy mają ograniczony limit strzałów do każdego celu”. Według doniesień ukraiński artylerzysta miał wówczas do dyspozycji 10–20 pocisków dziennie, w porównaniu do 50 (90 na niektórych odcinkach frontu) kilka miesięcy temu.
Burmistrz Londynu Sadiq Khan zgodził się wysyłać na Ukrainę złomowane samochody, w szczególności pojazdy, które nie spełniały nowych brytyjskich standardów wydajności, w odpowiedzi na prośbę burmistrza Kijowa Witalija Klyczki o wysłanie ciężkich pojazdów 4x4 i ciężarówek potrzebnych na pierwszej linii frontu.

### 24 grudnia

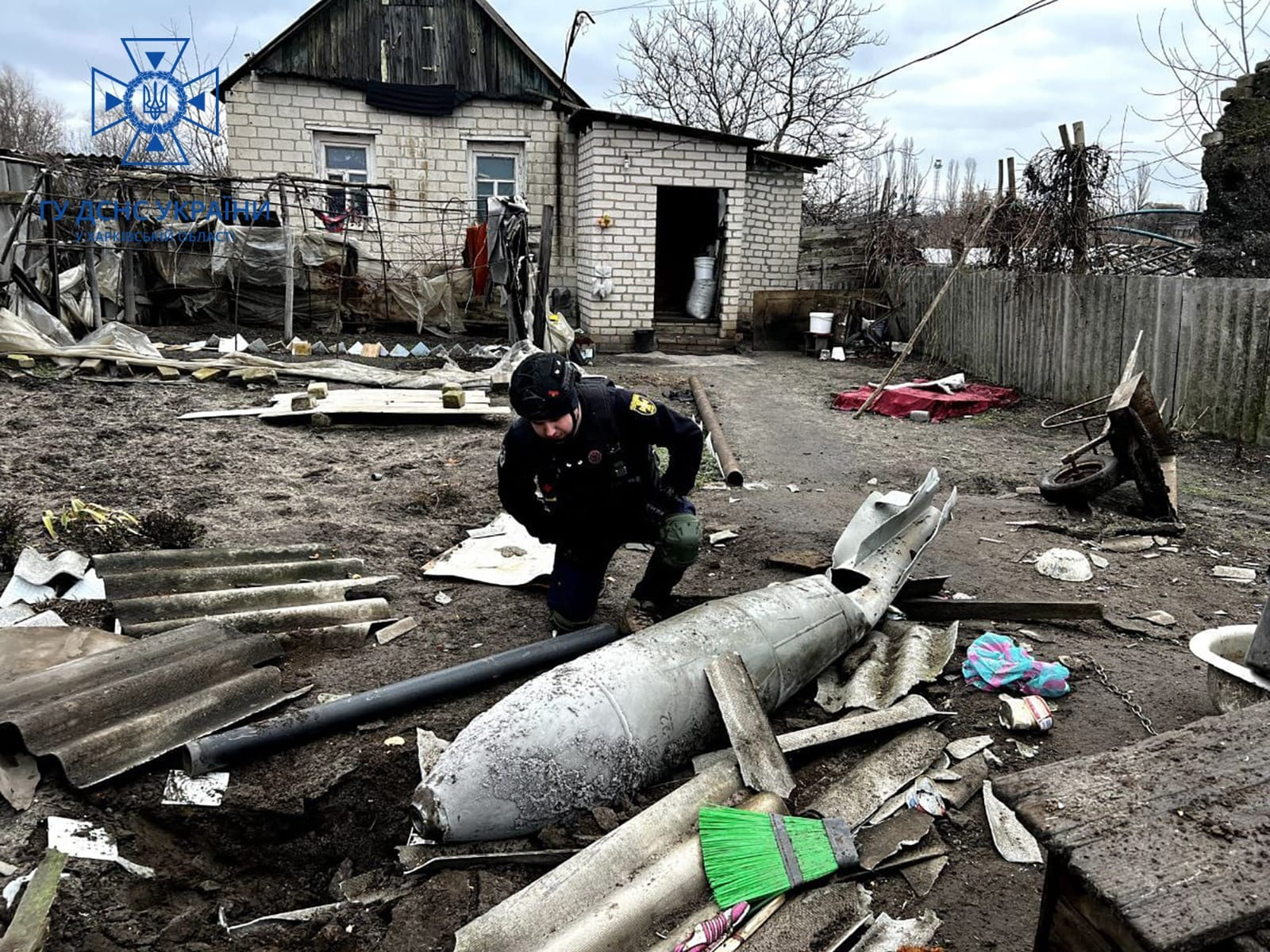
Państwowa Służba Ratunkowa Ukrainy usuwa niewybuch bomby FAB-500, która spadła na podwórko prywatnego domu w rejonie kupiańskim.

Według ISW przedstawiciel Unii Europejskiej do spraw zagranicznych Josep Borrell oświadczył, że prezydent Władimir Putin nie jest zainteresowany ograniczonym zwycięstwem terytorialnym na Ukrainie i będzie kontynuował wojnę „aż do ostatecznego zwycięstwa”. Tymczasem wojska rosyjskie poczyniły potwierdzone postępy w pobliżu Kreminnej i Awdijiwki oraz kontynuowały walki pozycyjne wzdłuż całej linii frontu. Władze obwodu sumskiego oświadczyły, że ze względu na bliskość granicy z Rosją i powtarzające się ostrzały, konieczna była ewakuacja wszystkich mieszkańców 19 wsi w północnym obwodzie, w promieniu 5 km od granicy ukraińsko-rosyjskiej.
SG Ukrainy poinformował, że kontynuowano działania mające na celu rozbudowę przyczółku na lewym brzegu Dniepru, gdzie odparto 23 ataki. Rosja atakowała w kierunkach Kupiańska, Bachmutu, Awdijiwki, Marjinki, Szachtarska i Zaporoża, gdzie doszło do 66 starć. W kierunku kupiańskim i bachmuckim Ukraińcy odparli 21 ataków w rejonie Sinkiwki i Stelmachiwiki oraz pięć ataków w pobliżu Bohdaniwki, Kliszczijiwki i Andrijiwki. W kierunku awdijiwskim i marjińskim Rosjanie nadal próbowali otoczyć Awdijiwkę, jednak Ukraińcy utrzymywali obronę, odpierając 14 ataków w okolicy Nowobachmutiwki, Stepowego i Awdijiwki oraz 17 ataków w pobliżu Perwomajskiego i Newelskiego. Odparto także pięć ataków w rejonie Marjinki i Nowomychajliwki. W kierunku szachtarskim i zaporoskim wojska rosyjskie przeprowadziły co najmniej cztery nieudane ataki na południowy zachód od Staromajorśkiego, w rejonie Robotyne i na południe od Hulajpola. W ciągu doby FR przeprowadziła dwa ataki rakietowe, 61 nalotów i 45 ostrzałów na pozycje ukraińskie i obszary zaludnione (odnotowano ofiary wśród cywilów oraz zniszczoną infrastrukturę). Lotnictwo Ukrainy dokonało 12 nalotów na miejsca koncentracji i jednego na przeciwlotniczy kompleks rakietowy, a artyleria zniszczyła dwie jednostki artyleryjskie i punkt kontrolny. Ukraińskie Siły Powietrzne podały, że w pobliżu Mariupola zestrzelono rosyjski myśliwiec bombowy Su-34. Według doniesień kolejny Su-30 został zestrzelony nad Morzem Czarnym.
Siły Powietrzne podały, że w nocy ukraińska obrona przeciwlotnicza zestrzeliła 14 z 15 dronów Shahed 136/131, wystrzelonych przez Rosję z Primorsko-Achtarska. Drony zostały zestrzelone w pięciu obwodach, w tym w mikołajowskim, kirowohradzkim, zaporoskim, dniepropetrowskim i chmielnickim. Według gubernatora Ołeksandra Prokudina w rosyjskich atakach na południowy obwód chersoński zginęły co najmniej cztery osoby, a dziewięć zostało rannych. Ponadto zostały częściowo odcięte dostawy gazu i wody. W ciągu ostatniej doby region został zaatakowany 88 razy, a celem były placówki medyczne, obszary mieszkalne i instytucje edukacyjne. Z kolei prorosyjski mer Gorłówki Iwan Prichodko oświadczył, że w wyniku ukraińskiego ostrzału w mieście zginęła jedna osoba, a sześć innych zostało rannych; zniszczeniu uległy centrum handlowe i kilka innych budynków. Prokuratura Generalna Ukrainy stwierdziła, że armia rosyjska użyła bomb kierowanych do ataku na dwie wsie na linii frontu w obwodzie donieckim, raniąc co najmniej trzech cywilów. Gubernator Ołeh Synihubow powiedział, że wojska rosyjskie przeprowadziły wczesnym rankiem atak na wsie w pobliżu Kupiańska, raniąc co najmniej dwóch cywilów.
Minister obrony Rustem Umierow powiedział, że w ciągu „najbliższych dni” do rozpatrzenia w ukraińskim parlamencie zostanie przedstawiony projekt ustawy o mobilizacji i poborze, który zmieni metody mobilizacji na Ukrainie tak, aby społeczeństwo nie postrzegało poboru do wojska jako „kary”. Umierow stwierdził: „Przygotowujemy plan mobilizacji, który powinien być zrozumiały dla społeczeństwa. Rozmawiamy o tym z wojskiem, Gabinetem Ministrów i Radą Najwyższą”; plan zakłada „wstąpienie do wojska w celu służby krajowi, przygotowanie poborowych, rotację i zakończenie służby wojskowej”.
Po tym, jak Ukraina przyjęła ustawę o porzuceniu tradycji obchodzenia Bożego Narodzenia w dniu 7 stycznia wraz z Rosyjską Cerkwią Prawosławną, zmieniono ją na świętowanie Bożego Narodzenia 25 grudnia. 24 grudnia Prezydent Zełenski po raz pierwszy wydał oświadczenie wigilijne. W swoim przemówieniu w Boże Narodzenie powiedział, że wszyscy Ukraińcy obchodzą ten dzień wspólnie, jako jedna wielka rodzina, jeden naród i jeden zjednoczony kraj.

### 25 grudnia
Minister obrony Rosji Siergiej Szojgu poinformował prezydenta Władimira Putina o zajęciu Marjinki (5 km na południowy zachód od Doniecka) przez wojska rosyjskie. Według Szojgu zdobycie miejscowości znacznie odepchnęło ukraińską artylerię i zapewniło dodatkowe możliwości postępu sił rosyjskich. Putin zauważył, że doszło do wejścia na teren umocnień, które armia ukraińska budowała od 2014 roku. Rzecznik Zgrupowania Tauryda Ołeksandr Sztupun stwierdził, że doniesienia o zajęciu przez Rosjan Marjinki są „nieprawdziwe”, dodając, że walki o kontrolę nad tym obszarem nadal trwały; „Obecnie nasi żołnierze znajdują się w granicach administracyjnych Marjinki”. Później naczelny dowódca SZ Ukrainy Wałerij Załużny potwierdził, że siły ukraińskie wycofały się na obrzeża miasta, twierdząc, że „w niektórych miejscach okopali się na obrzeżach Marjinki, a w innych nieco dalej... Należy rozumieć, że lepiej jest ludzi zachować, a potem odzyskać”. Dodał także, że miasto zostało doszczętnie zniszczone: „Marjinki już nie ma”.
Sztab Ukrainy oświadczył, że kontynuowano działania mające na celu rozbudowę przyczółku na lewym brzegu Dniepru, gdzie odparto 12 ataków. FR atakowała w kierunkach Kupiańska, Łymanu, Bachmutu, Awdijiwki, Marjinki, Szachtarska i Zaporoża, gdzie doszło do 98 starć. W kierunku kupiańskim i bachmuckim Ukraińcy odparli sześć ataków w rejonie Sinkiwki, 29 ataków w okolicy Lasu Serebriańskiego, oraz cztery ataki w pobliżu Bohdaniwki. W kierunku awdijiwskim i marjińskim Rosjanie nadal próbowali otoczyć Awdijiwkę, jednak Ukraińcy utrzymywali obronę, odpierając 27 ataków w okolicy Nowobachmutiwki, Stepowego i Awdijiwki oraz 13 ataków w pobliżu Perwomajskiego i Newelskiego. Odparto także sześć ataków w rejonie Nowomychajliwki. W kierunku szachtarskim i zaporoskim wojska rosyjskie przeprowadziły co najmniej 10 nieudanych ataków w rejonie Staromajorśkiego i Robotyne oraz na zachód od Werbowogo. W ciągu doby Rosja przeprowadziła jeden atak rakietowy, 42 naloty i 56 ostrzałów na pozycje ukraińskie i obszary zaludnione (odnotowano ofiary wśród cywilów oraz zniszczoną infrastrukturę). Lotnictwo Ukrainy dokonało czterech nalotów na miejsca koncentracji, z kolei artyleria uderzyła w cztery obszary koncentracji, dwa składy amunicji i trzy kompleksy rakiet przeciwlotniczych.
Ukraińskie Siły Powietrzne podały, że w godzinach nocnych zniszczono 28 z 31 dronów Shahed 136/131 (wystrzelonych z Krymu) nad sześcioma obwodami (odeskim, chersońskim, mikołajowskim, donieckim, kirowohradzkim i chmielnickim) oraz dwie rakiety, Ch-59 i Ch-31P, zestrzelono odpowiednio nad obwodem zaporoskim i Morzem Czarnym. Gubernator Ołeh Kiper poinformował, że obrona przeciwlotnicza zestrzeliła 17 dronów, a szczątki uszkodziły infrastrukturę portową Odessy oraz opuszczony budynek administracyjny i magazyny w rejonie rozdzielniańskim. Atak uderzył także w magazyny w rejonie berysławskim, powodując pożar. Władze regionalne podały, że w rosyjskich atakach na obwody chersoński i doniecki w ciągu 24h zginęła jedna osoba, a pięć zostało rannych. Gubernator Oleksandr Prokudin poinformował, że Rosjanie przeprowadzili 71 ataków na obwód chersoński, używając moździerzy, artylerii, wyrzutni Grad, systemów przeciwlotniczych, czołgów, dronów i lotnictwa. Uszkodzona została fabryka w Chersoniu. W wyniku rosyjskiego ostrzału Czornobajiwki uszkodzonych zostało 26 domów, sala gimnastyczna, obiekty oświatowe i medyczne, obiekt rolniczy, infrastruktura drogowa i pojazdy. Szef zespołu reagowania kryzysowego Ukraińskiego Czerwonego Krzyża Mykoła Taranenko powiedział, że wojska rosyjskie w ciągu pięciu dni zaatakowały trzy ośrodki pomocy humanitarnej w Chersoniu.
Późnym wieczorem na stronie parlamentu Ukrainy opublikowano projekt ustawy o mobilizacji, przewidujący obniżenie dolnej granicy wieku osób podlegających temu obowiązkowi z 27 do 25 lat. Według agencji Reuters projekt wymienia kategorie obywateli, którzy podlegać będą obowiązkowi mobilizacyjnemu na potrzeby armii i precyzuje, że „dotyczyć on będzie osób, które osiągnęły wiek 25 lat”.
Ukraina otrzymała wsparcie finansowe w wysokości 1,34 mld dolarów w ramach projektu Banku Światowego, które przeznaczono na utrzymanie ukraińskiej finansowej i gospodarczej stabilności oraz pozwoliło na pokrycie głównych wydatków socjalnych podczas wojny, w tym wypłat emerytur czy wynagrodzeń dla pracowników służb ratunkowych.

### 26 grudnia

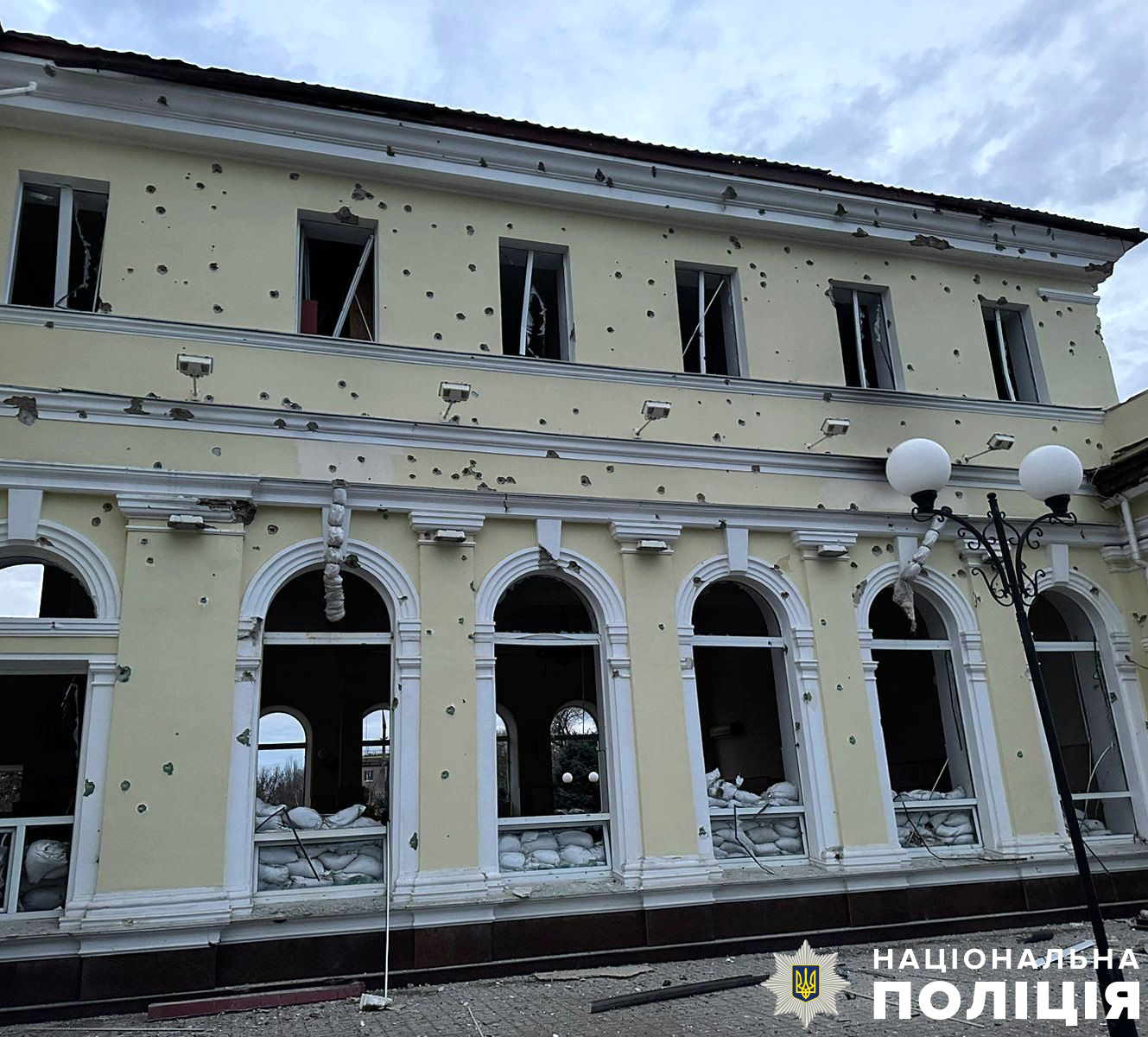
Dworzec kolejowy w Chersoniu po rosyjskim ataku. Zginął policjant, a cztery osoby zostały ranne.

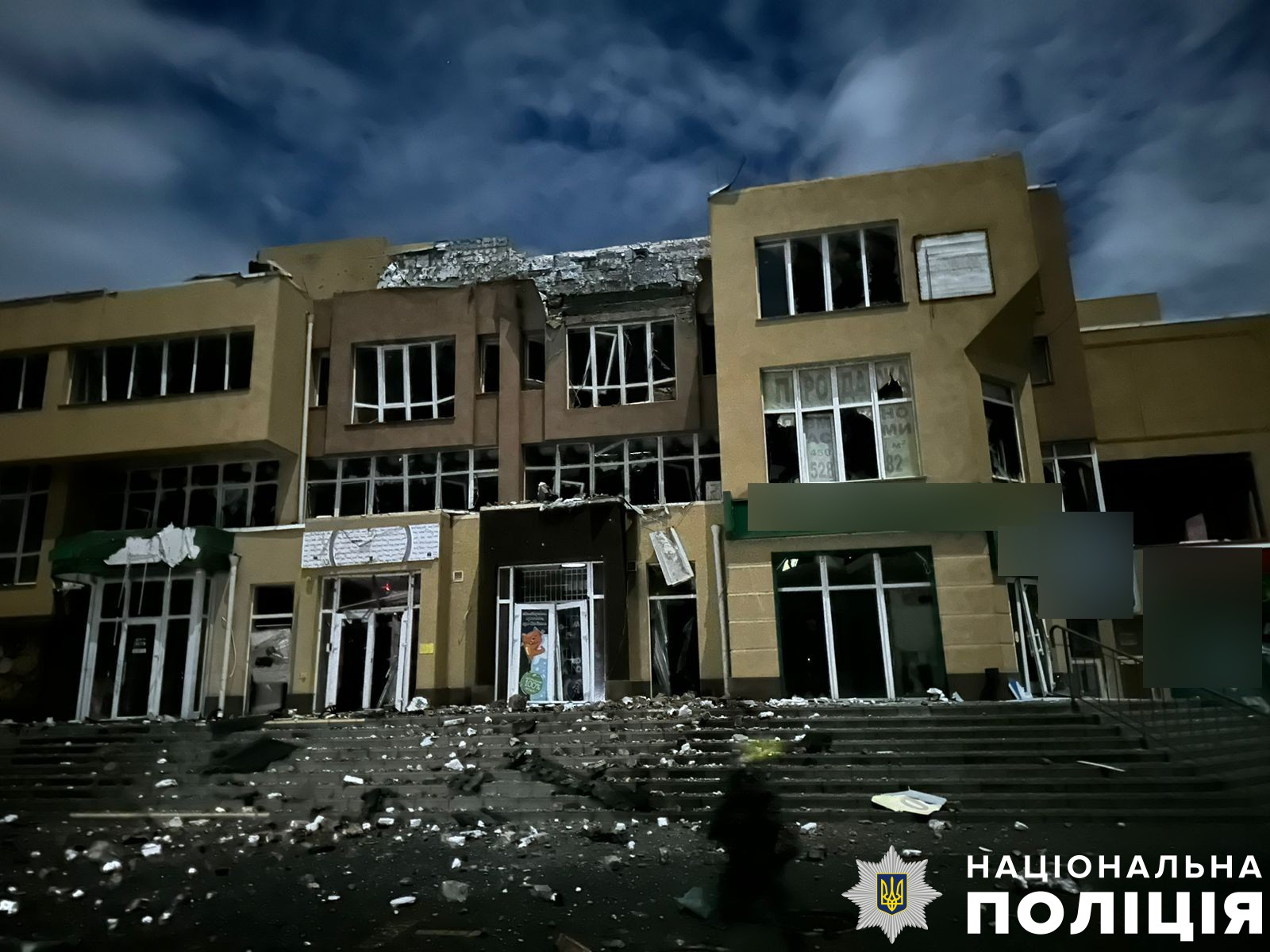
Centrum Handlowe „Howardivsky” w Chersoniu po wieczornym rosyjskim ataku. Według policji w budynek uderzyły 3 drony.

W opinii ISW wojska rosyjskie prawdopodobnie zajęły Marjinkę, jednak według analityków był to ograniczony postęp taktyczny, „nie zapowiadający żadnych znaczących operacyjnie postępów, chyba że siły rosyjskie radykalnie zwiększą swą zdolność do prowadzenia szybkich ataków zmechanizowanych; nie ma jednak żadnych oznak, aby tak się stało”. Zdaniem ekspertów „niewielka i zupełnie zniszczona miejscowość nie zapewnia siłom rosyjskim pewnego przyczółku operacyjnego, z którego mogłyby prowadzić dalsze ofensywy”. Dodano również, że zajęcie Marjinki nie było wynikiem szybkiego ataku z użyciem sił zmechanizowanych, lecz było rezultatem niewielkich postępów, prowadzonych przez kilka miesięcy i wyniszczających oddziały rosyjskie. Tymczasem wojska rosyjskie poczyniły potwierdzone postępy w pobliżu Kupiańska, Awdijiwki, Marjinki i Robotyne oraz kontynuowały walki pozycyjne na całej linii frontu. Według doniesień Rosjanie zmniejszyli tempo działań we wschodnim obwodzie chersońskim, prawdopodobnie w związku ze zmniejszeniem aktywności rosyjskiego lotnictwa po niedawnym zestrzeleniu przez Ukraińców kilku rosyjskich samolotów. Ponadto lokalne rosyjskie ataki w dalszym ciągu wywierały presję na siły ukraińskie na wielu odcinkach frontu wschodniego i mogą skutkować stopniowymi postępami taktycznymi Rosji. Generał Wałerij Załużny na konferencji prasowej potwierdził potrzebę wprowadzenia nowej mobilizacji, jednak zaprzeczył jakiemukolwiek podawaniu liczb, które uważał za decyzję polityczną.
Ukraiński SG podał, że kontynuowano działania mające na celu rozbudowę przyczółku na lewym brzegu Dniepru, gdzie odparto 14 ataków. Armia rosyjska atakowała w kierunkach Kupiańska, Łymanu, Bachmutu, Awdijiwki, Marjinki i Zaporoża, gdzie doszło do 80 starć. W kierunku kupiańskim i bachmuckim Ukraińcy odparli sześć ataków w rejonie Sinkiwki i Petropawliwki, 11 ataków w okolicy Lasu Serebriańskiego i Wesełego, oraz osiem ataków w pobliżu Bohdaniwki, Kliszczijiwki i Andrijiwki. W kierunku awdijiwskim i marjińskim Rosjanie nadal próbowali otoczyć Awdijiwkę, jednak Ukraińcy utrzymywali obronę, odpierając 13 ataków w okolicy Nowobachmutiwki, Stepowego i Awdijiwki oraz 16 ataków w pobliżu Perwomajskiego i Newelskiego. Odparto także siedem ataków w rejonie Nowomychajliwki i Pobiedy. W kierunku zaporoskim wojska rosyjskie przeprowadziły co najmniej 10 nieudanych ataków w rejonie Robotyne oraz na zachód od Werbowogo. W ciągu 24h Rosja przeprowadziła osiem ataków rakietowych, 60 naloty i 69 ostrzałów na pozycje ukraińskie i obszary zaludnione (odnotowano ofiary wśród cywilów oraz zniszczoną infrastrukturę). Lotnictwo Ukrainy dokonało 17 nalotów na miejsca koncentracji i pięciu na kompleksy rakiet przeciwlotniczych, a artyleria zaatakowała trzy obszary koncentracji, punkt kontrolny, dwa składy amunicji i dwie jednostki artylerii.
Według doniesień władz ukraińskich i rosyjskich ok. 2:30 zniszczono rosyjski okręt desantowy projektu 775 „Nowoczerkassk” w Teodozji na Krymie przez ukraińskie lotnictwo przy użyciu pocisków manewrujących. Według rosyjskich informacji, do ataku użyto czterech pocisków Storm Shadow/SCALP-EG wystrzelonych z dwóch samolotów Su-24 nad obwodem mikołajowskim. Później rzecznik Sił Powietrznych Ukrainy Jurij Ihnat potwierdził, że ataku dokonano za pomocą rakiet manewrujących. Opublikowane nagrania, zdjęcia i relacje świadków wskazywały, że doszło do dużej eksplozji, a następnie serii mniejszych wybuchów, które całkowicie zniszczyły okręt. Według doniesień, na podstawie nieoficjalnych informacji, okręt dostarczał na Krym amunicję, w tym drony Shahed. Rosyjskie władze potwierdziły atak, podczas którego zginęła jedna osoba a dwie zostały ranne, zaś stan okrętu określono jako „uszkodzony”. Uszkodzonych zostało także sześć budynków. Rosyjscy urzędnicy twierdzili również, że zestrzelono dwa ukraińskie Su-24, biorące udział w ataku, czemu zaprzeczyła strona ukraińska. Według niezależnego serwisu Astra, na pokładzie okrętu znajdowało się 77 marynarzy, z których jeden zginął, co najmniej 23 zostało rannych, a 33 uznano za zaginionych. Według jednego z rosyjskich źródeł okręt przewoził 4400 pocisków artyleryjskich i 280 rakiet. Siła eksplozji wynosiła ok. 30 ton trotylu, co czyniło ją jedną z najpotężniejszych eksplozji niejądrowych.
Według doniesień armia rosyjska atakowała Ukrainę za pomocą dronów Shahed 136/131 od 18:30 25 grudnia do 3:00 26 grudnia. Łącznie Rosja wystrzeliła 19 dronów z rejonu Bałakławy i Primorsko-Achtarska. Ukraińska obrona przeciwlotnicza zniszczyła 13 dronów w obwodach odeskim, chersońskim, mikołajowskim i chmielnickim. Drony trafiły w bliżej nieokreślony obiekt infrastruktury w obwodzie odeskim, powodując pożar, który został szybko ugaszony, oraz w obiekt przemysłowy i pobliskie magazyny w obwodzie mikołajowskim, powodując uszkodzenia budynków. Dowództwo Sił Powietrznych Ukrainy stwierdziło, że obrona przeciwlotnicza zestrzeliła dwa rakiety Ch-59 w obwodzie dniepropetrowskim. Policja podała, że w ciągu ostatniej doby wojska rosyjskie zaatakowały 15 różnych miejsc w obwodzie charkowskim, w wyniku czego zginął jeden cywil i jeden został ranny. Gubernator Ołeksandr Prokudin oświadczył, że Rosjanie zaatakowali obwód chersoński, zabijając co najmniej jednego cywila we wsi Mykilske i raniąc kolejną osobę w Tiahynce. Szef MSW Ihor Kłymenko powiedział, że jeden policjant zginął, a cztery inne osoby, w tym dwóch policjantów, zostały ranne w wyniku rosyjskiego ataku artyleryjskiego na stację kolejową w południowym Chersoniu. Rosyjski ostrzał uderzył w stację w momencie, gdy ok. 140 osób przygotowywało się do ewakuacji. Ukraińska spółka kolejowa Ukrzaliznytsya poinformowała, że pociąg i stacja zostały uszkodzone, ale „sytuacja jest pod kontrolą i kolej jest gotowa do dalszego funkcjonowania”.
Brytyjski rząd poinformował, że pierwsza grupa sześciu ukraińskich pilotów szkolących myśliwcach F-16 przeszła bazowe szkolenie w Wielkiej Brytanii, a następnie kontynuowała je w Danii. Kolejnych 10 pilotów pozostawało w Wielkiej Brytanii i kontynuowało naukę. Trwało również szkolenie kilkudziesięciu ukraińskich techników lotniczych.

### 27 grudnia

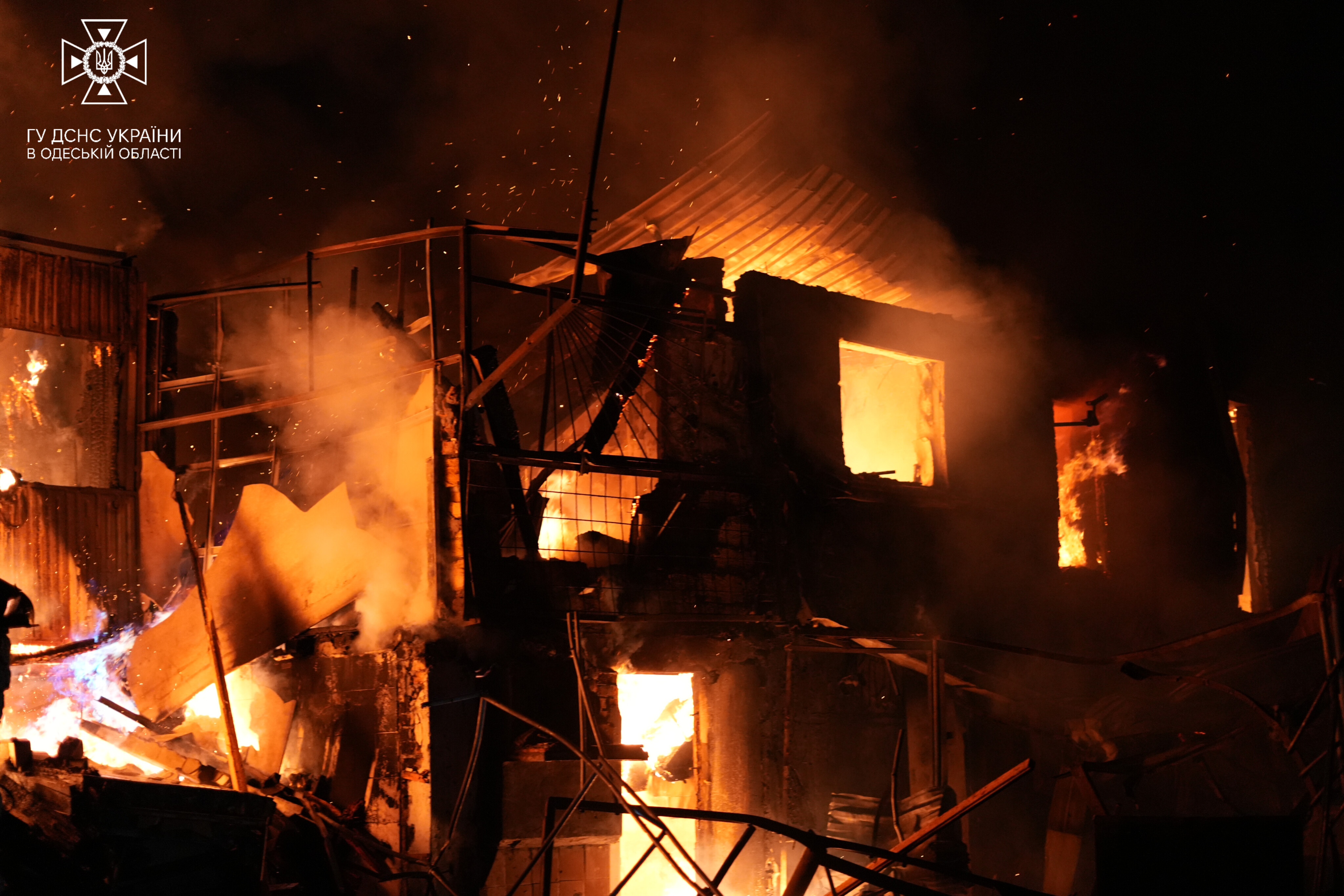
Pożar w obwodzie odeskim spowodowany upadkiem szczątków zestrzelonego rosyjskiego drona; dwie osoby zginęły, a trzy zostały ranne.

Dowódca Zgrupowania Tauryda Ołeksandr Tarnawski stwierdził, że głównym kierunkiem rosyjskich ataków w tym rejonie pozostawała Awdijiwka, lecz Rosjanie próbowali ominąć miasto. Zdaniem Tarnawskiego siły rosyjskie prawdopodobnie chciały uniknąć faktycznego wkroczenia do miasta i wzięcia udziału w brutalnych walkach ulicznych, jakie miały miejsce w bitwie o Bachmut. Według ISW Rosjanie przejęli ukraińskie pozycje na zachód od Werbowego, na odcinku frontu, na którym przez kilka miesięcy trwała ukraińska kontrofensywa. Według materiałów geolokalizacyjnych z 14 i 27 grudnia Rosjanie poczynili postępy w okolicy Werbowego, ok. 9 km od Robotyne. Zdaniem Instytutu prawdopodobnie w pobliżu tej miejscowości znajdowały się lepiej umocnione pozycje bojowe, na które ukraińscy żołnierze wycofali się w miesiącach zimowych. Tymczasem wojska rosyjskie poczyniły potwierdzone postępy w pobliżu Bachmutu, Awdijiwki, Doniecka i Werbowego oraz kontynuowały walki pozycyjne na całej linii frontu. SG Ukrainy podał, że od czasu inwazji lutym 2022 roku na Ukrainie odnotowano 465 przypadków użycia przez Rosję amunicji zawierającej toksyczne chemikalia. Rosyjskie wojsko zwiększa także użycie broni chemicznej na Ukrainie; tylko w grudniu odnotowano 81 przypadków.
SG Ukrainy podał, że kontynuowano działania mające na celu rozbudowę przyczółku na lewym brzegu Dniepru, gdzie odparto 13 ataków. FR atakowała w kierunkach Kupiańska, Łymanu, Bachmutu, Awdijiwki, Marjinki i Zaporoża, gdzie doszło do 56 starć. W kierunku kupiańskim i bachmuckim Ukraińcy odparli dziewięć ataków w rejonie Sinkiwki i Iwaniwki, trzy ataki w okolicy Lasu Serebriańskiego, oraz dwa ataki w pobliżu Bohdaniwki. W kierunku awdijiwskim i marjińskim Rosjanie nadal próbowali otoczyć Awdijiwkę, jednak Ukraińcy utrzymywali obronę, odpierając 15 ataków w okolicy Nowobachmutiwki i Awdijiwki oraz 17 ataków w pobliżu Siewiernego, Perwomajskiego i Newelskiego. Odparto także siedem ataków w rejonie Marjinki i Nowomychajliwki. W kierunku zaporoskim wojska rosyjskie przeprowadziły co najmniej trzy nieudane ataki na zachód od Werbowogo i Robotyne. W ciągu doby Rosja przeprowadziła jeden atak rakietowy, 77 nalotów i 51 ostrzałów na pozycje ukraińskie i obszary zaludnione (odnotowano ofiary wśród cywilów oraz zniszczoną infrastrukturę). Lotnictwo Ukrainy dokonało 10 nalotów na miejsca koncentracji i dwóch na kompleksy rakiet przeciwlotniczych, z kolei artyleria zaatakowała pięć obszarów koncentracji, dwa punkty kontrolne, sześć składów amunicji i dwie jednostki artylerii.
Sekretarz ukraińskiej Rady Bezpieczeństwa Narodowego i Obrony Ołeksij Daniłow podał, że Ukraina zniszczyła 20% rosyjskiej Floty Czarnomorskiej. Z kolei Służba Bezpieczeństwa Ukrainy oświadczyła, że od początku 2023 roku agenci SBU wyeliminowali ponad 500 rosyjskich czołgów. W komunikacie stwierdzono, że „ukraińskie służby specjalne codziennie metodycznie «minusują» wrogie pojazdy opancerzone w walkach na frontach wschodnim i południowym. Wśród zniszczonych czołgów znajdowały się najnowsze T-90 i T-90M, których wartość wynosiła ok. 5 mln dolarów za egzemplarz”. 
Ukraińskie Siły Powietrzne oświadczyły, że w nocy terytorium Ukrainy zostało zaatakowane przez Rosję za pomocą 46 dronów Shahed 136/131 (wystrzelonych z Bałakławy i Primorsko-Achtarska), z których 32 zostały zniszczone przez obronę przeciwlotniczą w obwodach dniepropetrowskim (13), odeskim (12), mikołajowskim (3), winnickim (2) i chersońskim (2). Drony zaatakowały dwoma falami w odstępie 15 minut, natomiast sam atak trwał ok. 7h, od 19:00 26 grudnia do 03:50 27 grudnia. Gubernator Ołeh Kiper poinformował, że w nocnym ataku dronów na Odessę zginęły dwie osoby, a trzy kolejne zostały ranne, w tym 17-letni chłopak; jedna osoba zginęła na miejscu, a drugi mężczyzna został w stanie ciężkim przywieziony do szpitala, gdzie zmarł. Obrona przeciwlotnicza zestrzeliła 12 dronów w obwodzie odeskim, jednak szczątki drona spadły i uderzyły w dom na obrzeżach Odessy, powodując pożar. Według gubernatora Ołeksandra Prokudina w rosyjskich atakach artyleryjskich i dronów zginęło co najmniej sześć osób. Ponadto ostrzał Chersonia poważnie uszkodził infrastrukturę energetyczną miasta, w wyniku czego ok. 70% gospodarstw domowych było pozbawionych prądu. 
Przewodniczący ukraińskiego Narodowego Komitetu Olimpijskiego Wadym Gutzeit powiedział, że od czasu rozpoczęcia inwazji Rosji na Ukrainę zginęło ponad 400 ukraińskich sportowców, a ok. 500 obiektów sportowych zostało zniszczonych lub uszkodzonych. Z kolei ukraińska Państwowa Służba Ukrainy ds. Sytuacji Nadzwyczajnych podała, że w tym samym czasie 277 osób, w tym 14 dzieci, zginęło od rosyjskich min lądowych i innych urządzeń wybuchowych.
Gubernator Wasilij Gołubiew powiedział, że obrona przeciwlotnicza zestrzeliła drona nad rosyjskim obwodem rostowskim. Nie odnotowano zniszczeń ani ofiar.
Stany Zjednoczone zapowiedziały kolejny pakiet pomocy wojskowej dla Ukrainy o wartości 250 milionów dolarów, który obejmował m.in. amunicję do NASAMS i M142 HIMARS, elementy systemu obrony przeciwlotniczej, wyrzutnie FIM-92 Stinger, pociski artyleryjskie 155 mm i 105 mm, oraz broń przeciwpancerną Javelin i AT-4. Prezydent Wołodymyr Zełenski poinformował, że w 2023 roku Ukraina potroiła produkcję broni i sprzętu wojskowego, a w przemyśle zbrojeniowym pracowało 300 tys. Ukraińców.
Prokuratura Generalna Ukrainy podała, że przywódca Donieckiej Republiki Ludowej Dienis Puszylin został zaocznie skazany na 15 lat więzienia i konfiskatę mienia za współpracę z Rosją oraz podważanie integralności terytorialnej Ukrainy w związku z jego rolą w zorganizowaniu nieuznawanego referendum w sprawie przyłączenia regionu do Rosji.

### 28 grudnia
Według ISW siły rosyjskie poczyniły potwierdzone postępy na północny zachód od Awdijiwki, w pobliżu Marjinki i na południe od Hulajpola. Siły ukraińskie dokonały potwierdzonego ataku w pobliżu Bachmutu, prawdopodobnie w ciągu ostatniego tygodnia. Ponadto Rosyjskie Ministerstwo Obrony ogłosiło, że Rosja ma ponad 640 tys. żołnierzy kontraktowych, co jest pierwszym rosyjskim komunikatem na ten temat od rozpoczęcia inwazji na Ukrainę. Rosja oficjalnie wysłała na linię frontu batalion złożony z ukraińskich jeńców wojennych, co potwierdziło naruszenia Konwencji Genewskiej w sprawie jeńców wojennych przez Rosję.
Sztab Ukrainy oświadczył, że kontynuowano działania mające na celu rozbudowę przyczółku na lewym brzegu Dniepru, gdzie odparto 13 ataków. Rosja atakowała w kierunkach Kupiańska, Bachmutu, Awdijiwki, Marjinki i Zaporoża, gdzie doszło do 53 starć. W kierunku kupiańskim i bachmuckim Ukraińcy odparli 12 ataków w rejonie Sinkiwki oraz trzy ataki w pobliżu Bohdaniwki i Andrijiwki. W kierunku awdijiwskim i marjińskim Rosjanie nadal próbowali otoczyć Awdijiwkę, jednak Ukraińcy utrzymywali obronę, odpierając 14 ataków w okolicy Nowobachmutiwki i Awdijiwki oraz 12 ataków w pobliżu Perwomajskiego i Newelskiego. Odparto także sześć ataków w rejonie Marjinki i Nowomychajliwki. W kierunku zaporoskim wojska rosyjskie przeprowadziły cztery nieudane ataki na południe od Nowodariwki, na zachód od Werbowego i Robotyne. W ciągu dnia FR przeprowadziła cztery ataki rakietowe, 86 nalotów i 55 ostrzałów na pozycje ukraińskie i obszary zaludnione (odnotowano ofiary wśród cywilów oraz zniszczoną infrastrukturę). Lotnictwo Ukrainy dokonało 17 nalotów na miejsca koncentracji i dwóch na przeciwlotnicze kompleksy rakietowe, z kolei artyleria zaatakowała dwa obszary koncentracji, 11 jednostek artylerii, dwa punkty kontrolne, dwie stacje walki radioelektronicznej, dwa przeciwlotnicze systemy rakietowe i sześć składów amunicji.
W nocy Rosjanie zaatakowali Ukrainę za pomocą ośmiu dronów Shahed 136/131, wystrzelonych z Primorsko-Achtarska. Siedem dronów zostało zniszczonych przez ukraińskie myśliwce, obronę przeciwlotniczą i mobilne grupy ogniowe w obwodach dniepropietrowskim, kirowohradzkim i zaporoskim. Prokuratura Generalna Ukrainy podała, że ok. 11:40 czasu lokalnego w wyniku rosyjskiego ataku artyleryjskiego na wieś Bilenke w obwodzie zaporoskim zginęło dwóch cywilów, a pięciu zostało rannych. Gubernator Ołeh Siniehubow poinformował, że ok. 10:00 siły rosyjskie zaatakowały Wołczańsk w obwodzie charkowskim, zabijając 66-letnią kobietę i raniąc 63-letnią kobietę. Gubernator stwierdził także, że ok. 11:00 czasu lokalnego armia rosyjska przeprowadziła nalot na Hłuskiwkę, ok. 20 km na południe od Kupiańska, raniąc co najmniej czterech cywilów. Gubernator Ołeksandr Prokudin powiedział, że w ciągu ostatniej doby wojska rosyjskie przeprowadziły 80 ataków na obwód chersoński, wystrzeliwując ponad 400 pocisków. Co najmniej jeden cywil zginął, a ośmiu kolejnych zostało rannych.
OSW podał, że 24 grudnia wojska rosyjskie osiągnęły granice administracyjne Marjinki, a w następnych dniach dotarły do sąsiadującej z nim od zachodu Heorhijiwki. Rosjanie zrobili także kolejne postępy na południe od Marjinki i na północny zachód od Bachmutu, gdzie wyrównali linię frontu ok. 3 km od Czasiw Jaru. Nieznacznie przesunęli się na północ i północny zachód od Awdijiwki, powstrzymując jednocześnie ukraiński kontratak na zachód od miasta, oraz na południe od Siewierska i zachód od Kreminnej. Na południe od Orichiwa siły rosyjskie weszły klinem w ugrupowanie ukraińskie pomiędzy miejscowościami Robotyne i Werbowe. Według części źródeł wymusiło to wycofanie się obrońców z pierwszej z nich, o którą latem trwały zacięte walki w trakcie ukraińskiej ofensywy na południu.
Według dziennika „The Moscow Times” Korea Północna systematycznie zwiększała dostawy amunicji strzeleckiej i pocisków artyleryjskich dla rosyjskiej armii. W ostatnich dniach do Rosji miało dotrzeć ponad 500 tys. szt. pocisków.
Na Morzu Czarnym cywilny statek pod banderą Panamy, który płynął w celu załadunku zboża w jednym z portów na Dunaju, został wysadzony w powietrze przez rosyjskie miny, w wyniku czego dwóch marynarzy zostało rannych. Według doniesień masowiec stracił prędkość i kontrolę, na górnym pokładzie wybuchł pożar, a żeby uniknąć zalania, kapitan zakotwiczył statek na mieliźnie.
Prokuratura Generalna Ukrainy oświadczyła, że potwierdziła internetowe pogłoski, jakoby rosyjscy żołnierze schwytali i zastrzelili trzech ukraińskich żołnierzy na wschód od Robotyne w zachodnim obwodzie zaporoskim. Jeden z rosyjskich żołnierzy po raz kolejny zastrzelił z bliskiej odległości ukraińskiego żołnierza. Potwierdzono także autentyczność filmu, który został nagrany przez żołnierzy dokonujących egzekucji. Przypuszczano, że w egzekucji mogła brać udział rosyjska 76 Gwardyjska Dywizja Desantowo-Szturmowa, dodając, że 76 Dywizja już wcześniej dopuściła się zbrodni wojennych na Ukrainie, zwłaszcza w obwodzie kijowskim.
Minister spraw zagranicznych Siergiej Ławrow powiedział, że Rosja jest gotowa osiągnąć wszystkie cele „specjalnej operacji wojskowej”, w tym demilitaryzację Ukrainy, wskazując, że kraje zachodnie zmieniają swoje strategie w sprawie Ukrainy i wskazał, że niektóre kraje sugerowały Rosji negocjacje pokojowe z Ukrainą, ponieważ Stany Zjednoczone i ich sojusznicy nie mogą prowadzić negocjacji. Ławrow skrytykował także plan nakazujący FR wycofanie się do granic z 1991 roku, czyli oddanie Krymu i Donbasu, uznając to za patologiczne złudzenie i powtórzył, że Rosja osiągnie wszystkie cele „specjalnej operacji wojskowej”. Z kolei były prezydent Dmitrij Miedwiediew powiedział, że Rosja będzie kontynuować „operację specjalną” w 2024 roku, a ich celem w dalszym ciągu jest rozbrojenie armii ukraińskiej i wymuszenie porzucenia przez obecny rząd ukraiński idei neonazistowskich. Japoński portal Nikkei Asia podał, że w marcu, podczas wizyty przywódcy Chin Xi Jinpinga w Moskwie, Władimir Putin poinformował go, że zamierza prowadzić wojnę z Ukrainą przez co najmniej pięć lat.

### 29 grudnia

#### Atak rakietowy na Ukrainę
W nocy i nad ranem Rosja przeprowadziła najpotężniejszy od początku inwazji na Ukrainę zmasowany atak rakietowy i dronów na kilka ukraińskich miast, po czym zgłoszonych zostało wiele eksplozji. Zaatakowano m.in. Kijów, Odessę, Dniepr, Charków, Lwów, Zaporoże i Konotop. W atakach zginęło co najmniej 41 osób, a ponad 160 zostało rannych. Według Sił Powietrznych Ukrainy i naczelnego dowódcy armii ukraińskiej Załużnego, FR wystrzeliła łącznie 36 dronów Shahed 136/131 i ok. 122 rakiet, w tym 90 pocisków Ch-101/Ch-55/Ch-555, osiem rakiet manewrujących Ch-22/Ch-32, 14 rakiet balistycznych S-300/S-400/Iskander-M, pięć pocisków aerobalistycznych Kindżał, cztery rakiety przeciwradarowe Ch-31P i jedną Ch-59. Ukraińska obrona przeciwlotnicza zniszczyła 27 dronów i 87 rakiet Ch-101/Ch-55/Ch-555 (81% obiektów). Nad Kijowem zestrzelono ponad 30 celów. Dowódca Sił Powietrznych Mykoła Ołeszczuk nazwał to „najbardziej zmasowanym atakiem z powietrza”. Według szacunków Ekonomicznej Prawdy koszt rosyjskiego ataku wyniósł „1,273 miliarda dolarów”. Rzecznik rosyjskiego Ministerstwa Obrony nie wspomniał konkretnie o ataku na Ukrainę, lecz stwierdził, że „trafiono we wszystkie wyznaczone cele wojskowe”.
W wyniku zmasowanego ataku zniszczono lub uszkodzono wiele obiektów cywilnych. W Charkowie zniszczeniu uległy budynki mieszkalne, szkoła, poczta, magazyny, budynki przemysłowe, zajezdnia transportowa i przedsiębiorstwa, a w jednej z placówek medycznych fala uderzeniowa uszkodziła dach i okna. Odnotowywano także problemy dostępem do prądu. W Dnieprze w wyniku ataku rakietowego uszkodzone zostały centrum handlowe, szpital położniczy i budynki mieszkalne. We Lwowie trafiono w budynek mieszkalny oraz zniszczono trzy szkoły i przedszkole. W Odessie szczątki zestrzelonego drona spadły na budynek mieszkalny. W Zaporożu celem ataku były lokalne firmy i budynek mieszkalny. W Konotopie w wyniku ostrzału uszkodzony został apartamentowiec i stacja benzynowa. Premier Denys Szmyhal stwierdził, że zmasowany atak rosyjski był wymierzony głównie w ukraińskie społeczeństwo i kluczowe obiekty infrastruktury. Ministerstwo Energii Ukrainy stwierdziło, że mieszkańcy czterech obwodów doświadczyli przerw w dostawie prądu w wyniku rosyjskich ataków rakietowych i dronów.
W godzinach porannych polskie dowództwo zameldowało o nieznanym obiekcie, który podczas rosyjskiego ataku na Ukrainę wleciał w polską przestrzeń powietrzną, przebywał tam ok. 3 minut i przeleciał 40 km nad terytorium Polski. Dowódca Operacyjny Rodzajów Sił Zbrojnych generał dywizji Maciej Klisz powiedział: „Z wojskowego punktu widzenia proponuję opcję opuszczenia Polski przez rakietę. Obiekt przebywał w Polsce niecałe 3 minuty, czyli naruszył ok. 40 km przestrzeni powietrznej. Był śledzony wzdłuż całego toru lotu”. Później Szef SG Wojska Polskiego generał Wiesław Kukuła potwierdził, że rosyjski pocisk wleciał w polską przestrzeń powietrzną, po czym „zawrócił” do ukraińskiej przestrzeni powietrznej.
Minister obrony Rustem Umierow odbył rozmowę telefoniczną z sekretarzem obrony USA Lloydem Austinem, aby omówić największy rosyjski nalot na Ukrainę od początku inwazji oraz sytuację na linii frontu. Austin po raz kolejny powtórzył, że Stany Zjednoczone oraz ok. 50 sojuszników i partnerów zobowiązało się do wspierania Ukrainy w jej walce z Rosją. Po przeprowadzeniu przez Rosję zmasowanego ataku na Ukrainę brytyjski minister obrony Grant Shapps zapowiedział, że dostarczy Ukrainie setki rakiet przeciwlotniczych jako uzupełnienie systemów obrony przeciwlotniczej dostarczonych wcześniej przez Wielką Brytanię.
Według ISW Rosja w dalszym ciągu będzie przeprowadzała mieszane ataki na Ukrainę, podobnie jak w 2022 roku, w tym ataki na ukraińską infrastrukturę energetyczną oraz ataki na obszary mieszkalne w celu wykorzystania i zaostrzenia napięć społecznych na Ukrainie. Zdaniem ekspertów „seria ataków przeprowadzonych przez Rosję była kulminacją kilkumiesięcznych rosyjskich eksperymentów z różnymi kombinacjami dronów i rakiet, a także prób przetestowania ukraińskiej obrony powietrznej”, z kolei drony Shahed pełniły rolę wabików w celu odwrócenia uwagi ukraińskiej obrony przeciwlotniczej. Obecne rezerwy rosyjskich rakiet i dronów oraz wskaźniki produkcji prawdopodobnie nie pozwalały siłom rosyjskim na przeprowadzanie regularnych ataków rakietowych na dużą skalę, ale prawdopodobnie pozwalają na bardziej spójne ataki dronami. Tymczasem siły rosyjskie poczyniły potwierdzone postępy na północny wschód od Bachmutu i na południe od Awdijiwki oraz kontynuowały walki pozycyjne na całej linii frontu.

#### Pozostałe informacje
Ukraiński SG podał, że kontynuowano działania mające na celu rozbudowę przyczółku na lewym brzegu Dniepru, gdzie odparto 10 ataków. FR atakowała w kierunkach Kupiańska, Bachmutu, Awdijiwki, Marjinki i Zaporoża, gdzie doszło do 56 starć. W kierunku kupiańskim i bachmuckim Ukraińcy odparli siedem ataków w rejonie Sinkiwki oraz dwa ataki w pobliżu Bohdaniwki i Andrijiwki. W kierunku awdijiwskim i marjińskim Rosjanie nadal próbowali otoczyć Awdijiwkę, jednak Ukraińcy utrzymywali obronę, odpierając osiem ataków w okolicy Stepowego i Awdijiwki oraz 21 ataków w pobliżu Siewiernego, Perwomajskiego i Newelskiego. Odparto także 9 ataków w rejonie Marjinki i Nowomychajliwki. W kierunku zaporoskim wojska rosyjskie przeprowadziły dwa nieudane ataki na zachód i północny zachód od Werbowego. W ciągu 24h Rosja przeprowadziła 150 ataków rakietowych, 74 naloty i 84 ostrzały na pozycje ukraińskie i obszary zaludnione (odnotowano ofiary wśród cywilów oraz zniszczoną infrastrukturę). Lotnictwo Ukrainy dokonało 10 nalotów na miejsca koncentracji i trzech na przeciwlotnicze systemy rakietowe, a artyleria ostrzelała dwa obszary koncentracji, trzy jednostki artylerii i pięć magazynów amunicji.
Po południu armia rosyjska przeprowadziła atak rakietowy na miasto Smiła w obwodzie czerkaskim. W wyniku ataku rannych zostało osiem osób, a 51 domów prywatnych zostało uszkodzonych. Gubernator Serhij Łysak powiedział, że po południu wojska rosyjskie zaatakowały Nikopol, raniąc co najmniej trzech cywilów. Ataki uszkodziły dwie farmy, w których według doniesień zniszczone zostały magazyny i samochody. Uszkodzone zostało także przedsiębiorstwo społeczne i przemysłowe. Z kolei Ministerstwo Obrony Rosji stwierdziło, że wczesnym rankiem zestrzelono ukraińskiego drona nad obwodem kurskim. Później rosyjskie MON podało, że ok. 18:00 armia ukraińska podjęła próbę użycia dronów do ataku na strategiczne lokalizacje Rosji, a obrana przeciwlotnicza zestrzeliła drona nad obwodem briańskim.
Prezydent Wołodymyr Zełenski odwiedził ukraiński punkt dowodzenia i obserwacji 110 Oddzielnej Brygady Zmechanizowanej w Awdijiwce, która była regularnie atakowana przez siły rosyjskie. Głowa państwa wysłuchała meldunku dowódcy brygady, Bohatera Ukrainy Mykoły Chumaka, o sytuacji operacyjnej na tym kierunku i przebiegu działań obronnych. Później Zełenski napisał: „Dziękuję wszystkim, którzy są na pierwszej linii za służbę, za ten rok, w którym cały kraj przetrwał dzięki swoim żołnierzom”.
Ukraińska grupa hakerska „Cyber Resistance” stwierdziła, że przechwyciła wewnętrzne e-maile rosyjskiej Floty Czarnomorskiej, z których wynikało, że Ukraina zaatakowała rosyjski statek desantowy „Nowoczerkassk”, zabijając co najmniej 74 rosyjskich żołnierzy i raniąc 27 kolejnych.
Brytyjskie Ministerstwo Obrony podało, że w 2023 roku średnie liczby zabitych i rannych w rosyjskiej armii wzrosły do prawie 300 żołnierzy dziennie. Wzrost dziennych strat Rosji, zgodnie z danymi SG Ukrainy, wskazywał na degradację sił rosyjskich, do czego przyczyniła się „częściowa mobilizacja”, którą Władimir Putin ogłosił we wrześniu 2022 roku. W wyniku tego do armii trafili cywile po szybkich przeszkoleniach. Zdaniem Ministerstwa „Rosja prawdopodobnie będzie potrzebowała 5–10 lat, aby odbudować wysoce profesjonalną i doświadczoną armię”.

### 30 grudnia

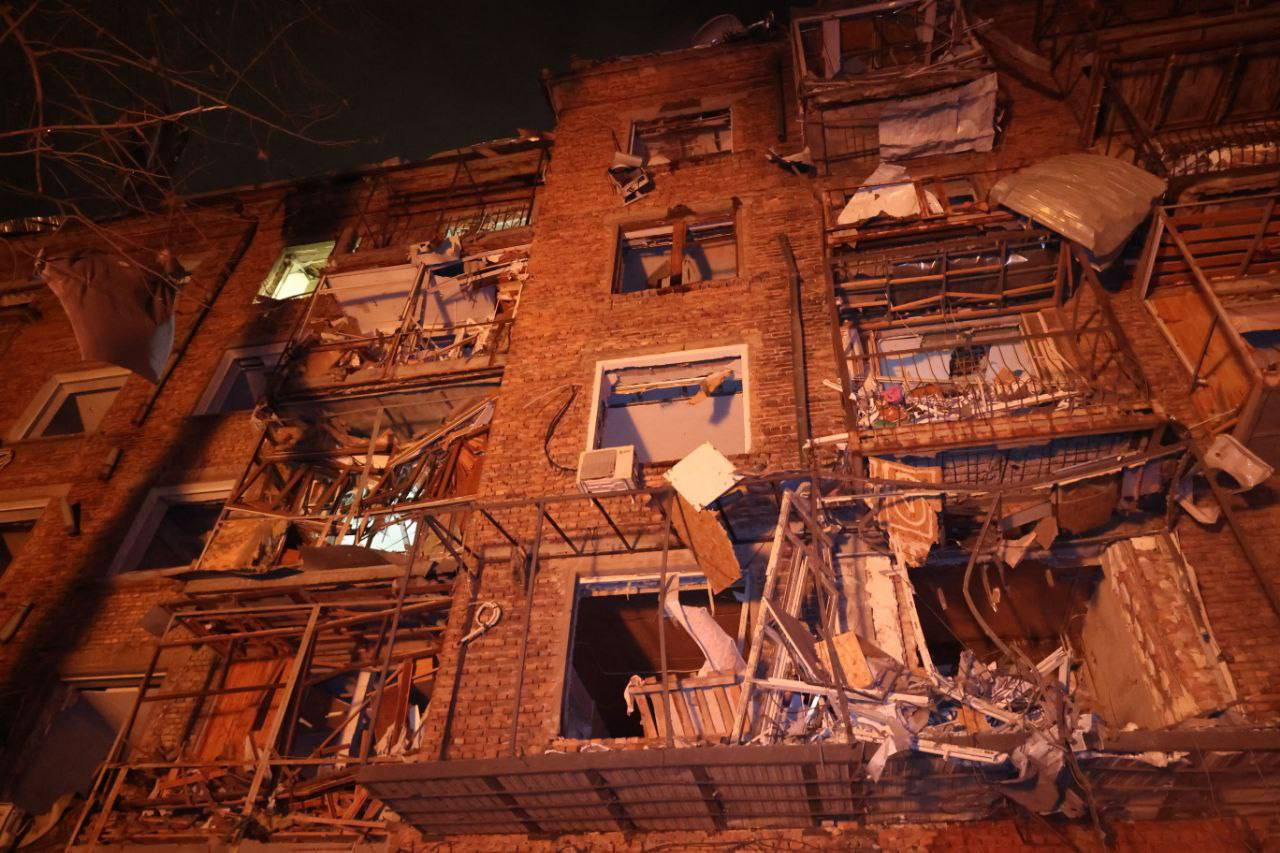
Budynek uszkodzony podczas rosyjskiego ataku rakietowego na Charków; 28 osób zostało rannych.

W opinii ISW siły rosyjskie zrobiły potwierdzone postępy w pobliżu Kreminnej, Bachmutu i Awdijiwki oraz kontynuowały walki pozycyjnych na całej linii frontu. Ponadto Rosja kontynuowała wysiłki na rzecz integracji systemów edukacji na okupowanej Ukrainie i rozwijania programów edukacyjnych mających na celu eliminację ukraińskiej tożsamości na zajętych terytoriach.
Sztab Ukrainy poinformował, że kontynuowano działania mające na celu rozbudowę przyczółku na lewym brzegu Dniepru, gdzie odparto 13 ataków. Siły rosyjskie atakowały w kierunkach Kupiańska, Łymanu, Bachmutu, Awdijiwki, Marjinki, Szachtarska i Zaporoża, gdzie doszło do 54 starć. W kierunku kupiańskim, łymańskim i bachmuckim Ukraińcy odparli osiem ataków w rejonie Sinkiwki, dwa ataki w okolicy Makiejewki oraz ataków ataków w pobliżu Bohdaniwki, Kliszczijiwki i Andrijiwki. W kierunku awdijiwskim i marjińskim Rosjanie nadal próbowali otoczyć Awdijiwkę, jednak Ukraińcy utrzymywali obronę, odpierając pięć ataków w okolicy Stepowego i Awdijiwki oraz 13 ataków w pobliżu Perwomajskiego i Newelskiego. Odparto także osiem ataków w rejonie Krasnohoriwki, Marjinki i Nowomychajliwki. W kierunku szachtarskim i zaporoskim wojska rosyjskie przeprowadziły sześć nieudanych ataków w pobliżu Pryjutnego, na zachód od Werbowowego i na wschód od Kopani. W ciągu doby Rosja przeprowadziła dziewięć ataków rakietowych, 55 nalotów i 79 ostrzałów na pozycje ukraińskie i obszary zaludnione (odnotowano ofiary wśród cywilów oraz zniszczoną infrastrukturę). Lotnictwo ukraińskie dokonało 11 nalotów na miejsca koncentracji i trzech na przeciwlotnicze systemy rakietowe, a artyleria uderzyła w trzy przeciwlotnicze kompleksy rakietowe, obszar koncentracji, siedem jednostek artylerii i trzy stacje walki radioelektronicznej.
Według władz rosyjskich zestrzelono 32 drony i 13 rakiet ukraińskich nad obwodami briańskim, orłowskim, kurskim i moskiewskim. W Biełgorodzie zginęły co najmniej 24 osoby, w tym troje dzieci, a ok. 110 zostało rannych. Uszkodzonych zostało kilka domów i infrastruktura wodna. Gubernator Aleksandr Bogomaz podał, że w Briańsku zginęło dziecko, a zniszczeniu uległ ośrodek rekreacyjny, 55 domów, prywatne firmy, przedszkole i boisko do piłki nożnej. Moskwa oskarżyła Ukrainę o użycie rakiet ukraińskiej i czeskiej produkcji do przeprowadzenia nalotu na Biełgorod. W związku z tym atakiem rakietowym Rosja wezwała także do zwołania specjalnej sesji Rady Bezpieczeństwa ONZ. Ukraińskie i brytyjskie media cytowały ukraińskie źródła bezpieczeństwa, które twierdziły, że błąd w rosyjskim systemie obrony powietrznej spowodował, że szczątki dronów i rakiet spadły na obiekty cywilne, a ukraińskie wojsko nie atakowało obiektów cywilnych. Rosyjskie Ministerstwo Obrony zagroziło odwetem i stwierdziło, że wojsko rosyjskie może atakować jedynie ukraińskie obiekty wojskowe i infrastrukturę służącą wojsku. Rzeczniczka Kremla Marija Zacharowa powiedziała agencji TASS, że Wielka Brytania, Stany Zjednoczone i kraje UE dostarczające Ukrainie broń podżegały Ukrainę do przeprowadzenia ataku i nazwała te kraje odpowiedzialnymi za „atak terrorystyczny”. W nocy w Briańsku dwa drony zaatakowały fabrykę radiową „Kremnij El”, jedno z największych przedsiębiorstw mikroelektroniki w Rosji, głównie produkujące komponenty do systemów przeciwlotniczych Pancyr i systemów rakietowych Iskander. Jeden z dronów spowodował pożar w budynku administracyjnym, a inny uderzył w budynek stacji kolejowej.
Gubernator Ołeh Siniehubow poinformował, że ok. 19:00 w rosyjskim ataku rakietowym na Charków zostało rannych 28 osób, w tym dwoje dzieci i cudzoziemiec. Odnotowano sześć eksplozji. Do ataku doszło między 19:00 a 19:20 czasu lokalnego, a organy ścigania znalazły na miejscu szczątki rakiety Iskander. Zniszczono budynki mieszkalne, hotel „Pałac” oraz placówki medyczne, w tym szpital kliniczny, przychodnię stomatologiczną i dwa szpitale miejskie. Kilka godzin później Rosja przeprowadziła drugi atak na Charków. Nie odnotowano żadnych ofiar, ale uszkodzono bank, instytut badawczy, budynki mieszkalne i administracyjne oraz kawiarnie. Prokuratura Generalna podała, że w wyniku rosyjskich ataków rakietowych w obwodzie donieckim zginęły trzy osoby, a sześć zostało rannych. Gubernator Wiaczesław Chaus powiedział, że w rosyjskich atakach na przygraniczne miasto Semeniwka zginął 32-letni mieszkaniec. Siły rosyjskie przeprowadziły ok. 20 ataków ok. 15:00, w wyniku których zostało uszkodzonych ponad 30 domów i obiektów infrastruktury cywilnej. Władze regionalne poinformowały, że w rosyjskich atakach na obwody chersoński i zaporoski zginęły dwie osoby. Gubernator Ołeksandr Prokudin podał, że ok. 14:10 czasu lokalnego w rosyjskim ataku na Chersoń zginęła 59-letnia kobieta. W nocy Rosjanie zaatakowali Ukrainę przy użyciu wystrzelonych z Krymu 10 dronów Shahed 136/131, z których pięć zostało zniszczonych przez obronę przeciwlotniczą Ukrainy. Jeden z dronów uderzył w obwodzie chmielnickim.

### 31 grudnia

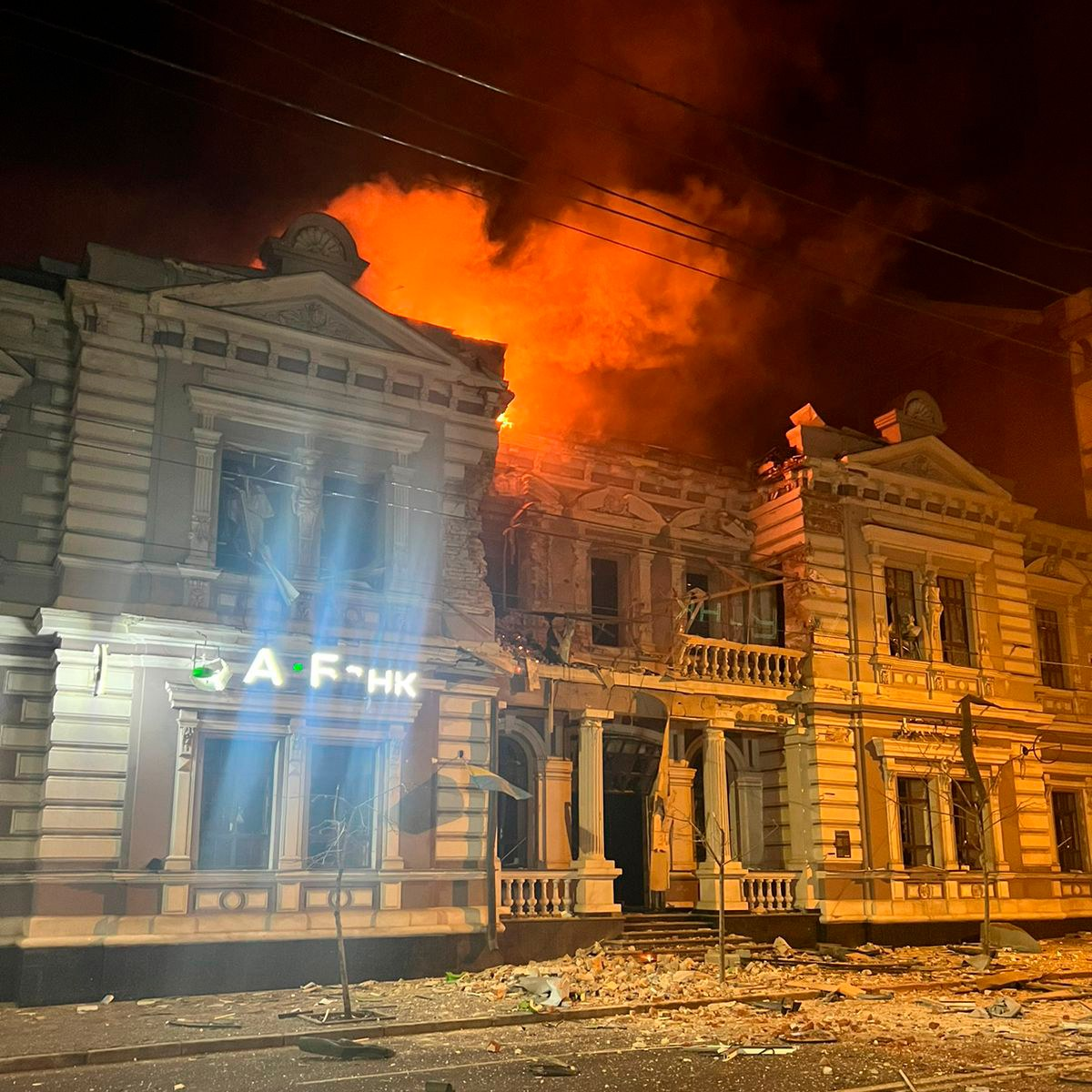
Budynek banku w Charkowie (zabytek architektury z lat 1901-1903) po nocnym rosyjskim ataku dronów na centrum miasta.

SG Ukrainy oświadczył, że kontynuowano działania mające na celu rozbudowę przyczółku na lewym brzegu Dniepru, gdzie odparto 13 ataków. FR atakowała w kierunkach Kupiańska, Łymanu, Bachmutu, Awdijiwki, Marjinki, Szactarska i Zaporoża, gdzie doszło do 55 starć. W kierunku kupiańskim, łymańskim i bachmuckim Ukraińcy odparli osiem ataków w rejonie Sinkiwki i Petropawliwki, ataki w okolicy Makiejewki oraz 10 ataków w pobliżu Bohdaniwki i Andrijiwki. W kierunku awdijiwskim i marjińskim Rosjanie nadal próbowali otoczyć Awdijiwkę, jednak Ukraińcy utrzymywali obronę, odpierając cztery ataki w okolicy Stepowego i Awdijiwki oraz 14 ataków w pobliżu Perwomajskiego i Newelskiego. Odparto także cztery ataki w rejonie Nowomychajliwki. W kierunku szachtarskim i zaporoskim wojska rosyjskie przeprowadziły co najmniej sześć nieudanych ataków w pobliżu Urożajne i Robotyne oraz na południe od Nowodariwki. W ciągu doby Rosja przeprowadziła 13 ataków rakietowych, 127 nalotów i 181 ostrzałów na pozycje ukraińskie i obszary zaludnione (odnotowano ofiary wśród cywilów oraz zniszczoną infrastrukturę). Lotnictwo ukraińskie dokonało 11 nalotów na miejsca koncentracji, z kolei artyleria uderzyła w dziewięć obszarów koncentracji, trzy składy amunicji i  punkt dowodzenia.
W nocy armia rosyjska przeprowadziła atak dronów na Ukrainę, atakując obwody charkowski, chersoński, mikołajowski, zaporoski i chmielnicki. Ukraińskie Siły Powietrzne podały, że zniszczono 21 z 49 rosyjskich dronów Shahed 136/131 wystrzelonych z Krymu, Primorsko-Achtarska i obwodu kurskiego. W odpowiedzi na atak w Biełgorodzie Rosja przeprowadziła atak dronów i rakiet na Kijów i Charków. Przynajmniej sześć rakiet S-300 uderzyło w Charków, raniąc co najmniej 26 osób oraz uszkadzając 12 budynków mieszkalnych, 13 domów i przedszkole oraz sieć wodociągową w centrum miasta. Według władz w obwodach kijowskim i chmielnickim uszkodzone zostały obiekty infrastruktury krytycznej i wybuchły pożary, a w obwodzie chersońskim uszkodzonych zostało kilka domów prywatnych. Szef Regionalnej Administracji Wojskowej poinformował, że ok. 0:20 trzy osoby zginęły, a 28 zostało rannych w wyniku rosyjskiego ostrzału w Borowej w obwodzie charkowskim. Zniszczony został budynek mieszkalny. Lokalne władze podały, że jedna osoba zginęła, a kilka zostało rannych po tym, jak Rosja uderzyła dronami w miasto portowe Odessa. Szczątki zestrzelonych dronów uderzyły w budynki w całym mieście, powodując pożary w kilku obszarach mieszkalnych. Prokuratura obwodu donieckiego stwierdziła, że armia rosyjska użyła rakiet S-300 do ataku na Selidowe wczesnym rankiem, zabijając co najmniej jednego cywila i raniąc sześciu kolejnych.
Rzecznik Sił Powietrznych Ukrainy Jurij Ihnat powiedział, że od początku inwazji armia rosyjska wystrzeliła na Ukrainę ponad 7500 rakiet i ok. 3800 irańskich dronów, z których 3000 zostało zestrzelonych przez ukraińską obronę przeciwlotniczą. Ponadto od czasu pierwszego użycia, 4 maja 2023 roku, system obrony powietrznej Patriot zestrzelił 15 rosyjskich rakiet hipersonicznych Kindżał.
Według ISW siły rosyjskie, w szczególności rosyjskie wojska powietrznodesantowe, ponosiły ciężkie straty w jednoczesnych rosyjskich ofensywach z udziałem ciężkiej piechoty na wielu frontach. Siły rosyjskie i ukraińskie prowadziły ataki pozycyjne wzdłuż całej linii frontu, ale nie odnotowano żadnych istotnych postępów.
Dowództwo SZ Ukrainy podało, że ukraińska armia wzmacniała linie obrony na granicy z Białorusią, m.in. od czerwca tego roku gęstość zapór minowych została zwiększona szesnastokrotnie; wojsko zaminowało przygraniczne drogi i mosty, a na kierunkach ewentualnego natarcia rozstawiono 500 tys. min przeciwczołgowych. Rozbudowywano także drugą linię obrony na północy Ukrainy, gdzie wojska inżynieryjne budowały fortyfikacje oraz instalowały dodatkowe kamery obserwacyjne.